# Versionsgeschichte von iOS
Im Folgenden wird die Versionsgeschichte des Betriebssystems iOS (früher iPhone OS) von Apple genauer beschrieben.
Die Version 1.0 des Betriebssystems wurde am 9. Januar 2007 zusammen mit dem ersten iPhone auf der MacWorld Conference and Expo vorgestellt. Damals bezeichnete Steve Jobs „iOS“ noch als ein „OS X, das auf dem iPhone läuft“. Gegenwärtig ist iOS das Betriebssystem für iPhone und iPod touch. Es existieren Derivate für das Apple TV (tvOS), die Apple Watch (watchOS), den HomePod (audioOS) und das iPad (iPadOS).

## Aktuelle Versionen

### iPhone, iPad & iPod touch
| Version | Veröffentlichung  | Letzte Version für         | Letzte Version für                                                                  | Letzte Version für |
| Version | Veröffentlichung  | iPhone                     | iPad                                                                                | iPod touch         |
| --- | ----------------- | -------------------------- | ----------------------------------------------------------------------------------- | ------------------ |
| 3.1.3 | 2. Februar 2010   | 2G                         | —                                                                                   | 1                  |
| 4.2.1 | 22. November 2010 | 3G                         | —                                                                                   | 2                  |
| 5.1.1 | 7. Mai 2012       | —                          | 1                                                                                   | 3                  |
| 6.1.6 | 21. Februar 2014  | 3GS                        | —                                                                                   | 4                  |
| 7.1.2 | 30. Juni 2014     | 4                          | —                                                                                   | —                  |
| 9.3.5 | 25. August 2016   | —                          | 2, 3, Mini 1                                                                        | 5                  |
| 9.3.6 | 22. Juli 2019     | 4s                         | 2, 3, Mini 1                                                                        | —                  |
| 10.3.3 | 19. Juli 2017     | 5c                         | 4                                                                                   | —                  |
| 10.3.4 | 22. Juli 2019     | 5                          | 4                                                                                   | —                  |
| class="vorlageVersion" style="background-color: #F09278; " title="Eine ältere und nicht mehr unterstützte Version" data-sort-value="12.5.7" \| 12.5.7 | 23. Januar 2023   | 5s, 6 (Plus)               | Air, Mini 2, Mini 3                                                                 | 6                  |
| class="vorlageVersion" style="background-color: #CEE482; " title="Eine ältere aber noch unterstützte Version" data-sort-value="15.8.7" \| 15.8.7      | 29. Juli 2024     | 6s, SE (1. Gen), 7         | Air 2, Mini 4                                                                       | 7                  |
| class="vorlageVersion" style="background-color: #CEE482; " title="Eine ältere aber noch unterstützte Version" data-sort-value="16.8.1" \| 16.8.1      | 7. August 2024    | 8, X                       | 5, Pro 1                                                                            | —                  |
| class="vorlageVersion" style="background-color: #CEE482; " title="Eine ältere aber noch unterstützte Version" data-sort-value="17.8.3" \| 17.8.3      |                   | —                          | 6, Pro 2                                                                            | —                  |
| class="vorlageVersion" style="background-color: #9DD12F; " title="Die aktuell stabile Version" data-sort-value="18.3.2" \| 18.3.2                     | 11. März 2025     | XS, XR, 11, 12, 13, 14, 15 | iPad Air 3 und neuer, iPad 7 und neuer, iPad Mini 5 und neuer, iPad Pro 3 und neuer | —                  |

### Apple TV
| Version | iOS-Version | Veröffentlichung   | Aktuelle Version für        |
| ------- | ----------- | ------------------ | --------------------------- |
| 7.1.2   | 6.2         | 30. Juni 2014      | Apple TV, zweite Generation |
| 8.4.4   | 7.5         | 24. März 2020      | Apple TV, dritte Generation |
| 17.0    | —           | 18. September 2023 | Apple TV HD und Apple TV 4K |

## Allgemein
- Die mit iTunes installierbaren iOS-Updates liegen immer als IPSW-Datei (iPhone Software) vor. Eine IPSW-Datei ist ein reguläres ZIP-Archiv. Darin enthalten sind Abbilder der root und User-Partition von iOS sowie weitere grundsystemrelevante Daten.
- Bis zur Version 4.0 hatte iOS keinen offiziellen Namen, es war lediglich als „iPhoneOS“ oder „iPhone Software“ bekannt, seit der Umbenennung in iOS im Juni 2010 nennt Apple auch die älteren, vorher nicht „iOS“ benannten Versionen offiziell „iOS“ (bsp. iOS 3.0).
- Bis zur Version 4.0 war ein Major Update von iOS für alle iPod touch Nutzer nicht gratis, sondern musste für $10 (8,99 €) erworben werden.
- Nicht alle iOS Updates sind für alle Geräte verfügbar – so bekam beispielsweise das iPad bis zur Version 4.2 eigene, nicht mit dem iPhone oder iPod touch kompatible Updates, und nur das iPhone 5 und iPad mini bekamen das Update iOS 6.0.2 im Dezember 2012 aufgrund von fehlerhaft funktionierenden WLAN-Verbindungen. Für ältere Geräte bsp. das iPhone 3G war iOS 4.2.1 das letzte Update, neuere Versionen, z. B. iOS 5 lassen sich hier nicht mehr installieren.
- Apple veröffentlichte nach dem Erscheinen der aktuellen Major Version nur in fünf Fällen ein Update für eine bereits obsolete Major Version:

iOS 1.1.5 für den iPod touch 1G drei Tage nach der Veröffentlichung von iOS 2.0
iOS 3.2.1 für das iPad im Juli 2010 am gleichen Tag wie iOS 4.0.1
iOS 3.2.2 für das iPad im August 2010 einen Tag vor dem Erscheinen von iOS 4.0.2
iOS 6.1.5 für den iPod touch 4G im November 2013 zwei Monate nach dem Erscheinen von iOS 7.0
iOS 6.1.6 für iPhone 3GS und iPod touch 4G am 21. Februar 2014, am gleichen Tag wie iOS 7.0.6
- Im Fall von iOS 12 veröffentlicht Apple jedoch auch nach der Veröffentlichung von iOS 13 regelmäßig Sicherheitsupdates für Geräte, die nicht mit iOS 13 kompatibel sind. Besonderheiten der betroffenen Geräte sind zum einen, dass mit dieser Version erstmals zwei Generationen der iPhones (iPhone 5s und iPhone 6 (Plus)) nicht die nächste Version bekommen, und das iPhone 6 (Plus) das bis heute meistverkaufte iPhone ist.[9] Im Fall von macOS werden ältere Versionen schon länger so gehandhabt. Dort werden für eine Major Version noch 2 Jahre nach dem Erscheinen des Nachfolgers Sicherheitsupdates bereitgestellt.
- Einige Versionen wurden aufgrund von zu gravierenden Mängeln nie veröffentlicht oder zurückgezogen, so veröffentlichte Apple am 24. September 2014 das Update 8.0.1, welches die Modemfunktion des iPhone stark beeinträchtigte – Apple zog das Update daraufhin zurück.
- Nicht alle gleichen iOS-Versionsnummern haben die gleiche Buildnummer, so gibt es iOS 5.1.1 als Build 9B206 und 9B208 zum Download. Nicht jeder Build ist mit jedem Gerät kompatibel.
- In der Theorie ist jede Modem-Firmware (Baseband) mit jeder iOS-Version kompatibel. In der Praxis jedoch werden von Apple Modem-Firmware und das eigentliche iOS-Betriebssystem in derselben IPSW-Installationsdatei veröffentlicht, wodurch eine Trennung von Modem-Firmware und iOS nicht möglich ist. Wenn die Möglichkeit bestünde iOS downzugraden, so würde dabei die Modem-Firmware nicht überschrieben und nicht auf eine ältere Version zurückgestuft werden. Es gibt einige Ausnahmen, so lässt sich beim iPhone 3G beispielsweise die Modem-Firmware von iOS 4.0 durch einen speziellen Jailbreak immer installieren.

## Namensgebung
Die ursprüngliche Software des ersten iPhones vom Juni 2007 hatte keinen eigenen Namen. Stattdessen wurde angegeben, dass auf dem iPhone eine Abwandlung von Apples Desktop-Betriebssystem Mac OS X läuft. Neben den iPhones wurde diese Software mit weniger Funktionen seit September 2007 auch beim iPod touch verwendet.
Mit der Veröffentlichung des iPhone SDK wurde die Software als „iPhone OS“ bezeichnet.
Das erste iPad verwendete, wie der iPod touch, eine abgewandelte Version der Software. Diese enthielt beispielsweise keine Telefon-App, jedoch spezielle Gesten für die Steuerung des iPad. Aufgrund dessen hieß die vierte Version nun „iOS“.
Mit der dreizehnten Version wurde die Software des iPads in „iPadOS“ umbenannt, um die in den letzten Jahren zunehmende Distanzierung von den Varianten für iPhone und iPod touch auch namentlich zu manifestieren. iPhone und iPod touch verwenden weiterhin iOS.
Die letzte Beta-Version vor der Veröffentlichung (sofern keine schwerwiegenden Fehler entdeckt werden) wurde früher als „Golden Master“ (GM) bezeichnet. Sie ist oftmals mit öffentlich verteilten Version identisch. Seit iOS 14.2 werden diese Versionen als „Release Candidate“ (RC) bezeichnet.

## Kategorien der Updates
iOS Updates lassen sich in drei „Kategorien“ einteilen:
- Betriebssystem-Update

Ein Hauptversion-Update (iOS 10.X -> iOS 11.0), welches einmal im September im Jahr erscheint, kann das gesamte System umstellen und tiefgreifende Änderungen, wie die Einführung einer neuen Prozessorarchitektur vornehmen.
- Major Update (auch Punkt-Update genannt)

Ein großes Update im aktuellen Betriebssystem (iOS 11.0 -> iOS 11.1), welches mehrmals, unregelmäßig pro Jahr erscheint, sind neue Funktionen in größerem Umfang enthalten. Es gibt zum Teil auch Major-Updates wo nur Fehlerbehebungen oder Sicherheitspatches erhalten sind.
- Bug-Fix Update

Ein kleines Update (iOS 11.1.1 -> iOS 11.1.2), welches in unregelmäßigen Abständen erscheint, beinhaltet in der Regel nur Kleinigkeiten wie geschlossene Sicherheitslücken oder Fehlerbehebungen, aber meist keine oder nur sehr kleine neue Funktionen.

## Installation eines Updates

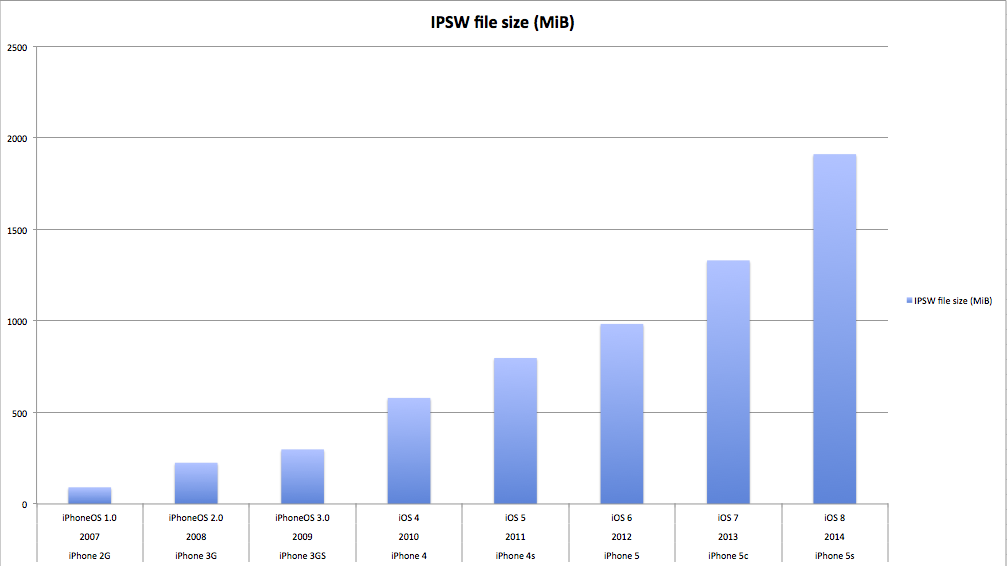
Größenentwicklung der Update-Dateien 2007–2014

Um ein Update von iOS durchzuführen, gibt es mehrere Möglichkeiten:
- Seit iOS 5 ein Update über den Apple OTA Dienst

Mit einem OTA (Over the Air)-Update lädt iOS das jeweils neueste Systemupdate im Hintergrund herunter und bietet dem Nutzer, nach dem erfolgreichen Download, die Installation in der Einstellungsapp direkt auf dem Gerät an. Das Update wird nach der Bestätigung durch den Nutzer beim Neustart installiert und durchgeführt.
- Klassische Installation über iTunes

Update per „Aktualisieren“-Schaltfläche; iTunes lädt das Systemupdate, versetzt das iPhone in den Recovery-Mode und installiert das Update ohne die Systemeinstellungen oder aufgespielten Medien zu entfernen
oder
Restore aus dem DFU Modus oder Restore Modus, bei dem iTunes wie bei einem herkömmlichen Update das iOS-Update lädt, aber alle Inhalte auf dem Zielgerät löscht und kein Update von iOS im engeren Sinne vorgenommen wird, sondern eine Neuinstallation der aktuellen iOS-Version. Dieser Vorgang verhindert das Auftreten von unter Umständen durch ein Update entstehenden Problemen wie verschlechterte Akkulaufzeit.
- Mit Apple-Entwicklungstools

Die Installation von iOS mit Entwicklungstools ist nur für Apple-Mitarbeiter vorgesehen und daher kaum einem normalen Anwender bekannt. Sie unterscheidet sich von allen anderen Möglichkeiten darin, dass sie keinerlei Beschränkungen unterliegt – iTunes kann immer nur die aktuelle iOS-Version installieren – Entwicklungswerkzeuge hingegen jede beliebige iOS-Version oder nur Teile davon, da keine Firmware-Dateien installiert werden, sondern sogenannte Bundles. Der primäre Zweck dieser Entwicklungstools ist jedoch das Aufsetzen von iPhone-Prototypen und Installieren von Testumgebungen.

## OTA-Update
Over-the-Air-Updates von iOS unterscheiden sich von einem herkömmlichen IPSW-Update. Bei einem OTA-Update werden nur die wichtigsten Systemkomponenten aktualisiert, das Grundsystem bleibt erhalten. Aus diesem Grund gibt es für jede iOS-Version ein eigenes OTA-Update; wird auf iOS 7.0.4 aktualisiert, so erhält ein iPhone mit iOS 6.0 ein anderes OTA-Update als ein iPhone mit iOS 7.0.1, da unterschiedliche Grundsysteme (iOS 6.0 und 7.0.1) vorliegen und unterschiedliche Komponenten aktualisiert werden müssen. Dem Benutzer bleibt dies verborgen. Ein OTA-Update wird als unverschlüsseltes ZIP-Archiv von den Apple-Servern herausgegeben. Die Internetadresse, die ein iOS-Gerät aufruft, um auf neue Updates zu prüfen, lautet mesu.apple.com.

## Downgrade von iOS

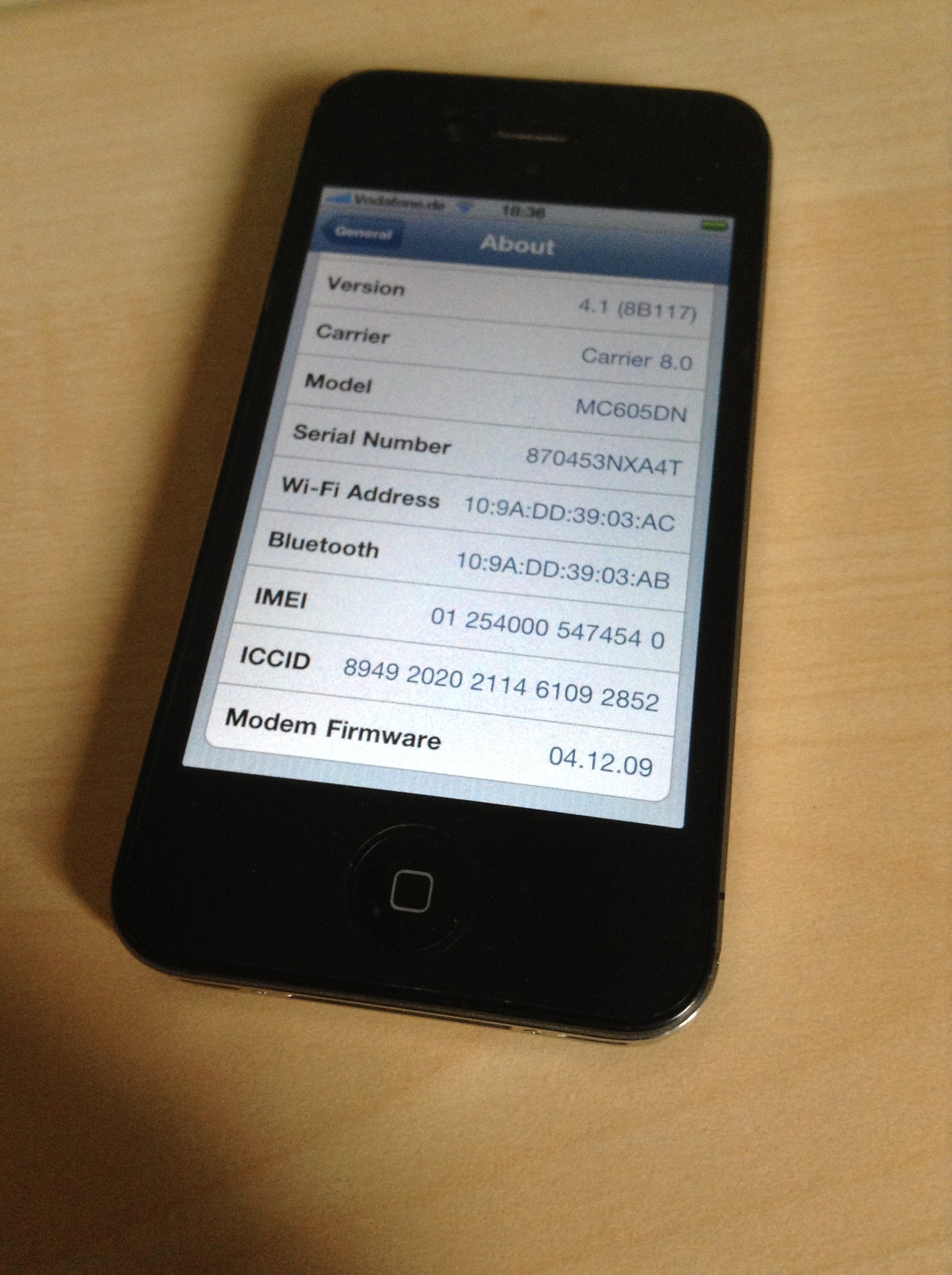
iPhone 4, das von iOS 7 auf iOS 4.1 zurückgestuft wurde. Das Baseband (Modem-Firmware) von iOS 7 (Version 04.12.09) ist jedoch weiterhin installiert.

Es ist nicht vorgesehen, iOS-Updates wieder zu entfernen und einen sogenannten Downgrade durchzuführen, um eine ältere iOS-Version zu installieren. Apple stellt den Nutzern, nach einer neuen iOS-Version, ein zeitbefristetes Downgrade auf die Vorgängerversion zur Verfügung solange die zu installierende Version von Apples eigenen Servern signiert wird. Damit haben die Nutzer bei Problemen die Möglichkeit auf eine funktionierende Version zurückzukehren. Normalerweise ist dies eine Woche, nachdem die aktuelle Version veröffentlicht wurde, möglich. Sind danach keine Probleme bekannt, wird die Signierung der Vorgängerversion von Apple aufgehoben, womit die Installationspakete unbrauchbar werden, weil die Geräte sich damit nicht mehr aktivieren lassen. Deshalb lassen sich nur die recht alten iOS-1.x- und iOS-2.x-Updates nach einem Update auf eine neuere Version wieder installieren. Dabei kommt es allerdings unter Umständen zu einem Konflikt mit der Modem-Firmware, sodass sich das iPhone zwar downgraden, aber nicht aktivieren und somit nicht benutzen lässt. Um auf neuere iOS-Versionen als 2.2.1 downzugraden, werden SHSH-Blobs benötigt, mit denen dann eine Modifizierte iOS-Update-Datei erstellt werden kann. Diese lässt sich jedoch nicht bei Geräten neuer als dem iPhone 4/iPod touch 4G installieren, womit bei jedem Gerät, das nach dem iPhone 4/iPod touch 4G erschienen ist, kein Downgrade mehr durchgeführt werden kann. Sollte sich iOS bei einem Gerät auf eine ältere Version zurückstufen lassen, bleibt die Modem-Firmware jedoch auf dem aktuellen Stand, da diese sich nicht zurückstufen lässt. Ausgenommen davon sind teilweise das erste iPhone, das iPhone 3G und das 3GS, da bei diesen Geräten mittels eines Jailbreaks einige Modem-Firmwares ebenfalls zurückgestuft werden können.

## Alle Versionen

### iPhone, iPad & iPod touch

#### iPhone-Software 1.x
| Hauptversionen | Hauptversionen | Hauptversionen | Hauptversionen     | Hauptversionen |
| Version        | Build          | Codename       | Veröffentlichung   | Änderungen |
| -------------- | -------------- | -------------- | ------------------ | --- |
| 1.0            | 1A420          | Alpine         | 9. Januar 2007     | - Interne Testversion, wie sie bei der Präsentation des iPhones verwendet worden sein könnte; wurde nie veröffentlicht, kein Download möglich |
| 1.0.0          | 1A543a         | Heavenly       | 29. Juni 2007      | - Erste Version; wurde gemeinsam mit dem ersten iPhone veröffentlicht. |
| 1.0.1          | 1C25           | SUHeavenlyJuly | 31. Juli 2007      | - Fehlerbehebungen |
| 1.0.2          | 1C28           | SUHeavenlyJuly | 21. August 2007    | - Fehlerbehebungen |
| 1.1            | 3A100a, 3A101a | Snowbird       | 14. September 2007 | Nur iPod touch - Auslieferungs-Firmware des iPod touch der ersten Generation; der erste Build „3A100“ konnte nie heruntergeladen werden. |
| 1.1.1          | 3A109a, 3A110a | Snowbird       | 27. September 2007 | - Einführung des iTunes Stores - Änderung des Taschenrechner Icons - Änderung der Zeitabstufung bei der Codesperrenabfrage - Einführung des „.“ Shortcuts - Ausgabe von Video an ein externes Display per Adapterkabel - Klingeltonanpassungen - neue Klingeltöne - Klingeltöne können Kontakten nun direkt in der Kontaktliste zugewiesen werden. - E-Mail-Anhänge können im Landscape Mode betrachtet werden. - Anpassung von Standardlisten - Die Reihenfolge der Aktien in der Aktien-Anwendung kann verändert werden. - Die Reihenfolge der Städte in der Wetter-Anwendung kann verändert werden. - Der Homebutton-Doppelklick kann eingestellt und z. B. für die iPod App verwendet werden - Daten-Roaming kann deaktiviert werden - Entwicklerfunktionen in Safari auf dem iPod touch sind nun auch auf dem iPhone verfügbar. - Das Bluetooth-Headset erhält eine eigene Akkustandsanzeige in der Statusbar - Schließung von Sicherheitslücken, vor allem gegen die ersten Jailbreaks |
| 1.1.2          | 3B48b          | Oktoberfest    | 12. November 2007  | - Fehlerbehebungen - Klingeltöne lassen sich mit iTunes auf das iPhone installieren |
| 1.1.3          | 4A93           | Little Bear    | 15. Januar 2008    | - Fügt dem iPod touch Apps hinzu, die bisher nur auf dem iPhone verfügbar waren (u. a. Mail) - Einführung des Jiggle-Mode, mit dem Icons auf dem SpringBoard neu angeordnet werden können |
| 1.1.4          | 4A102          | Little Bear    | 26. Februar 2008   | - Fehlerbehebungen |
| 1.1.5          | 4B1            | Little Bear    | 14. Juli 2008      | Nur iPod touch - Update ohne signifikanten Änderungen für Benutzer die das Update auf 2.0 nicht für $10 erwerben wollten |

| Modem-Firmware | Modem-Firmware |
| iOS-Version    | iPhone 2G      |
| -------------- | -------------- |
| 1.0            | 03.11.02_G     |
| 1.0.1          | 03.12.08_G     |
| 1.0.2          | 03.14.08_G     |
| 1.1.1          | 04.01.13_G     |
| 1.1.2          | 04.02.13_G     |
| 1.1.3          | 04.03.13 G     |
| 1.1.4          | 04.04.05_G     |

| Interne Testversionen | Interne Testversionen | Interne Testversionen | Interne Testversionen | Interne Testversionen |
| Version               | Build                 | Codename              | Gerät                 | Anmerkungen           |
| --------------------- | --------------------- | --------------------- | --------------------- | --------------------- |
| 1.0                   | 1A420                 | Alpine                | iPhone 2G             |                       |
| 1.0                   | 4A57                  | Alpine                | iPhone 2G             |                       |
| 1.1.2                 | 3B48                  | Alpine                | iPhone 2G             |                       |
| 1.1.3                 | 4A102a                | Alpine                | iPhone 2G             |                       |

#### iPhoneOS 2.x
| Hauptversionen | Hauptversionen | Hauptversionen | Hauptversionen    | Hauptversionen |
| Version        | Build          | Codename       | Veröffentlichung  | Änderungen |
| -------------- | -------------- | -------------- | ----------------- | --- |
| 2.0            | 5A347          | Big Bear       | 11. Juli 2008     | - App Store wird eingeführt - Erweiterungen zur Verwendung in großen Unternehmen (u. a. zentrale Administration, Microsoft Exchange ActiveSync, Sicherheitsfunktionen wie IEEE 802.1X oder IPsec) - MobileMe-Unterstützung - Löschen und Verschieben mehrerer E-Mails auf einmal - Suchleiste für Kontakte - 16 neue Tastaturbelegungen einschließlich chinesischer Handschrift-Erkennung - Konnte für einen Preis von 9,95 € im iTunes Store erworben werden |
| 2.0.1          | 5B108          | Big Bear       | 4. August 2008    | - Verbesserung beim Erstellen von Backups - Icons lassen sich einfacher auf dem Springboard zwischen einzelnen Seiten verschieben |
| 2.0.2          | 5C1            | Big Bear       | 18. August 2008   | - Verbesserung beim UMTS Empfang |
| 2.1            | 5F136, 5F137   | Sugar Bowl     | 9. September 2008 | - iPod App wurde überarbeitet - Interpreten werden unter den Titelnamen in kleiner Schrift angezeigt - Erweiterung der Genius Funktion - Verbesserungen bei Videos - Erweiterungen bei den Einschränkungen - Sicherheitsupdates und Bugfixes |
| 2.1.1          | 5F138          | Sugar Bowl     | 9. September 2008 | Nur iPod touch 2G - Unterstützung für den Samsung S5L8720 Prozessor - Erste Firmware für den iPod touch 2G |
| 2.2            | 5G77, 5G77a    | Timberline     | 21. November 2008 | - Google-Street-View-Unterstützung - Emoji-Unterstützung |
| 2.2.1          | 5H11, 5H11a    | SUTimberline   | 27. Januar 2009   | - Fehlerbehebungen |

| Modem-Firmware | Modem-Firmware | Modem-Firmware |
| iOS-Version    | iPhone 2G      | iPhone 3G      |
| -------------- | -------------- | -------------- |
| 2.0            | 04.05.04_G     | 01.45.00       |
| 2.0.1          | 04.05.04_G     | 01.48.02       |
| 2.0.2          | 04.05.04_G     | 02.08.01       |
| 2.1            | 04.05.04_G     | 02.11.07       |
| 2.1.1          | 04.05.04_G     | 02.28.00       |
| 2.1.2          | 04.05.04_G     | 02.30.03       |

| Entwicklungsversionen | Entwicklungsversionen | Entwicklungsversionen | Entwicklungsversionen | Entwicklungsversionen | Entwicklungsversionen                                                                                 |
| Version               | Version               | Build                 | Codename              | Veröffentlichung      | Änderungen                                                                                            |
| --------------------- | --------------------- | --------------------- | --------------------- | --------------------- | --- |
| 1.2                   | Beta 1                | 5A147p                | Big Bear              | 6. März 2008          | |
| 2.0                   | Beta 2                | 5A225c                | Big Bear              | 27. März 2008         | |
| 2.0                   | Beta 3                | 5A240d                | Big Bear              | 8. April 2008         | |
| 2.0                   | Beta 4                | 5A258f                | Big Bear              | 23. April 2008        | |
| 2.0                   | Beta 5                | 5A274d                | Big Bear              | 6. Mai 2008           | |
| 2.0                   | Beta 6 Pre-release    | 5A292g                | Big Bear              | 28. Mai 2008          | Pre-Release der Sechsten Beta von iPhone OS 2.0 - Vorversion von iPhone OS 2.0 Beta 6 für Unternehmen |
| 2.0                   | Beta 6 Final          | 5A308                 | Big Bear              | 29. Mai 2008          | Sechste Beta von iPhone OS 2.0 - Version für alle Entwickler                                          |
| 2.0                   | Beta 7                | 5A331                 | Big Bear              | 9. Juni 2008          | |
| 2.0                   | GM                    | 5A345                 | Big Bear              | 26. Juni 2008         | |
| 2.1                   | Beta 1                | 5F90                  | Sugar Bowl            | 24. Juli 2008         | |
| 2.1                   | Beta 2                | 5F97                  | Sugar Bowl            | 30. Juli 2008         | |
| 2.1                   | Beta 3                | 5F108                 | Sugar Bowl            | 8. August 2008        | |
| 2.1                   | Beta 4                | 5F116                 | Sugar Bowl            | 12. August 2008       | |
| 2.2                   | Beta 1                | 5G29                  | Sugar Bowl            | 25. September 2008    | |
| 2.2                   | Beta 2                | 5G53                  | Sugar Bowl            | 20. Oktober 2008      | |

#### iPhoneOS 3.x
| Hauptversionen | Hauptversionen | Hauptversionen | Hauptversionen     | Hauptversionen |
| Version        | Build          | Codename       | Veröffentlichung   | Änderungen |
| -------------- | -------------- | -------------- | ------------------ | --- |
| 3.0            | 7A341          | Kirkwood       | 17. Juni 2009      | - Kopieren und Einfügen hinzugefügt - MMS-Unterstützung - Spotlight: Integration der Systemsuche - Sprachsteuerung (ab iPhone 3GS) - Tethering: Das iPhone kann seine UMTS-Internetanbindung per USB anderen Geräten zur Verfügung stellen. - Find My iPhone erlaubt es, den Standort des iPhones anzuzeigen. (Ab iOS 4 für iPhone 4, iPad oder iPod touch (4. Generation) oder höher kostenlos) - In-App-Purchase erlaubt es, installierte Programme direkt aus diesen heraus um weitere Funktionen zu erweitern und diese über Micropayment zu bezahlen. - Über Bluetooth Bonjour kann das iPhone in Multiplayer-Spielen automatisch eine Verbindung zu Spielern in der unmittelbaren Nähe herstellen. - mHealth-Anwendungen, beispielsweise die Verbindung mit einem Blutdruckmesser über Bluetooth ist jetzt möglich. - Das Bluetooth-Profil A2DP zur Übertragung von Audiodaten in Stereoqualität wird (unter Verwendung der SBC-Kodierung) unterstützt. |
| 3.0.1          | 7A400          | Kirkwood       | 1. August 2009     | Nur iPhone - Fehlerbehebungen |
| 3.1            | 7C144          | Northstar      | 9. September 2009  | Nur iPhone - Verbesserungen im AppStore - Einlösen von Gutscheinen - Verbesserungen in der iPod App - Speichern von Videos aus E-Mails und MMS in den Camera Roll - Remotesperrung via MobileMe |
| 3.1.1          | 7C145          | Northstar      | 9. September 2009  | Nur iPod touch - Verbesserungen im AppStore - einlösen von Gutscheinen - Verbesserungen in der iPod App - speichern von Videos aus E-Mails in den Camera Roll |
| 3.1.1          | 7C146          | Northstar      | 17. September 2009 | Nur iPod touch 3. Generation - Fehlerbehebungen |
| 3.1.2          | 7D11           | Northstar      | 10. Oktober 2009   | - Fehlerbehebungen |
| 3.1.3          | 7E18           | SUNorthstarTwo | 2. Februar 2010    | - Letzte iOS-Version, die das iPhone und den iPod touch der 1. Generation unterstützt. - Schließung von Sicherheitslücken, die u. a. von einigen Jailbreakprogrammen ausgenutzt wurden |
| 3.2            | 7B367          | Wildcat        | 3. April 2010      | Nur iPad - Rotierbares Springboard - Unterstützung für skalierbare Apps - Unterstützung des A4-Chips |
| 3.2.1          | 7B405          | Wildcat        | 15. Juli 2010      | Nur iPad - Behebt Fehler bei der Verbindung mit WLANs |
| 3.2.2          | 7B500          | Wildcat        | 11. August 2010    | Nur iPad - Schließung von Sicherheitslücken die vor allem von Jailbreakingprogrammen genutzt wurden |

| Modem-Firmware | Modem-Firmware | Modem-Firmware | Modem-Firmware |
| iOS-Version    | iPhone 2G      | iPhone 3G      | iPhone 3GS     |
| -------------- | -------------- | -------------- | -------------- |
| 3.0            | 04.05.04_G     | 04.26.08       | 04.26.08       |
| 3.0.1          | 04.05.04_G     | 04.26.08       | 04.26.08       |
| 3.1            | 04.05.04_G     | 05.11.07       | 05.11.07       |
| 3.1.2          | 04.05.04_G     | 05.11.07       | 05.11.07       |
| 3.1.3          | 04.05.04_G     | 05.12.01       | 05.12.01       |

| Entwicklungsversionen | Entwicklungsversionen | Entwicklungsversionen | Entwicklungsversionen | Entwicklungsversionen | Entwicklungsversionen |
| Version               | Version               | Build                 | Codename              | Veröffentlichung      | Änderungen            |
| --------------------- | --------------------- | --------------------- | --------------------- | --------------------- | --------------------- |
| 3.0                   | Beta 1                | 7A238j                | KirkVail              | 17. März 2009         |                       |
| 3.0                   | Beta 2                | 7A259g                | KirkVail              | 31. März 2009         |                       |
| 3.0                   | Beta 3                | 7A280f                | KirkVail              | 14. April 2009        |                       |
| 3.0                   | Beta 4                | 7A300g                | KirkVail              | 28. April 2009        |                       |
| 3.0                   | Beta 5                | 7A312g                | KirkVail              | 6. Mai 2009           |                       |
| 3.0                   | GM                    | 7A341                 | Kirkwood              | 8. Juni 2009          |                       |
| 3.1                   | Beta 1                | 7C97d                 | NorthVail             | 30. Juni 2009         |                       |
| 3.1                   | Beta 2                | 7C106c                | NorthVail             | 14. Juli 2009         |                       |
| 3.1                   | Beta 3                | 7C116a                | NorthVail             | 29. Juli 2009         |                       |

| Interne Testversionen | Interne Testversionen | Interne Testversionen | Interne Testversionen      | Interne Testversionen      | Interne Testversionen |
| Version               | Build                 | Codename              | Gerät                      | Gerät                      | Anmerkungen           |
| --------------------- | --------------------- | --------------------- | -------------------------- | -------------------------- | --------------------- |
| 3.1                   | 7C108b                | Sierra?               | iPhone 3GS                 | iPhone 3GS                 |                       |
| 3.1                   | 7C1023e               | Inferno?              | iPod touch (3. Generation) | iPod touch (3. Generation) |                       |
| 3.1                   | 7C1095a               | Inferno?              | iPod touch (3. Generation) | iPod touch (3. Generation) |                       |
| 3.1                   | 7C144                 | Northstar?            | iPhone 3GS                 | iPod touch (3. Generation) |                       |
| 3.2                   | 7B3341e               | Wildcat?              | iPad (1. Generation)       |                            |                       |
| 3.2                   | 7B5286a               | Wildcat?              | iPad (1. Generation)       |                            | [ 16 ]                |

#### iOS 4.x
| Hauptversionen | Hauptversionen | Hauptversionen | Hauptversionen    | Hauptversionen | Hauptversionen |
| Version        | Build          | Codename       | Veröffentlichung  | Änderungen | behobene CVEs  |
| -------------- | -------------- | -------------- | ----------------- | --- | -------------- |
| 4.0            | 8A293          | Apex           | 21. Juni 2010     | Nur iPhone & iPod touch - Multitasking: Eine Art Multitasking, bei der Apps beim Verlassen nicht geschlossen, sondern pausiert werden. - iAd: Neue Möglichkeiten von Werbung innerhalb von Apps werden ermöglicht. - Facetime: Videotelefoniedienst - iBooks: Verwaltungssoftware für elektronische Bücher - Die Kamera unterstützt bis zu 5-fachen Digitalzoom - Hintergrundbild des Startbildschirms änderbar - Ordner können angelegt werden, wodurch die maximale Anzahl an Apps von 180 auf 2160 erhöht wurde - Das iPhone OS wurde in iOS umbenannt. | 67             |
| 4.0.1          | 8A306          | Apex           | 15. Juli 2010     | Nur iPhone - Fehlerbehebung der unakkuraten Signalstärkenanzeige | —              |
| 4.0.2          | 8A400          | Apex           | 12. August 2010   | Nur iPhone & iPod touch - Schließung von Sicherheitslücken die vor allem von Jailbreakingprogrammen genutzt wurden | 2              |
| 4.1            | 8B117          | Baker          | 8. September 2010 | Nur iPhone & iPod touch - Game Center: Spielenetzwerk für iOS-Spiele (nicht mehr für das iPhone 3G) - Die Kamera kann Bilder in HDR machen - Fehlerbehebungen | 24             |
| 4.2            | 8C134, 8C134b  | Jasper         | nie               | - unbekannt | —              |
| 4.2.1          | 8C148, 8C148a  | Jasper         | 22. November 2010 | - AirPrint - E-Mail, Fotos, Webseiten und mehr direkt auf mit AirPrint kompatiblen Druckern im WLAN drucken - AirPlay - Videos, Musik und Fotos drahtlos an Apple TV streamen - Musik drahtlos an mit AirPlay kompatible Lautsprecher und Empfänger (z. B. AirPort Express) streamen - Verbesserungen bei FaceTime - Anrufe über die Sprachsteuerung starten - Anrufe aus einer SMS-Konversation starten - Unterstützung für Bluetooth-Zubehör - Text auf einer Webseite in Safari suchen - Neue Schrifteinstellungen für Notizen verfügbar - Neue Klingeltöne für SMS/MMS sowie benutzerdefinierte Töne für Kontakte - Zusätzliche Einschränkungen (Kindersicherung) verfügbar für: - Accounteinstellungen - Löschen von Apps - Game Center-Freunde - Einstellungen der Ortungsdienste - Importieren von .ics-Dateien in Kalender - Fehlerbehebungen, einschließlich: - Eliminieren von Störgeräuschen, die gelegentlich bei Audioaufnahmen mit dem iPod touch (4. Generation) auftraten - Verbesserte Audiowiedergabe auf Stereoanlagen im Auto über USB - Letzte Version die den iPod touch der 2. Generation und das iPhone 3G unterstützt. | 86             |
| 4.2.5          | 8E128          | Phoenix        | 7. Februar 2011   | Nur iPhone 4 CDMA - Auslieferungsfirmware des CDMA iPhones | —              |
| 4.2.6          | 8E200          | Phoenix        | 10. Februar 2011  | Nur iPhone 4 CDMA - Fehlerbehebungen | —              |
| 4.2.7          | 8E303          | Phoenix        | 14. April 2011    | Nur iPhone 4 CDMA - Fehlerbehebungen | 3              |
| 4.2.8          | 8E401          | Phoenix        | 4. Mai 2011       | Nur iPhone 4 CDMA - Fehlerbehebungen | —              |
| 4.2.9          | 8E501          | Phoenix        | 15. Juli 2011     | Nur iPhone 4 CDMA - Fehlerbehebungen | 3              |
| 4.2.10         | 8E600          | Phoenix        | 25. Juli 2011     | Nur iPhone 4 CDMA - Fehlerbehebungen | 1              |
| 4.3            | 8F190, 8F191   | Durango        | 9. März 2011      | - Umstellung des Systemkerns auf armv7 - Unterstützung des A5 Chips - Persönlicher Hotspot – Teilen der GSM, 3G oder LTE Internetverbindung des iPad (3. Generation oder neuer mit Mobiltelefonie-GSM oder -CDMA Modem) und iPhone (3GS oder neuer) über USB, Bluetooth oder WLAN (über WLAN beim iPhone 3GS nicht möglich) | 59             |
| 4.3.1          | 8G4            | Durango        | 25. März 2011     | - Fehlerbehebungen | —              |
| 4.3.2          | 8H7, 8H8       | Durango        | 15. April 2011    | - Fehlerbehebungen | 4              |
| 4.3.3          | 8J2, 8J3       | Durango        | 4. Mai 2011       | - Die Größe des Zwischenspeichers wird reduziert. - Es wird keine Sicherungskopie des Zwischenspeichers mehr in iTunes erstellt. - Der Zwischenspeicher wird vollständig gelöscht, sobald die Ortungsdienste abgeschaltet sind. | —              |
| 4.3.4          | 8K2            | Durango        | 15. Juli 2011     | - Schließung einer Sicherheitslücke im Zusammenhang mit dem Anzeigen schädlicher PDF-Dateien | 3              |
| 4.3.5          | 8L1            | Durango        | 25. Juli 2011     | | 1              |

| Modem-Firmware | Modem-Firmware | Modem-Firmware | Modem-Firmware | Modem-Firmware  |
| iOS-Version    | iPhone 3G      | iPhone 3GS     | iPhone 4 (GSM) | iPhone 4 (CDMA) |
| -------------- | -------------- | -------------- | -------------- | --------------- |
| 4.0            | 05.13.04       | 05.13.04       | 01.59.00       | —               |
| 4.0.1          | 05.13.04       | 05.13.04       | 01.59.00       | —               |
| 4.0.2          | 05.13.04       | 05.13.04       | 01.59.00       | —               |
| 4.1            | 05.14.02       | 05.14.02       | 02.10.04       | —               |
| 4.2.1          | 05.15.04       | 05.15.04       | 03.10.01       | —               |
| 4.2.5          | —              | —              | —              | 1.0.05          |
| 4.2.6          | —              | —              | —              | 1.0.05          |
| 4.2.7          | —              | —              | —              | 1.0.06          |
| 4.2.8          | —              | —              | —              | 1.0.06          |
| 4.2.9          | —              | —              | —              | 1.0.06          |
| 4.2.10         | —              | —              | —              | 1.0.06          |
| 4.3            | —              | 05.16.01       | 04.10.01       | —               |
| 4.3.1          | —              | 05.16.02       | 04.10.01       | —               |
| 4.3.2          | —              | 05.16.02       | 04.10.01       | —               |
| 4.3.3          | —              | 05.16.02       | 04.10.01       | —               |
| 4.3.4          | —              | 05.16.02       | 04.10.01       | —               |
| 4.3.5          | —              | 05.16.02       | 04.10.01       | —               |

| Entwicklungsversionen | Entwicklungsversionen | Entwicklungsversionen | Entwicklungsversionen | Entwicklungsversionen | Entwicklungsversionen |
| Version               | Version               | Build                 | Codename              | Veröffentlichung      | Änderungen            |
| --------------------- | --------------------- | --------------------- | --------------------- | --------------------- | --------------------- |
| 4.0                   | Beta 1                | 8A230m                | ApexVail              | 8. April 2010         |                       |
| 4.0                   | Beta 2                | 8A248c                | ApexVail              | 20. April 2010        |                       |
| 4.0                   | Beta 3                | 8A260b                | ApexVail              | 4. Mai 2010           |                       |
| 4.0                   | Beta 4                | 8A274b                | ApexVail              | 18. Mai 2010          |                       |
| 4.0                   | GM                    | 8A293                 | Apex                  | 7. Juni 2010          |                       |
| 4.1                   | Beta 1                | 8B5080c               | BakerVail             | 14. Juli 2010         |                       |
| 4.1                   | Beta 2                | 8B5091b               | BakerVail             | 27. Juli 2010         |                       |
| 4.1                   | Beta 3                | 8B5097d               | BakerVail             | 3. August 2010        |                       |
| 4.2                   | Beta 1                | 8C5091e               | JasperVail            | 15. September 2010    |                       |
| 4.2                   | Beta 2                | 8C5101c               | JasperVail            | 28. September 2010    |                       |
| 4.2                   | Beta 3                | 8C5115c               | JasperVail            | 12. Oktober 2010      |                       |
| 4.2                   | GM                    | 8C134                 | Jasper                | 1. November 2010      |                       |
| 4.2                   | GM2                   | 8C134b                | Jasper                | 18. November 2010     | Nur iPad              |
| 4.2.1                 | GM                    | 8C148                 | Jasper                | 18. November 2010     |                       |
| 4.3                   | Beta 1                | 8F5148b               | DurangoVail           | 12. Januar 2011       |                       |
| 4.3                   | Beta 2                | 8F5153d               | DurangoVail           | 19. Januar 2011       |                       |
| 4.3                   | Beta 3                | 8F5166b               | DurangoVail           | 1. Februar 2011       |                       |
| 4.3                   | GM                    | 8F190                 | Durango               | 3. März 2011          |                       |

| Interne Testversionen | Interne Testversionen | Interne Testversionen | Interne Testversionen | Interne Testversionen | Interne Testversionen | Interne Testversionen |
| Version               | Build                 | Codename              | Gerät                 | Gerät                 | Gerät                 | Anmerkungen           |
| --------------------- | --------------------- | --------------------- | --------------------- | --------------------- | --------------------- | --------------------- |
| 4.0                   | 8A133                 | Apex?                 | iPhone 4              | iPhone 4              | iPhone 4              |                       |
| 4.0                   | 8A2062a               | Apex?                 | iPhone 4              | iPhone 4              | iPhone 4              |                       |
| 4.0                   | 8A2130h               | ApexNanshan           | iPhone 3G             | iPhone 3GS            | iPhone 4              |                       |
| 4.0                   | 8A2180g               | ApexNanshan           | iPhone 3G             | iPhone 3GS            | iPhone 4              |                       |
| 4.3                   | 8F3178a               | Durango?              | iPad 2                | iPad 2                | iPad 2                |                       |
| 4.3                   | 8F3191d               | Durango?              | iPad 2                | iPad 2                | iPad 2                |                       |

#### iOS 5.x
| Hauptversionen | Hauptversionen | Hauptversionen | Hauptversionen    | Hauptversionen | Hauptversionen |
| Version        | Build          | Codename       | Veröffentlichung  | Änderungen | behobene CVEs  |
| -------------- | -------------- | -------------- | ----------------- | --- | -------------- |
| 5.0            | 9A334          | Telluride      | 12. Oktober 2011  | - Mitteilungen - Durch vertikales Streichen vom oberen Bildschirmrand werden alle Mitteilungen in der Mitteilungszentrale angezeigt - Neue Mitteilungen erscheinen kurz am oberen Bildschirmrand - Mitteilungen werden auf dem Sperrbildschirm angezeigt - Durch Schieben des Mitteilungssymbols auf dem Sperrbildschirm nach rechts wird die jeweilige App geöffnet - iMessage - Senden und Empfangen einer unbegrenzten Anzahl von SMS-, Foto- und Video-Nachrichten mit anderen iOS-Benutzern - Verfolgen von Nachrichten mit Empfangs- und Lesebestätigungen - Gruppennachrichten und sichere Verschlüsselung - Funktioniert über mobiles Datennetzwerk und WLAN - Zeitungskiosk - Zeitschriften- und Zeitungsabonnements werden automatisch auf dem Home-Bildschirm angeordnet - Das Titelbild der neuesten Ausgabe wird angezeigt - Neue Ausgaben werden im Hintergrund geladen - Erinnerungen zum Verwalten von Aufgabenlisten - Synchronisierung mit iCloud, iCal und Outlook - Standortbasierte Erinnerungen beim Erreichen oder Verlassen eines Standorts - Integrierte Unterstützung für Twitter - Nach einmaliger Anmeldung in den Einstellungen können Tweets direkt aus folgenden Apps gesendet werden: Kamera, Fotos, Karten, Safari, YouTube - Zu jedem Tweet einen Standort hinzufügen - Twitter-Profilbilder und -Benutzernamen in „Kontakte“ anzeigen - Verbesserte Kamerafunktionen für Geräte mit Kameras - Durch Doppelklicken auf die Home-Taste wird im Ruhezustand der Kurzbefehl für die Kamera aktiviert - Die Lauter-Taste funktioniert als Auslöser - Optionale Rasterlinien zum Ausrichten der Aufnahme - In der Vorschau mit den Fingern ein- und auszoomen - Von der Vorschau direkt zu den Aufnahmen „streichen“ - Per Tippen und Halten den Fokus und die Belichtung fixieren. - Verbesserte Fotofunktionen für Geräte mit Kameras - Fotos zuschneiden und drehen - Rote Augen entfernen - Fotos mit einem Tippen optimieren - Fotos in Alben sortieren - Verbesserungen bei Mail - Textformatierung mit Fett-, Kursiv- und unterstrichenen Schriften - Steuerung der Texteinzüge - Namen in Adressfeldern per Ziehen neu anordnen - Nachrichten markieren - Mehrere Nachrichten gleichzeitig als „Markiert“, „Gelesen“ oder „Ungelesen“ markieren - E-Mail-Hinweistöne individuell anpassen - S/MIME - Verbesserungen bei Kalender - Jahresansicht auf dem iPad und neue Wochenansicht auf iPhone und iPod touch - Ereignis per Tippen erstellen - Anhänge für Ereignisse anzeigen und hinzufügen - Verbesserungen im Game Center - eigene Fotos für den Game Center-Account benutzen - eigene Gesamtleistungen mit denen von Freunden vergleichen - mithilfe von Kontaktempfehlungen von Freunden und deren Freunden neue Game Center-Freunde finden - mithilfe von individuell angepassten Spielempfehlungen neue Spiele entdecken - AirPlay-Synchronisierung - Multitasking-Bedienung auf dem iPad - vier oder fünf Finger zusammenziehen: Home-Bildschirm anzeigen - nach oben streichen: Multitasking-Leiste anzeigen - horizontal streichen: zwischen Apps wechseln - Aktivieren und Konfigurieren direkt auf dem Gerät mit dem Systemassistenten - Softwareaktualisierungen sind drahtlos (ohne USB-Kabel) verfügbar. - iCloud-Unterstützung - iTunes in der Cloud - Fotostream - Dokumente in der Cloud - Automatisches Laden von Apps und Büchern; Verzeichnis aller Käufe - Backup - Kontakte, Kalender und Mail - Mein iPhone suchen - Neu gestaltete Musik-App für das iPad - Stündliche Wettervorhersage - Aktiennotierungen in Echtzeit - Drahtloses Synchronisieren mit iTunes - Verbesserungen bei der Tastatur - Geteilte Tastatur auf dem iPad - Verbesserte Genauigkeit bei der Autokorrektur - Verbesserte Eingabe für Chinesisch und Japanisch - Neue Emoji-Tastatur - Persönliches Wörterbuch für die Autokorrektur - Option zum Erstellen von Kurzbefehlen für häufig benutzte Worte - Verbesserungen bei den Bedienungshilfen - Option auf dem iPhone, eingehende Anrufe und Hinweise per LED-Blitz zu signalisieren - Benutzerdefinierte Vibrationsmuster für eingehende Anrufe auf dem iPhone - Neue Benutzeroberfläche für die Verwendung von iOS mit Eingabegeräten für Personen mit eingeschränkter Mobilität - Option zum Vorlesen einer Textauswahl - Benutzerdefinierte Elementbezeichnung beim VoiceOver - Verbesserungen bei Exchange-ActiveSync - Drahtloses Synchronisieren von Aufgaben - Nachrichten als „Markiert“, „Gelesen“ oder „Ungelesen“ markieren - Verbesserte Offline-Unterstützung - Neue Kontakte von GAL-Diensten sichern - Fehlerbehebungen | 96             |
| 5.0.1          | 9A405          | Telluride      | 10. November 2011 | - Behebt Fehler, die die Batterielaufzeit beeinträchtigten - Fügt Multitasking-Bedienung für das iPad 1 hinzu - Behebt Fehler mit Dokumenten in der Cloud - Verbessert die Spracherkennung bei der Diktierfunktion für australische Benutzer | 5              |
| 5.0.1          | 9A406          | Telluride      | 12. Dezember 2011 | Nur iPhone 4S - Behebt Fehler die bei der GSM-Verbindung des iPhone 4S aufgetreten sind. | —              |
| 5.1            | 9B176, 9B179   | Hoodoo         | 7. März 2012      | - Unterstützung für Siri auf Japanisch - Fotos können jetzt vom Fotostream gelöscht werden - Der Kurzbefehl für die Kamera ist permanent auf dem Sperrbildschirm sichtbar - Mit der Gesichtserkennung der Kamera werden Gesichter hervorgehoben - Neu gestaltete Kamera-App für das iPad - Genius-Mixe und -Wiedergabelisten für iTunes Match-Abonnenten - Optimiertes Audio verbessert die Lautstärke und Tonqualität bei TV-Sendungen und Filmen auf dem iPad - Podcaststeuerung für die Wiedergabegeschwindigkeit sowie 30-Sekunden-Rücklauf auf dem iPad - Behebt Fehler, die die Batterielaufzeit beeinträchtigten - Behebt ein Problem, das bei ausgehenden Anrufen gelegentliche Tonausfälle verursachte | 81             |
| 5.1.1          | 9B206          | Hoodoo         | 7. Mai 2012       | - Verbessert die Zuverlässigkeit beim Verwenden der HDR-Option, wenn Fotos über den Sperrbildschirm-Kurzbefehl aufgenommen werden. - Behebt Fehler, die beim iPad (3. Generation) Probleme beim Wechsel zwischen dem 2G- und 3G-Netzwerk verursachen könnten. - Behebt Fehler, die in manchen Situationen die AirPlay-Videowiedergabe beeinträchtigt haben. - Verbesserte Zuverlässigkeit beim Synchronisieren von Lesezeichen und Leselisten in Safari. - Behebt ein Problem, bei dem der Hinweis „Kaufen nicht möglich“ evtl. nach einem bereits erfolgten Kauf angezeigt wurde. | 4              |
| 5.1.1          | 9B208          | Hoodoo         | 25. Mai 2012      | Nur iPhone 4 (Modell 3,1) - Fehlerbehebungen | —              |

| Modem-Firmware | Modem-Firmware | Modem-Firmware | Modem-Firmware  | Modem-Firmware |
| iOS-Version    | iPhone 3GS     | iPhone 4 (GSM) | iPhone 4 (CDMA) | iPhone 4S      |
| -------------- | -------------- | -------------- | --------------- | -------------- |
| 5.0            | 05.16.05       | 04.11.08       | 3.0.03          | 1.0.11         |
| 5.0.1 (9A405)  | 05.16.05       | 04.11.08       | 3.0.03          | 1.0.13         |
| 5.0.1 (9A406)  | —              | —              | —               | 1.0.14         |
| 5.1            | 05.16.05       | 04.12.01       | 3.0.04          | 2.0.10         |
| 5.1.1          | 05.16.05       | 04.12.01       | 3.0.04          | 2.0.12         |

| Entwicklungsversionen | Entwicklungsversionen | Entwicklungsversionen | Entwicklungsversionen | Entwicklungsversionen | Entwicklungsversionen |
| Version               | Version               | Build                 | Codename              | Veröffentlichung      | Änderungen            |
| --------------------- | --------------------- | --------------------- | --------------------- | --------------------- | --------------------- |
| 5.0                   | Beta 1                | 9A5220p               | TellurideVail         | 7. Juni 2011          |                       |
| 5.0                   | Beta 2                | 9A5248d               | TellurideVail         | 24. Juni 2011         |                       |
| 5.0                   | Beta 3                | 9A5259f               | TellurideVail         | 11. Juli 2011         |                       |
| 5.0                   | Beta 4                | 9A5274d               | TellurideVail         | 22. Juli 2011         |                       |
| 5.0                   | Beta 5                | 9A5288d               | TellurideVail         | 6. August 2011        |                       |
| 5.0                   | Beta 6                | 9A5302b               | TellurideVail         | 19. August 2011       |                       |
| 5.0                   | Beta 7                | 9A5313e               | TellurideVail         | 31. August 2011       |                       |
| 5.0                   | GM                    | 9A334                 | Telluride             | 4. Oktober 2011       |                       |
| 5.0.1                 | Beta 1                | 9A402                 | Telluride             | 2. November 2011      |                       |
| 5.0.1                 | Beta 2                | 9A404                 | Telluride             | 4. November 2011      |                       |
| 5.1                   | Beta 1                | 9B5117b               | HoodooVail            | 28. November 2011     |                       |
| 5.1                   | Beta 2                | 9B5127c               | HoodooVail            | 12. Dezember 2011     |                       |
| 5.1                   | Beta 3                | 9B5141a               | HoodooVail            | 9. Januar 2012        |                       |

| Interne Testversionen | Interne Testversionen | Interne Testversionen | Interne Testversionen                 | Interne Testversionen                 | Interne Testversionen                 | Interne Testversionen                 | Interne Testversionen |
| Version               | Build                 | Codename              | Gerät                                 | Gerät                                 | Gerät                                 | Gerät                                 | Anmerkungen           |
| --------------------- | --------------------- | --------------------- | ------------------------------------- | ------------------------------------- | ------------------------------------- | ------------------------------------- | --------------------- |
| 5.0                   | 9A269                 | ?                     | iPad (1. Generation) Prototyp (K48AP) | iPad (1. Generation) Prototyp (K48AP) | iPad (1. Generation) Prototyp (K48AP) | iPad (1. Generation) Prototyp (K48AP) | [ 42 ]                |
| 5.1                   | 9B3145a               | HoodooYabuli          | iPhone 3GS                            | iPhone 4                              | iPhone 4s                             | iPod touch (4. Generation)            |                       |
| 5.1                   | 9B3176b               | HoodooYabuli          | iPhone 3GS                            | iPhone 4                              | iPhone 4s                             | iPod touch (4. Generation)            |                       |
| 5.1                   | 9B3176n               | HoodooYabuli          | iPhone 3GS                            | iPhone 4                              | iPhone 4s                             | iPod touch (4. Generation)            |                       |

#### iOS 6.x
| Hauptversionen | Hauptversionen                 | Hauptversionen | Hauptversionen     | Hauptversionen | Hauptversionen |
| Version        | Build                          | Codename       | Veröffentlichung   | Änderungen | behobene CVEs  |
| -------------- | ------------------------------ | -------------- | ------------------ | --- | -------------- |
| 6.0            | 10A403, 10A405, 10A406         | Sundance       | 19. September 2012 | - Unterstützung des A6 Chips - Karten - Von Apple designte, vektorbasierte Karten ersetzen Google Maps. - Turn-by-Turn-Navigation mit gesprochenen Wegbeschreibungen - Verkehrsinformationen in Echtzeit - Flyover für fotorealistische 3D-Ansichten größerer Ballungszentren - Suchergebnisse bei lokalen Suchen mit Yelp-Fotos, Bewertungen, Kritiken, Spezialangeboten und mehr - Siri-Integration, um unterwegs Wegbeschreibungen und Sehenswürdigkeiten zu erfragen - Verbesserungen bei Siri - Sport: Spielstände, Spielerstatistiken, Spielpläne, Mannschaftsaufstellungen und Tabellen für Baseball, Basketball, Football, Fußball und Hockey - Filme: Trailer, Anfangszeiten der Vorstellungen, Filmkritiken und Fakten zu den Filmen - Restaurants: Reservierungen, Kritiken, Fotos und Informationen - Senden von Tweets - Posten auf Facebook - Starten von Apps - Funktion „Eyes Free“ in unterstützten Automodellen - Lokale Suche in Ländern, die Siri unterstützt (die Verfügbarkeit kann während der Ersteinführung beschränkt sein) - Unterstützung für weitere Länder und Sprachen: Kanada (Englisch und Kanadisches Französisch), China (Mandarin), Hongkong (Kantonesisch), Italien (Italienisch), Korea (Koreanisch), Mexiko (Spanisch), Spanien (Spanisch), Schweiz (Italienisch, Französisch, Deutsch), Taiwan (Mandarin), USA (Spanisch) - Unterstützung für iPhone 5, iPhone 4S, iPad (3. Generation) und iPod touch (5. Generation) - Facebook-Integration - Gesamtauthentifizierung (Single-Sign-on) über Einstellungen - Posten aus Fotos, Safari, Karten, App Store, iTunes, Game Center, Mitteilungszentrale und Siri - Hinzufügen von Ortungsdaten und Auswählen der Empfänger für beliebige Posts - Anzeigen der aktuellen Facebook-Profilbilder und Kontaktinformationen in der App „Kontakte“ - Anzeigen von Facebook-Veranstaltungen und -Geburtstagen in der App „Kalender“ - Hinzufügen von „Gefällt mir“-Posts und Ansehen der „Gefällt mir“-Posts von Freunden im App Store und im iTunes Store - Freigegebene Fotostreams - Gezielte Freigabe von Fotos für ausgewählte Personen - Freunde können freigegebene Fotos in der App „Fotos“, in iPhoto und mit Apple TV ansehen - Freunde können zu einzelnen Fotos einen „Gefällt mir“-Post oder Kommentare hinzufügen - Passbook - Eine zentrale Stelle für Bordkarten, Kundenkarten, Kinotickets und andere Unterlagen (Pässe) - Barcode-Anzeige als mobile Bordkarte am Flughafen, in Coffeeshops, für den Kinobesuch und andere Aktivitäten - Anzeige der Pässe im Sperrbildschirm (abhängig von Ort oder Zeit) - Pässe können automatisch aktualisiert werden - Unterstützung für iPhone und iPod touch - Verbesserungen bei FaceTime - FaceTime über Mobilfunknetze wird für das iPhone 5, iPhone 4S und das iPad Wi-Fi + Cellular (3. Generation) unterstützt - FaceTime-Anrufe an die iPhone-Telefonnummer können auf dem iPad und iPod touch empfangen werden - Verbesserungen beim Telefonieren - Funktion „Nicht stören“ zum Unterdrücken eingehender Anrufe und Mitteilungen - Option „Mit Nachricht antworten“ beim Ablehnen eines Anrufs - Option „Später erinnern“ beim Ablehnen eines Anrufs (abhängig von Zeit oder Ort) - Verbesserungen bei Mail - VIP-Mailbox für den schnellen Zugriff auf E-Mails von wichtigen Personen - Markierte E-Mail-Mailbox - Einfügen von Fotos und Videos beim Schreiben einer E-Mail - Öffnen kennwortgeschützter Office-Dokumente - Einblendmenü zum Aktualisieren von Mailboxen - Accountspezifische Signaturen - Verbesserungen bei Safari - iCloud-Tabs zum Anzeigen geöffneter Seiten auf allen Geräten - Offline-Leseliste - Unterstützung für Foto-Upload - Vollbildmodus im Querformat auf dem iPhone und iPod touch - Intelligente App-Banner - Leistungsverbesserung bei JavaScript - Verbesserungen bei App Store und iTunes Store - Aktualisiertes Store-Design - Verlauf für iTunes Vorschau - Staffel vervollständigen - Album vervollständigen - Verbesserungen im Game Center - Herausfordern von Freunden, den eigenen Highscore und die Erfolgspunkte zu überbieten - Posten von Highscores und Erfolgspunkten auf Facebook und Twitter - Kontaktempfehlungen aufgrund von Facebook-Freunden - Verbesserungen bei den Bedienungshilfen - Geführter Zugriff, um das Gerät auf eine App zu beschränken oder um Eingaben mit den Fingern auf bestimmte Bereiche des Bildschirms zu beschränken - VoiceOver ist in Karten, AssistiveTouch und Zoom integriert - Unterstützung für Hörhilfen mit dem Logo „Made for iPhone“ für iPhone 5 und iPhone 4S - Verbesserter Schutz der Privatsphäre durch spezielle Steuerelemente in den Apps „Kontakte“, „Kalender“, „Erinnerungen“ und „Fotos“ sowie Schutz für Daten, die über Bluetooth ausgetauscht werden - Erinnerungen können in der App „Erinnerungen“ neu sortiert werden - eigener Vibrationsalarm für Hinweistöne auf dem iPhone - App „Uhr“ für das iPad - Weckalarm mit Song - Durchsuchen aller Felder in der App „Kontakte“ - automatischer Filmmodus für optimierten Videosound - Wortdefinitionen in Chinesisch, Französisch, Deutsch und Spanisch - Neue Tastaturlayouts für Französisch, Deutsch, Türkisch, Katalanisch, Arabisch und Isländisch - Identische Tastaturkurzbefehle auf allen Geräten via iCloud - Bluetooth MAP-Unterstützung - Globale Netzwerk-Proxy für HTTP - Funktionen für China - Baidu-Websuche - Sina Weibo-Integration - Freigabe von Videos über Tudou - Freigabe von Videos über Youku - Optimierte Texteingabe für Handschriften und Pinyin - Fehlerbehebungen | 208            |
| 6.0.1          | 10A523, 10A525                 | Sundance       | 1. November 2012   | - Softwareupdates werden auf dem iPhone 5 jetzt drahtlos korrekt installiert. - Behebt einen Fehler, bei dem horizontale Linien auf der Tastatur angezeigt wurden. - Der Kamerablitz wird jetzt zuverlässig ausgelöst. - iPhone 5 und iPod touch (5. Generation) arbeiten mit WPA2-verschlüsselten WLANs zuverlässiger. - Gelegentliche Probleme bei der Verwendung des Mobilfunknetzes durch das iPhone wurden behoben. - Der Schalter „Mobile Daten verwenden“ funktioniert jetzt für iTunes Match wie erwartet. - Ein Fehler mit der Code-Sperre wurde behoben, durch den in seltenen Fällen über den gesperrten Bildschirm auf Passbook-Pässe zugegriffen werden konnte. - Exchange-Meetings werden jetzt korrekt unterstützt. | 4              |
| 6.0.2          | 10A551                         | Sundance       | 18. Dezember 2012  | Nur iPhone 5 und iPad mini - Behebt einen Fehler, der die WLAN-Funktionalität beeinträchtigen konnte | —              |
| 6.1            | 10B141, 10B142, 10B143, 10B144 | Brighton       | 28. Januar 2013    | - LTE-Unterstützung für weitere Netzbetreiber - iTunes Match-Abonnenten können jetzt auch einzelne Titel über iCloud laden - Neue Taste zum Zurücksetzen der Ad-ID | 27             |
| 6.1.1          | 10B145                         | Brighton       | 11. Februar 2013   | Nur iPhone 4S - Dieses Update behebt ein Problem, das die Mobilfunkleistung und -zuverlässigkeit auf dem iPhone 4S beeinträchtigen kann. | —              |
| 6.1.2          | 10B146, 10B147                 | Brighton       | 19. Februar 2013   | - Behebt ein Problem mit Exchange-Kalender, das die Netzwerkaktivität erhöhen und die Batterielaufzeit reduzieren konnte. | —              |
| 6.1.3          | 10B329                         | BrightonMaps   | 19. März 2013      | - Behebt ein Problem, bei dem die Telefon-App ohne Eingabe des Codes benutzt werden könnte - Verbesserungen für Maps in Japan - Schließung von Sicherheitslücken, die vor allem vom Jailbreaking-Programm Evasi0n genutzt wurden | 6              |
| 6.1.4          | 10B350                         | BrightonMaps   | 2. Mai 2013        | Nur iPhone 5 - Aktualisiertes Audioprofil für Freisprechfunktion | —              |
| 6.1.5          | 10B400                         | BrightonMaps   | 14. November 2013  | Nur iPod touch (4. Generation) - Es wurde ein Problem behoben, das gelegentlich zum Fehlschlagen von FaceTime-Anrufen führte. | —              |
| 6.1.6          | 10B500                         | BrightonMaps   | 21. Februar 2014   | Nur iPhone 3GS und iPod touch (4. Generation) - Letzte Version, die das iPhone 3GS und den iPod touch der 4. Generation unterstützt | 1              |

| Modem-Firmware | Modem-Firmware | Modem-Firmware | Modem-Firmware  | Modem-Firmware | Modem-Firmware |
| iOS-Version    | iPhone 3GS     | iPhone 4 (GSM) | iPhone 4 (CDMA) | iPhone 4S      | iPhone 5       |
| -------------- | -------------- | -------------- | --------------- | -------------- | -------------- |
| 6.0            | 05.16.07       | 04.12.02       | 3.0.04          | 3.0.04         | 1.00.16        |
| 6.0.1          | 05.16.07       | 04.12.02       | 3.0.04          | 3.0.04         | 1.01.00        |
| 6.0.2          | —              | —              | —               | —              | 1.01.00        |
| 6.1            | 05.16.08       | 04.12.05       | 3.0.04          | 3.4.01         | 3.04.25        |
| 6.1.1          | 05.16.08       | 04.12.05       | 3.0.04          | 3.4.02         | 3.04.25        |
| 6.1.2          | 05.16.08       | 04.12.05       | 3.0.04          | 3.4.02         | 3.04.25        |
| 6.1.3          | 05.16.08       | 04.12.05       | 3.0.04          | 3.4.03         | 3.04.25        |
| 6.1.4          | —              | —              | —               | —              | 3.04.25        |
| 6.1.6          | 05.16.08       | —              | —               | —              | —              |

| Entwicklungsversionen | Entwicklungsversionen | Entwicklungsversionen | Entwicklungsversionen | Entwicklungsversionen | Entwicklungsversionen |
| Version               | Version               | Build                 | Codename              | Veröffentlichung      | Änderungen            |
| --------------------- | --------------------- | --------------------- | --------------------- | --------------------- | --------------------- |
| 6.0                   | Beta 1                | 10A5316k              | SundanceVail          | 11. Juni 2012         |                       |
| 6.0                   | Beta 2                | 10A5338d              | SundanceVail          | 25. Juni 2012         |                       |
| 6.0                   | Beta 3                | 10A5355d              | SundanceVail          | 16. Juli 2012         |                       |
| 6.0                   | Beta 4                | 10A5376e              | SundanceVail          | 6. August 2012        |                       |
| 6.0                   | GM                    | 10A403                | Sundance              | 12. September 2012    |                       |
| 6.1                   | Beta 1                | 10B5095f              | BrightonVail          | 1. November 2012      |                       |
| 6.1                   | Beta 2                | 10B5105c              | BrightonVail          | 12. November 2012     |                       |
| 6.1                   | Beta 3                | 10B5117b              | BrightonVail          | 3. Dezember 2012      |                       |
| 6.1                   | Beta 4                | 10B5126b              | BrightonVail          | 17. Dezember 2012     |                       |
| 6.1                   | Beta 5                | 10B141                | Brighton              | 26. Januar 2013       |                       |
| 6.1.1                 | Beta 1                | 10B311                | BrightonMaps          | 6. Februar 2013       |                       |
| 6.1.3                 | Beta 2                | 10B318                | BrightonMaps          | 21. Februar 2013      |                       |

| Interne Testversionen | Interne Testversionen | Interne Testversionen | Interne Testversionen     | Interne Testversionen     | Interne Testversionen     | Interne Testversionen |
| Version               | Build                 | Codename              | Gerät                     | Gerät                     | Gerät                     | Anmerkungen           |
| --------------------- | --------------------- | --------------------- | ------------------------- | ------------------------- | ------------------------- | --------------------- |
| 6.0                   | 10A23110z             | Sundance?             | iPhone 5                  | iPhone 5                  | iPhone 5                  |                       |
| 6.0                   | 10A23941a             | SundanceNanshan       | iPhone 4s                 | iPhone 4s                 | iPhone 4s                 |                       |
| 6.0                   | 10A23941s             | Sundance?             | iPhone 5                  | iPhone 5                  | iPhone 5                  |                       |
| 6.0                   | 10A63970m             | SundanceTaosTianshan  | iPad mini (1. Generation) | iPad mini (1. Generation) | iPad mini (1. Generation) |                       |
| 6.0                   | 10A63970v             | SundanceTaosTianshan  | iPad mini (1. Generation) | iPad mini (1. Generation) | iPad mini (1. Generation) |                       |
| 6.0                   | 10A63971b             | SundanceTaosTianshan  | iPad mini (1. Generation) | iPad mini (1. Generation) | iPad mini (1. Generation) |                       |
| 6.0                   | 10A316                | Sundance              | iPhone 3GS                | iPhone 4                  | iPhone 5                  |                       |

#### iOS 7.x
| Hauptversionen | Hauptversionen                             | Hauptversionen | Hauptversionen     | Hauptversionen | Hauptversionen |
| Version        | Build                                      | Codename       | Veröffentlichung   | Änderungen | behobene CVEs  |
| -------------- | ------------------------------------------ | -------------- | ------------------ | --- | -------------- |
| 7.0            | 11A465, 11A466                             | Innsbruck      | 18. September 2013 | - Unterstützung von 64-bit armv8-ähnlicher Architektur - Unterstützung des Apple A7-Chips - Neues Design - Die neu designte Benutzeroberfläche modernisiert das gesamte System sowie alle integrierten Apps - Neue Bewegungen und Animationen; verschiedene Ebenen und Transparenz - Neue Farbpalette und geänderte Typographie - Aktualisierte System- und Klingeltöne - Kontrollzentrum - Mit einmal Streichen vom unteren Bildschirmrand schneller Zugriff auf häufig benutzte Steuerelemente und Apps - Flugmodus, WLAN, Bluetooth, „Nicht stören“ ein- und ausschalten, Bildschirmhelligkeit einstellen, auf Mediensteuerelemente zugreifen, AirPlay und AirDrop aktivieren - Schneller Zugriff auf Taschenlampe, Timer, Taschenrechner, Kamera und Musiksteuerelemente - Verbesserungen bei der Mitteilungszentrale - Die neue Heute-Ansicht gibt einen Überblick über den Tag, einschließlich Wetter, Kalender und Aktienkurse - Mitteilungen, die auf einem Gerät geschlossen werden, werden auf anderen Geräten auch nicht mehr angezeigt - Verbesserungen beim Multitasking - Anzeige einer Vorschau der geöffneten Apps beim Wechseln zwischen Apps - App-Inhalte können im Hintergrund auf dem neusten Stand gehalten werden - Verbesserungen bei der Kamera - Per Streichen verschiedene Kameramodi wählen – Video, Foto, Quadrat und Panorama - Echtzeitfotofilter mit iPhone 4S oder neuer und iPod touch (5. Generation) - Verbesserungen bei Fotos - Automatische Organisation von Fotos und Videos in „Momente“ anhand von Zeit und Standort der Aufnahme - Fotofreigabe in iCloud unterstützt das Hinzufügen von Fotos durch mehrere Teilnehmer, Freigabe von Videos und die neue Aktivitätsansicht - Fotofiltereffekte hinzufügen - Unterstützung für Flickr und Vimeo - AirDrop - Inhalte schnell und einfach mit Personen in der Nähe teilen - Sicher verschlüsselte Dateiübertragungen – Verbindung und Konfiguration werden automatisch erstellt - Wird auf iPhone 5, iPad (4. Generation), iPad mini und iPod touch (5. Generation) unterstützt und erfordert einen iCloud-Account - Verbesserungen bei Safari - Müheloser Wechsel zwischen geöffneten Webseiten mit der neuen Tab-Ansicht auf dem iPhone - Ein einziges intelligentes Suchfeld für die Eingabe von Suchbegriffen und Webadressen - Freigegebene Links zeigen Webseiten, die von Personen, denen Sie auf Twitter folgen, bereitgestellt wurden - iTunes Radio - Radiostreaming - Auswahl aus mehr als 250 empfohlenen und genre-basierten Sendern - Erstellen eigener Sender mit Lieblingsinterpreten oder -titeln - Verbesserungen bei Siri - Neue, natürlicher klingende Stimmen für amerikanisches Englisch, Deutsch und Französisch - Integrierte Wikipedia- und Twitter-Suche sowie Websuchergebnisse von Bing - Einstellungen für WLAN, Bluetooth und Helligkeit mithilfe von Siri ändern - Wird auf iPhone 4S, iPhone 5, iPad mit Retina Display, iPad mini und iPod touch (5. Generation) unterstützt - Verbesserungen beim App Store - Anzeige von standort-relevanten Apps mit der Funktion „In der Nähe beliebt“ - Entdecken von altersgerechten Apps in der Kategorie „Kinder“ - Alle Apps automatisch aktualisieren - Aktivierungssperre für „Mein iPhone suchen“ - Für das Deaktivieren von „Mein iPhone suchen“, Löschen eines Geräts, erneute Aktivieren sowie Abmelden aus iCloud wird die Apple ID-Kennwort benötigt - Auch nach dem Fernlöschen kann weiterhin eine eigene Nachricht auf einem iOS-Gerät angezeigt werden - Verbesserungen beim iTunes Store - Hörproben und Kauf von Titeln, die Sie bei iTunes Radio im iTunes Store gehört haben - Tunes-Wunschliste ergänzen und Objekte daraus kaufen - Einlösen von iTunes-Geschenkkarten durch Scannen der Codes mit der Kamera - Verbesserungen bei Musik - Musikeinkäufe über iCloud abspielen - iPhone oder iPod touch drehen, um mit der Albumwand durch die Musik zu scrollen, statt wie bisher im Coverflow - Verbesserungen bei Videos - Gekaufte Filme und TV-Sendungen aus iCloud abspielen - Anzeige ähnlicher Filme und TV-Sendungen mit der Funktion „Zugehörig“ - Verbesserungen bei Karten - Genaue Fußgängerrouten - Automatischer Nachtmodus - Lesezeichen werden über iCloud auf allen Geräten bereitgestellt - Verbesserungen bei Mail - Neue intelligente Postfächer, einschließlich „Ungelesen“, „Anhänge“, „Alle Entwürfe“ und „An/Kopie“ - Verbesserte Suchfunktion - PDF-Anmerkungen anzeigen - FaceTime-Audioanrufe - Unerwünschte Anrufer für Telefonate, Nachrichten und FaceTime sperren - Unterstützung für das Senden langer MMS-Nachrichten - Anzeigen der Spotlight-Suche durch Abwärtsstreichen auf jedem beliebigen Home-Bildschirm - Passbook-Karten durch Scannen hinzufügen - Neue Klingel-, Weck-, Hinweis- und Systemtöne - Nachschlagen eines markierten Wortes in weiteren Sprachen: Italienisch, Koreanisch und Niederländisch - Neigungsmesser in der Kompass-App - Unterstützung für Wi-Fi HotSpot 2.0 - Bedienungshilfefunktionen - Personen mit eingeschränkten motorischen Fähigkeiten können ihr Gerät jetzt per Schaltersteuerung bedienen - Stil für erweiterte Untertitel anpassen - Unterstützung für Handschrifteingabe in VoiceOver - Unterstützung für die Eingabe mathematischer Zeichen mithilfe von Nemeth Braille in VoiceOver - Auswahl mehrerer Premiumstimmen für „Auswahl vorlesen“ und VoiceOver - Unterstützung für MFi-(Made for iPhone)Hörgeräte und Stereoton für iPhone 5 und iPod touch (5. Generation) - Funktionen für Firmen - Verwalten, mit welchen Apps und Accounts Dokumente und Anhänge geöffnet werden - VPN-Zugriff pro App - Lizenzverwaltung für App Store-Käufe - firmenweite Gesamtauthentifizierung - entfernte Konfiguration von verwalteten Apps - automatischer Datenschutz für Apps von Drittanbietern - Exchange-Notes-Synchronisierung - Installieren eigener Schriften - Neue Verwaltungsanfragen und -einschränkungen - Funktionen für Bildungseinrichtungen - Mobile Geräteverwaltung für Apple TV - AirPlay-Synchronisierung von Studentengeräten auf Apple TV anfordern - AirPlay-Zielgeräte und AirPrint-Drucker im Voraus konfigurieren - vereinfachte MDM-Registrierung - Änderungen an Accounts können beschränkt werden - Filtern von Webinhalten - Autorisierte Apps können den Einzel-App-Modus starten. - Zugangsbeschränkungen für den Einzel-App-Modus konfigurieren - Funktionen für China - Tencent Weibo-Integration - Zweisprachiges Wörterbuch Chinesisch-Englisch - Verbesserte Handschrifteingabe bietet höhere Genauigkeit, unabhängige Strichreihenfolge und unterstützt die simultane Eingabe mehrerer Zeichen - Fehlerbehebungen | 79             |
| 7.0.1          | 11A470a                                    | Innsbruck      | 19. September 2013 | Nur iPhone 5c und iPhone 5s - Verschiedene Fehlerkorrekturen und Verbesserungen | —              |
| 7.0.2          | 11A501                                     | Innsbruck      | 26. September 2013 | - Behebt Fehler, die es ermöglichten, den Code auf dem Sperrbildschirm zu umgehen - Fügt die griechische Tastatur erneut als Option für die Codeeingabe hinzu | —              |
| 7.0.3          | 11B511                                     | InnsbruckTaos  | 22. Oktober 2013   | - Neuer iCloud-Schlüsselbund zum Verwalten von Accountnamen, Kennwörter und Kreditkartennummern auf allen zugelassenen Geräten - Neuer Kennwortgenerator zum Erstellen eindeutiger und schwer zu erratender Kennwörter für Onlineaccounts in Safari - Aktualisierung des Sperrbildschirms, sodass beim Verwenden der Touch ID der Hinweis „Zum Entsperren streichen“ erst später angezeigt wird - Erneutes Hinzufügen der Fähigkeit, mit der Spotlight-Suche direkt im Web und in Wikipedia zu suchen - Ein Problem beim Senden mit iMessage wurde behoben - Ein Problem mit der Aktivierung von iMessage wurde behoben - Verbesserte Systemstabilität beim Verwenden von iWork-Apps - Ein Problem mit der Kalibrierung des Beschleunigungsmessers wurde behoben - Ein Problem mit der Sprachqualität von Siri und VoiceOver wurde behoben - Ein Fehler wurde behoben, der es ermöglichte, den Code auf dem Sperrbildschirm zu umgehen - Verbesserte Einstellung zum Reduzieren der Bewegung, um sowohl Bewegungen als auch Animationen zu minimieren - Ein Problem mit der zu hohen Empfindlichkeit der VoiceOver-Eingabe wurde behoben - Die Einstellung „Fetter Text“ wird jetzt auch auf den Text im Ziffernblock (Telefonfunktion) angewandt - Ein Problem wurde behoben, sodass die Betreuung von Geräten auch nach dem Aktualisieren der Software fortgesetzt wird | 3              |
| 7.0.4          | 11B554a                                    | InnsbruckTaos  | 14. November 2013  | - Es wurde ein Problem behoben, das gelegentlich zum Fehlschlagen von FaceTime-Anrufen führte. | 1              |
| 7.0.5          | 11B601                                     | InnsbruckTaos  | 29. Januar 2014    | Nur iPhone 5,4 und 6,2 - Verbesserung des Empfangs in chinesischen CDMA-Funknetzen | —              |
| 7.0.6          | 11B651                                     | InnsbruckTaos  | 21. Februar 2014   | | 1              |
| 7.1            | 11D167 und 11D169 (iPhone 4 mit GSM-Modem) | Sochi          | 10. März 2014      | - CarPlay - Siri - manuelle Steuerung von Siri durch die Home-Taste - neue, natürlicher klingende männliche und weibliche Stimmen für Chinesisch (Mandarin), britisches Englisch, australisches Englisch und Japanisch - Kalender zeigt Ereignisse wahlweise in der Monatsansicht an. - Bedienungshilfen - „Fettschrift“ für weitere Objekte verfügbar. - Reduzieren der Bewegung ist jetzt für Wetter, Nachrichten sowie Multitasking-UI-Animationen verfügbar. - Anzeigen von Tastenformen, Verdunkeln von App-Farben und Reduzieren der Farbtemperatur. - automatisches Aktivieren von HDR für iPhone 5s - Optimierung - Beheben eines Fehlers, der gelegentlich zum Abstürzen des Home-Bildschirms führte. - Verbesserungen bei der Touch ID-Fingerabdruckerkennung. - Verbesserte Leistung beim iPhone 4. - Verbesserte Anzeige des Symbols für ungelesene E-Mails, wenn die Anzahl 10.000 übersteigt. - Weitere Optimierungen der Benutzeroberfläche. | 41             |
| 7.1.1          | 11D201                                     | SUSochi        | 22. April 2014     | - Fehlerbehebungen - Verbesserungen der Erkennung des Fingerabdrucksensors Touch ID | 19             |
| 7.1.2          | 11D257                                     | Sochi          | 30. Juni 2014      | - Letzte Version, die das iPhone 4 unterstützt - Verbesserte Verbindung und Stabilität für iBeacon - Behebt einen Fehler bei der Datenübertragung bei Zubehör von Drittherstellern, wie z. B. Strichcodeleser - Behebt ein Problem mit der Datenschutzklasse von Mail-Anhängen | 44             |

| Modem-Firmware | Modem-Firmware | Modem-Firmware  | Modem-Firmware | Modem-Firmware | Modem-Firmware       | Modem-Firmware        |
| iOS-Version    | iPhone 4 (GSM) | iPhone 4 (CDMA) | iPhone 4S      | iPhone 5       | iPhone 5c / 5s (GSM) | iPhone 5c / 5s (CDMA) |
| -------------- | -------------- | --------------- | -------------- | -------------- | -------------------- | --------------------- |
| 7.0            | 04.12.09       | 3.0.04          | 5.0.00         | 5.00.01        | 1.00.06              | 1.00.06               |
| 7.0.1          | —              | —               | —              | —              | 1.00.06              | 1.00.06               |
| 7.0.2          | 04.12.09       | 3.0.04          | 5.0.00         | 5.00.01        | 1.00.06              | 1.00.06               |
| 7.0.3          | 04.12.09       | 3.0.04          | 5.0.02         | 5.02.00        | 1.02.02              | 1.02.02               |
| 7.0.4          | 04.12.09       | 3.0.04          | 5.0.02         | 5.02.00        | 1.03.01              | 1.03.01               |
| 7.0.5          | —              | —               | —              | —              | —                    | 1.03.02               |
| 7.0.6          | 04.12.09       | 3.0.04          | 5.0.02         | 5.02.00        | 1.03.02              | 1.03.02               |
| 7.1            | 04.12.09       | 3.0.04          | 5.2.00         | 6.02.00        | 2.18.02              | 2.18.02               |
| 7.1.1          | 04.12.09       | 3.0.04          | 5.2.00         | 6.02.00        | 2.18.02              | 2.18.02               |
| 7.1.2          | 04.12.09       | 3.0.04          | 5.2.00         | 6.02.00        | 2.18.02              | 2.18.02               |

| Entwicklungsversionen | Entwicklungsversionen | Entwicklungsversionen | Entwicklungsversionen | Entwicklungsversionen | Entwicklungsversionen |
| Version               | Version               | Build                 | Codename              | Veröffentlichung      | Änderungen |
| --------------------- | --------------------- | --------------------- | --------------------- | --------------------- | --- |
| 7.0                   | Beta 1                | 11A4372q              | InnsbruckVailPrime    | 10. Juni 2013         | |
| 7.0                   | Beta 2                | 11A4400f              | InnsbruckVailPrime    | 24. Juni 2013         | |
| 7.0                   | Beta 3                | 11A4414e              | InnsbruckVailPrime    | 8. Juli 2013          | |
| 7.0                   | Beta 4                | 11A4435d              | InnsbruckVailPrime    | 29. Juli 2013         | |
| 7.0                   | Beta 5                | 11A4449a              | InnsbruckVailPrime    | 6. August 2013        | |
| 7.0                   | Beta 6                | 11A4449d              | InnsbruckVailPrime    | 15. August 2013       | |
| 7.0                   | GM                    | 11A465                | Innsbruck             | 10. September 2013    | |
| 7.1                   | Beta 1                | 11D5099e              | SochiVail             | 18. November 2013     | - Notification Center wurde leicht überarbeitet - Tastaturfarbe kann zwischen hell und dunkel gewechselt werden - Verkleinerung der root Partition |
| 7.1                   | Beta 2                | 11D5115d              | SochiVail             | 13. Dezember 2013     | - Animationen sind flüssiger - Einstellungen für den Touch-ID Sensor sind im Hauptmenu der Einstellungs-App - Listen-Ansicht im Kalender wurde abgeändert - Neue Option um die On-Screen Knöpfe zu glätten - Änderung der Tastaturfarbe nicht mehr möglich - Neue Hintergrundbilder für das iPad |
| 7.1                   | Beta 3                | 11D5127c              | SochiVail             | 7. Januar 2014        | - Geschwindigkeit optimiert - Fehlerbehebungen - Hörbücher funktionieren wieder einwandfrei - Anlegen eines iCloud-Kontos in Kombination mit iCloud Keychain nun möglich - iMessage-Nachrichten - Optische Veränderungen - Runde anstatt rechteckiger Symbole, beispielsweise in der Telefon-App und am Ausschalten-Slider - Optionalen Aktivierung der dunklen Tastatur wieder möglich - Dunklere Symbole für Telefon, Nachrichten und FaceTime-Apps - Allgemeine Erhöhung des Kontrasts - Neue Funktion: „Weißpunkt reduzieren“ |
| 7.1                   | Beta 4                | 11D5134c              | SochiVail             | 20. Januar 2014       | - Anpassung der Sichtbarkeit des Slide to Unlock-Sliders - Neue Siri-Stimmen für iPad-Nutzer im Vereinigten Königreich |
| 7.1                   | Beta 5                | 11D5145e              | SochiVail             | 4. Februar 2014       | - Visuelle Änderungen: - Veränderung der Caps-Lock Taste - Button für die Listenansicht im Kalender ist breiter - Abschaltfunktion des Parallax-Effekts in den Bedienungshilfen heißt jetzt “Perspektivischer Zoom” anstatt “Bewegung.” - Patch des Evasi0n Jailbreaks - In iTunes Radio können neben Songs ganze Alben erworben werden |
| 7.1                   | GM                    | 11D169                | Sochi                 | 10. März 2014         | |

| Interne Testversionen | Interne Testversionen | Interne Testversionen | Interne Testversionen | Interne Testversionen |
| Version               | Build                 | Codename              | Gerät                 | Anmerkungen           |
| --------------------- | --------------------- | --------------------- | --------------------- | --------------------- |
| 7.0                   | 11A24580o             | InnsbruckNanshan      | iPhone 5s             |                       |
| 7.0                   | 11A24581c             | InnsbruckNanshan      | iPhone 5s             |                       |
| 7.0                   | 11A24581k             | InnsbruckNanshan?     | iPhone 5s             | [ 74 ]                |
| 7.0                   | 11A93840f             | Innsbruck?            | iPhone 5s             | [ 75 ]                |
| 7.0                   | 11A93840l             | Sochi?                | iPhone 5c             |                       |
| 7.0.1                 | 11B34640l             | Innsbruck?            | iPad Air              |                       |
| 7.0.3                 | 11B64940j             | InnsbruckTaos?        | iPad mini 2           |                       |
| 7.1                   | 11D31620l             | Sochi?                | iPhone 5c             |                       |

#### iOS 8.x
| Hauptversionen | Hauptversionen                             | Hauptversionen | Hauptversionen     | Hauptversionen | Hauptversionen |
| Version        | Build                                      | Codename       | Veröffentlichung   | Änderungen | behobene CVEs  |
| -------------- | ------------------------------------------ | -------------- | ------------------ | --- | -------------- |
| 8.0            | 12A365                                     | Okemo          | 17. September 2014 | - Neue Anwendung: Health - Erfassung und Verwaltung von Gesundheits, Ernährungs und Fitnessdaten des Benutzers - Tiefgreifendere Integration von Drittanwendungen in das System - Widgets können im Notification-Center platziert werden - Plugins für Safari sind möglich - Tastaturen können angepasst werden - Neue iTunes und AppStore-Funktionen: - Bis zu sechs iTunes-Accounts können als Familienaccount zusammengelegt werden - In-App-Purchases können vollständig gesperrt werden - Verbesserte Synchronisation zwischen OS X-Computern und iOS-Geräten - QuickType-Tastatur - Fotos können mit mehr Funktionen bearbeitet werden - iCloud-Fotomediathek - Neuerungen im Nachrichtendienst iMessage: - Quick-Respond Funktion für iMessage systemübergreifend - Tap-To-Talk Funktion - Neue Funktionen für iOS in Unternehmen - Neue Funktionen in der Spotlight-Suche - Implementierung der Programmiersprache Swift - Podcasts in der Version 2.2 ist nun vorinstalliert - TouchID kann für individuelle Apps konfiguriert werden - iCloud Photos - Persönlicher Hotspot entfernt - Privates Surfen für Safari - Kosmetische Änderungen der Benutzeroberfläche - in iMessage veränderte Icons für Kamera und Sprachnachrichten - Neue Oberfläche von iBooks - Kontrollzentrum optisch verändert - Neue App: Tipps - Fehlerbehebungen und Verbesserungen | 57             |
| 8.0            | 12A366                                     | Okemo          | 17. September 2014 | Nur iPhone 6 Plus | —              |
| 8.0.1          | 12A402                                     | Okemo          | 24. September 2014 | Update wurde zurückgezogen - Schwere Fehler beim Touch-ID Sensor - Schwere Fehler beim Modem | —              |
| 8.0.2          | 12A405                                     | Okemo          | 25. September 2014 | - Fehlerbehebungen | —              |
| 8.1            | 12B410 (iPad) 12B411 (iPhone & iPod touch) | OkemoTaos      | 20. Oktober 2014   | | 5              |
| 8.1.1          | 12B436 (iPad) 12B435 (iPhone & iPod touch) | SUOkemoTaos    | 17. November 2014  | - Fehlerbehebungen - Verbesserungen der Stabilität und Leistung für iPad 2 und iPhone 4s - Bei kostenlosen Apps im App Store steht nun „Laden“ anstatt „Gratis“ | 9              |
| 8.1.2          | 12B440                                     | SUOkemoTaos    | 9. Dezember 2014   | - Fehlerbehebungen | —              |
| 8.1.3          | 12B466                                     | SUOkemoTaosTwo | 27. Januar 2015    | - Fehlerbehebungen - Updates belegen beim Ausführen weniger Speicherplatz - Neue Konfigurationsoptionen für standardisierte Tests für den Bildungsbereich | 34             |
| 8.2            | 12D508                                     | Stowe          | 9. März 2015       | | 6              |
| 8.3            | 12F69 und 12F70                            | Stowe          | 8. April 2015      | | 60             |
| 8.4            | 12H143                                     | Copper         | 30. Juni 2015      | | 34             |
| 8.4.1          | 12H321                                     | Copper         | 13. August 2015    | | 71             |

| Modem-Firmware | Modem-Firmware | Modem-Firmware | Modem-Firmware | Modem-Firmware  |
| iOS-Version    | iPhone 4S      | iPhone 5       | iPhone 5c / 5s | iPhone 6 (Plus) |
| -------------- | -------------- | -------------- | -------------- | --------------- |
| 8.0            | 5.4.00         | 7.03.00        | 3.09.01        | 1.00.05         |
| 8.0.1          | 5.4.00         | 7.03.00        | 3.09.01        | 1.00.05         |
| 8.0.2          | 5.4.00         | 7.03.00        | 3.09.01        | 1.00.05         |
| 8.1            | 5.4.00         | 7.03.00        | 3.11.00        | 1.04.00         |
| 8.1.1          | 5.4.00         | 7.03.00        | 3.11.00        | 1.04.00         |
| 8.1.2          | 5.4.00         | 7.03.00        | 3.11.00        | 1.04.00         |
| 8.1.3          | 5.4.00         | 7.03.00        | 3.11.00        | 1.04.00         |
| 8.2            | 5.4.00         | 7.03.00        | 3.11.00        | 1.04.00         |
| 8.3            | 5.4.00         | 8.01.00        | 4.01.00        | 2.23.03         |
| 8.4            | 5.5.00         | 8.02.00        | 4.03.00        | 2.41.00         |
| 8.4.1          | 5.5.00         | 8.02.00        | 4.03.00        | 2.41.00         |

| Entwicklungsversionen | Entwicklungsversionen | Entwicklungsversionen | Entwicklungsversionen | Entwicklungsversionen | Entwicklungsversionen |
| Version               | Version               | Build                 | Codename              | Veröffentlichung      | Änderungen |
| --------------------- | --------------------- | --------------------- | --------------------- | --------------------- | --- |
| 8.0                   | Beta 1                | 12A4265u              | OkemoVailPrime        | 2. Juni 2014          | - Neue Anwendung: Health - Erfassung und Verwaltung von Gesundheits, Ernährungs und Fitnessdaten des Benutzers - Tiefgreifendere Integration von Drittanwendungen in das System - Widgets können im Notification-Center platziert werden - Plugins für Safari sind möglich - Tastaturen können angepasst werden - Neue iTunes und AppStore-Funktionen: - Bis zu sechs iTunes-Accounts können als Familienaccount zusammengelegt werden - In-App-Purchases können vollständig gesperrt werden - Verbesserte Synchronisation zwischen OS X-Computern und iOS-Geräten - QuickType-Tastatur - Fotos können mit mehr Funktionen bearbeitet werden - iCloud-Fotomediathek - Neuerungen im Nachrichtendienst iMessage: - Quick-Respond Funktion für iMessage systemübergreifend - Tap-To-Talk Funktion - Neue Funktionen für iOS in Unternehmen - Neue Funktionen in der Spotlight-Suche - Implementierung der Programmiersprache Swift |
| 8.0                   | Beta 2                | 12A4297e              | OkemoVailPrime        | 17. Juni 2014         | - Podcasts in der Version 2.2 ist nun vorinstalliert - Fehler, der zu übermäßigem Akkuverbrauch und Aufheizen des iOS-Geräts führte behoben - TouchID kann für individuelle Apps konfiguriert werden - iCloud Photos - Persönlicher Hotspot entfernt - Privates Surfen für Safari - Kosmetische Änderungen der Benutzeroberfläche - in iMessage veränderte Icons für Kamera und Sprachnachrichten - Neue Oberfläche von iBooks |
| 8.0                   | Beta 3                | 12A4318c              | OkemoVailPrime        | 7. Juli 2014          | - Fehlerbehebungen und Verbesserungen |
| 8.0                   | Beta 4                | 12A4331d              | OkemoVailPrime        | 21. Juli 2014         | - Fehlerbehebungen und Verbesserungen - Bug Reporter entfernt - Kontrollzentrum optisch verändert - Neue App: Tipps |
| 8.0                   | Beta 5                | 12A4345d              | OkemoVailPrime        | 4. August 2014        | - Fehlerbehebungen und Verbesserungen |
| 8.0                   | GM                    | 12A365                | Okemo                 | 9. September 2014     | |
| 8.1                   | Beta 1                | 12B401                | OkemoTaos             | 29. September 2014    | - Systemleistung, Fehlerbehebungen - Diktierfunktion über die Tastatur-Einstellungen aktivierbar bzw. deaktivierbar |
| 8.1                   | Beta 2                | 12B407                | OkemoTaos             | 7. Oktober 2014       | |
| 8.1.1                 | Beta 1                | 12B432                | SUOkemoTaos           | 4. November 2014      | |
| 8.2                   | Beta 1                | 12D436                | OkemoZurs             | 18. November 2014     | - Unterstützung für WatchKit |
| 8.2                   | Beta 2                | 12D445d               | OkemoZurs             | 10. Dezember 2014     | - Fehlerbehebungen - Möglichkeit, Schrittemessung auf dem iPhone zu deaktivieren |
| 8.2                   | Beta 3                | 12D5452a              | OkemoZursVail         | 18. Dezember 2014     | - Fehlerbehebungen - Wiedereinführung der Blutzuckermessung |
| 8.2                   | Beta 4                | 12D5461b              | OkemoZursVail         | 12. Januar 2015       | - Fehlerbehebungen |
| 8.2                   | Beta 5                | 12D5480a              | OkemoZursVail         | 2. Februar 2015       | - Fehlerbehebungen |
| 8.3                   | Beta 1                | 12F5027d              | StoweVail             | 9. Februar 2015       | - Fehlerbehebungen - CarPlay kann ohne USB-Verbindung genutzt werden - Neues Auswahlmenü für Emojis - Neue Emojis - E-Mails in der Vorschau, wenn man die zugehörige Benachrichtigung nach unten zieht - Neue „kursiv“ und „unterstreichen“-Buttons für iPhone 6 Plus - LTE/Wi-Fi calling lässt sich deaktivieren - Möglichkeit für Nutzer der Deutschen Telekom einzustellen, ob sie LTE, 3G oder 2G nutzen möchten - Unterstützung für „Bestätigung in zwei Schritten“ bei der Anmeldung mit einem Google-Konto - Verbesserte Aussprache von Siri |
| 8.3                   | Beta 2                | 12F5037c              | StoweVail             | 23. Februar 2015      | - Neue Emojis - aktualisierte Icons für Apple Watch, iPhone und iMac - verschiedene Hautfarben auswählbar - 32 Länderflaggen |
| 8.3                   | Beta 3                | 12F5047f              | StoweVail             | 12. März 2015         | - Fehlerbehebungen - Ausweitung des öffentlichen Beta-Programms auf iOS, wobei vereinzelt Nutzer per E-Mail eingeladen werden - Vergrößerung der Leerzeichen-Taste - Anruffunktion über Lautsprecher zu Siri hinzugefügt |
| 8.3                   | Beta 4                | 12F5061               | Stowe                 | 24. März 2015         | - Fehlerbehebungen - Geschwindigkeitsoptimierungen - Entfernung der Bezeichnung „Beta“ für die iCloud-Fotomediathek |
| 8.4                   | Beta 1                | 12H4074d              | CopperVailPrime       | 13. April 2015        | - Modernisierung der Musik-App mit Einbindung von Apple Music - Verbesserungen bei iBooks - Fehlerbehebungen |
| 8.4                   | Beta 2                | 12H4086d              | CopperVailPrime       | 27. April 2015        | - Fehlerbehebungen |
| 8.4                   | Beta 3                | 12H4098c              | CopperVailPrime       | 11. Mai 2015          | - Fehlerbehebungen |
| 8.4                   | Beta 4                | 12H4125a              | CopperVailPrime       | 9. Juni 2015          | - Fehlerbehebungen |
| 8.4.1                 | Beta 1                | 12H304                | Donner                | 14. Juli 2015         | |
| 8.4.1                 | Beta 2                | 12H318                | Donner                | 30. Juli 2015         | |

| Interne Testversionen | Interne Testversionen | Interne Testversionen | Interne Testversionen | Interne Testversionen |
| Version               | Build                 | Codename              | Gerät                 | Anmerkungen           |
| --------------------- | --------------------- | --------------------- | --------------------- | --------------------- |
| 8.0                   | 12A22121a             | Okemo?                | iPhone 6              |                       |
| 8.0                   | 12A93311h             | Okemo?                | iPhone 6              |                       |
| 8.0                   | 12A93650o             | OkemoAni              | iPhone 6              |                       |
| 8.0                   | 12A93651a             | OkemoAni              | iPhone 6              |                       |
| 8.0                   | 12A93651b             | OkemoAni              | iPhone 6              |                       |
| 8.4                   | 12H60160o             | Donner?               | iPad mini 4           |                       |

#### iOS 9.x
| Hauptversionen | Hauptversionen | Hauptversionen | Hauptversionen     | Hauptversionen | Hauptversionen |
| Version        | Build          | Codename       | Veröffentlichung   | Änderungen | behobene CVEs  |
| -------------- | -------------- | -------------- | ------------------ | --- | -------------- |
| 9.0            | 13A344         | Monarch        | 16. September 2015 | - Neue Nachrichtenanwendung News - Neuer Task-Switcher - Überarbeitung folgender Anwendungen: - Notizen - Karten - CarPlay - Wallet (früher Passbook) - Siri - Neuerungen für das iPad: - Neue Multitaskingfunktionen - Erweiterte Eingabemöglichkeiten mit der Tastatur - Wiedergabe von Videos im Fenster (Bild im Bild) - Weitere Änderungen: - Kleinere iOS-Aktualisierungsdateien - Verbesserung der Akkulaufzeit - Erweiterte Sicherheitsmerkmale | 105            |
| 9.0.1          | 13A404         | Monarch        | 23. September 2015 | - Fehlerbehebungen | —              |
| 9.0.2          | 13A452         | Monarch        | 30. September 2015 | - Fehlerbehebungen | 1              |
| 9.1            | 13B143         | Boulder        | 21. Oktober 2015   | - Aktualisierung für die Live-Photo-Aufzeichnung, die bei der Bewegung des iPhone ungewollte Aufnahmen verhindern soll - Unicode 7.0- und 8.0-Emoji-Symbole - Fehlerbehebungen | 55             |
| 9.2            | 13C75          | Castlerock     | 8. Dezember 2015   | - Aktualisierungen für Apple Music - Aktualisierung „Top-Artikel“ in News, nur verfügbar in den USA, dem Vereinigten Königreich und Australien - Fehlerbehebungen | 50             |
| 9.2.1          | 13D15          | Dillon         | 19. Januar 2016    | - Behebt ein Problem, das beim Verwenden eines MDM-Servers das Abschließen von App-Installationen verhindern konnte. | 13             |
| 9.2.1          | 13D20          | Dillon         | 18. Februar 2016   | | —              |
| 9.3            | 13E233 13E234  | Eagle          | 21. März 2016      | - Night Shift (nur für Geräte mit 64bit-Prozessor) - Passwortgeschützte Notizen - Updates für - Health - Music - CarPlay - iBooks - Wallet - News | 40             |
| 9.3            | 13E237         | Eagle          | 28. März 2016      | Nur für iPhone 5s oder älter - Behebt ein Problem, das zum Fehlschlagen der Aktivierung älterer Geräte führen konnte. | —              |
| 9.3.1          | 13E238         | Eagle          | 31. März 2016      | - Safari-Bug-Fix | —              |
| 9.3.2          | 13F69          | Frisco         | 17. Mai 2016       | - Geschwindigkeitsverbesserungen - Night Shift und der Energiesparmodus können nun gleichzeitig genutzt werden - Fehlerbehebungen | 40             |
| 9.3.3          | 13G34          | Genoa          | 18. Juli 2016      | - Fehlerbehebungen | 49             |
| 9.3.4          | 13G35          | Genoa          | 4. August 2016     | | 1              |
| 9.3.5          | 13G36          | Genoa          | 25. August 2016    | - Letzte Version, die das iPad der zweiten und dritten Generation ohne Cellular, den iPod touch der fünften Generation, und das iPad mini der ersten Generation ohne Cellular unterstützt. | 3              |
| 9.3.6          | 13G37          | Genoa          | 22. Juli 2019      | - Behebt ein Problem mit der GPS-Ortung bezüglich der GPS-Woche 2019. - Letzte Version, die das iPhone 4s, das iPad der zweiten und dritten Generation mit Cellular und das iPad mini der ersten Generation mit Cellular unterstützt. | —              |

| Modem-Firmware | Modem-Firmware | Modem-Firmware | Modem-Firmware | Modem-Firmware  | Modem-Firmware | Modem-Firmware   |
| iOS-Version    | iPhone 4S      | iPhone 5       | iPhone 5c / 5s | iPhone 6 (Plus) | iPhone SE      | iPhone 6s (Plus) |
| -------------- | -------------- | -------------- | -------------- | --------------- | -------------- | ---------------- |
| 9.0            | 6.0.00         | 10.00.00       | 5.00.11        | 4.01.00         | —              | 1.00.05          |
| 9.0.1          | 6.0.00         | 10.00.00       | 6.00.00        | 4.01.00         | —              | 1.00.05          |
| 9.0.2          | 6.0.00         | 10.00.00       | 6.01.00        | 4.02.00         | —              | 1.02.00          |
| 9.1            | 6.0.00         | 10.00.00       | 6.01.00        | 4.32.00         | —              | 1.14.00          |
| 9.2            | 6.0.00         | 10.00.00       | 6.01.00        | 4.52.00         | —              | 1.23.00          |
| 9.2.1          | 6.0.00         | 10.00.00       | 6.01.00        | 4.52.00         | —              | 1.23.00          |
| 9.3            | 6.0.00         | 10.01.00       | 6.02.00        | 4.71.00         | 4.71.00        | 1.60.00          |
| 9.3.1          | 6.0.00         | 10.01.00       | 6.02.00        | 4.71.00         | 4.71.00        | 1.60.00          |
| 9.3.2          | 6.0.00         | 10.01.00       | 6.02.00        | 4.71.00         | 4.71.00        | 1.60.00          |
| 9.3.3          | 6.0.00         | 10.01.00       | 6.02.00        | 4.71.00         | 4.71.00        | 1.60.00          |
| 9.3.4          | 6.0.00         | 10.01.00       | 6.02.00        | 4.71.00         | 4.71.00        | 1.60.00          |
| 9.3.5          | 6.0.00         | 10.01.00       | 6.02.00        | 4.71.00         | 4.71.00        | 1.60.00          |
| 9.3.6          | 6.7.00         | —              | —              | —               | —              | —                |

| Entwicklungsversionen | Entwicklungsversionen | Entwicklungsversionen | Entwicklungsversionen | Entwicklungsversionen | Entwicklungsversionen |
| Version               | Version               | Build                 | Codename              | Veröffentlichung      | Änderungen |
| --------------------- | --------------------- | --------------------- | --------------------- | --------------------- | --- |
| 9.0                   | Beta 1                | 13A4254v              | MonarchVailPrime      | 8. Juni 2015          | Neue Anwendungen: - News Anwendungsüberarbeitungen - Notizen - Kleine Zeichnungen - Bilder - Checklisten - Integration in anderen Anwendungen wie z. B. Safari - Karten - ÖPNV-Integration - „In der Nähe“-Integration - Apple Pay - Integration weiterer Anbieter - CarPlay - Drahtlose Nutzung möglich - Siri - Intelligentere Suchmöglichkeiten - Suggestionsfunktion iPad-Funktionen: - Slide Over-Semimultitasking für alle iPads - Split View-Multitasking-Funktion für das iPad Air 2 - Wiedergabe von Videos im Fenster - Abkürzungsfunktion für die Tastatur - Neue Textauswahlfunktion - Erweiterte Integration externer Tastaturen, unter anderem mit cmd + Tab-Funktion Weitere Änderungen - Kleinere iOS-Update-Dateien - Verbesserung der Akkulaufzeit von bis zu einer Stunde - Breitgefächerte Einführung der Metal-API in Anwendungen - Anpassung der Sicherheitsmerkmale von iOS, unter anderem durch einen sechsstelligen Code - Migrationsmöglichkeit von Android zu iOS - Neue Programmierschnittstellen für Entwickler - Spotlight-Suche nun wieder wie bei iOS 3 bis 6 auf der ersten SpringBoard-Seite - Fehlerbehebungen - Geschwindigkeitsverbesserungen der Benutzeroberfläche |
| 9.0                   | Beta 2                | 13A4280e              | MonarchVailPrime      | 23. Juni 2015         | |
| 9.0                   | Beta 3                | 13A4293f / 13A4293g   | MonarchVailPrime      | 8. Juli 2015          | Erste Veröffentlichung aufgrund fehlender News-App zurückgezogen |
| 9.0                   | Beta 4                | 13A4305g              | MonarchVailPrime      | 21. Juli 2015         | |
| 9.0                   | Beta 5                | 13A4325c              | MonarchVailPrime      | 6. August 2015        | |
| 9.0                   | GM                    | 13A340                | Monarch               | 9. September 2015     | |
| 9.1                   | Beta 1                | 13B5110e              | BoulderVail           | 9. September 2015     | |
| 9.1                   | Beta 2                | 13B5119e              | BoulderVail           | 23. September 2015    | |
| 9.1                   | Beta 3                | 13B5130b              | BoulderVail           | 30. September 2015    | |
| 9.1                   | Beta 4                | 13B136                | Boulder               | 6. Oktober 2015       | |
| 9.1                   | Beta 5                | 13B137                | Boulder               | 12. Oktober 2015      | |
| 9.2                   | Beta 1                | 13C5055d              | CastlerockVail        | 27. Oktober 2015      | |
| 9.2                   | Beta 2                | 13C5060d              | CastlerockVail        | 3. November 2015      | |
| 9.2                   | Beta 3                | 13C71                 | Castlerock            | 10. November 2015     | |
| 9.2                   | Beta 4                | 13C75                 | Castlerock            | 18. November 2015     | |
| 9.2.1                 | Beta 1                | 13D11                 | Dillon                | 16. Dezember 2015     | |
| 9.2.1                 | Beta 2                | 13D14                 | Dillon                | 4. Januar 2016        | |
| 9.3                   | Beta 1                | 13E5181d              | EagleSeed             | 11. Januar 2016       | |
| 9.3                   | Beta 1.1              | 13E5181f              | EagleSeed             | 14. Januar 2016       | |
| 9.3                   | Beta 2                | 13E5111d              | EagleSeed             | 25. Januar 2016       | |
| 9.3                   | Beta 3                | 13E5200d              | EagleSeed             | 8. Februar 2016       | |
| 9.3                   | Beta 4                | 13E5214d              | EagleSeed             | 22. Februar 2016      | |
| 9.3                   | Beta 5                | 13E5225a              | EagleSeed             | 1. März 2016          | |
| 9.3                   | Beta 6                | 13E5231a              | EagleSeed             | 7. März 2016          | |
| 9.3                   | Beta 7                | 13E5233a              | EagleSeed             | 14. März 2016         | - Fehlerbehebungen - Geschwindigkeitsverbesserungen |
| 9.3.2                 | Beta 1                | 13F51a                | Frisco                | 6. April 2016         | - Fehlerbehebungen - Geschwindigkeitsverbesserungen |
| 9.3.2                 | Beta 2                | 13F61                 | Frisco                | 20. April 2016        | - Fehlerbehebungen - Geschwindigkeitsverbesserungen - Night Shift und der Energiesparmodus können gleichzeitig genutzt werden |
| 9.3.2                 | Beta 3                | 13F65                 | Frisco                | 26. April 2016        | - Fehlerbehebungen - Geschwindigkeitsverbesserungen |
| 9.3.2                 | Beta 4                | 13F68                 | Frisco                | 3. Mai 2016           | - Fehlerbehebungen - Geschwindigkeitsverbesserungen |
| 9.3.3                 | Beta 1                | 13G21                 | Genoa                 | 23. Mai 2016          | - Fehlerbehebungen - Geschwindigkeitsverbesserungen |
| 9.3.3                 | Beta 2                | 13G21                 | Genoa                 | 6. Juni 2016          | - Fehlerbehebungen - Geschwindigkeitsverbesserungen |
| 9.3.3                 | Beta 3                | 13G29                 | Genoa                 | 21. Juni 2016         | - Fehlerbehebungen - Geschwindigkeitsverbesserungen |
| 9.3.3                 | Beta 4                | 13G33                 | Genoa                 | 29. Juni 2016         | |
| 9.3.3                 | Beta 5                | 13G34                 | Genoa                 | 6. Juni 2016          | |

| Interne Testversionen | Interne Testversionen | Interne Testversionen | Interne Testversionen | Interne Testversionen         |
| Version               | Build                 | Codename              | Gerät                 | Anmerkungen                   |
| --------------------- | --------------------- | --------------------- | --------------------- | ----------------------------- |
| 9.0                   | 13A22120w             | Monarch?              | iPhone 6s             |                               |
| 9.0                   | 13A62950o             | Monarch?              | iPad mini 4           |                               |
| 9.0                   | 13A93051l             | MonarchAni            | iPhone 6s             |                               |
| 9.0                   | 13A93420d             | Monarch?              | iPhone 6s             |                               |
| 9.0                   | 13A93420m             | Monarch?              | iPhone 6s             |                               |
| 9.0                   | 13A4305g              | Denali?               | iPhone 6              | Testversion für Netzbetreiber |
| 9.1                   | 13B5119e              | Denali?               | iPhone 6              | Testversion für Netzbetreiber |
| 9.2                   | 13C71                 | Castlerock            | iPhone 6              | Testversion für Netzbetreiber |

#### iOS 10.x
| Hauptversionen | Hauptversionen                                    | Hauptversionen | Hauptversionen     | Hauptversionen | Hauptversionen |
| Version        | Build                                             | Codename       | Veröffentlichung   | Änderungen | behobene CVEs  |
| -------------- | ------------------------------------------------- | -------------- | ------------------ | --- | -------------- |
| 10.0.1         | 14A403                                            | Whitetail      | 13. September 2016 | | 1              |
| 10.0.2         | 14A456                                            | Whitetail      | 23. September 2016 | - Behebt ein Problem mit der Steuerung von Kopfhörern - Behebt ein Problem, wodurch manchmal bei der Aktivierung der iCloud-Fotomediathek die „Fotos“-App abstürzte | —              |
| 10.0.3         | 14A551                                            | Whitetail      | 17. Oktober 2016   | Nur iPhone 7 (Plus) - Behebt einen Fehler, der zu Verbindungsabbrüchen im mobilen Netz führte | —              |
| 10.1           | 14B72                                             | Butler         | 24. Oktober 2016   | - Kamera und Fotos - Porträtkamera für iPhone 7 Plus beta - Personennamen in der Fotos-App werden in iCloud-Backups gesichert - Verbesserte Darstellung von Fotos in einem breiten Farbspektrum in der Rasterdarstellung der Fotos-App - Behebt ein Problem, wodurch manchmal beim Öffnen der Kamera der Bildschirm verschwommen war oder blinkte - Behebt ein Problem, wodurch manchmal bei der Aktivierung der iCloud-Fotomediathek die „Fotos“-App abstürzte - Karten - ÖPNV-Unterstützung für Tokio, Osaka und Nagoya - Schilderbasierte ÖPNV-Navigation, einschließlich Pläne der unterirdischen Anlagen und Fußgängertunnel in den großen ÖPNV-Stationen - ÖPNV-Tarifvergleiche beim Anzeigen von alternativen Routen - Nachrichten - Neue Option zum Wiederholen von Sprechblasen- und Hintergrundeffekten - Wiedergabe von Nachrichteneffekten, wenn die Einstellung „Bewegung reduzieren“ eingeschaltet ist - Beheben eines Problems, das gelegentlich zur fehlerhaften Anzeige von Kontaktnamen in „Nachrichten“ führte - Beheben eines Problems, bei dem beim Öffnen von „Nachrichten“ ein weißer Bildschirm angezeigt wurde - Beheben eines Problems, bei dem die Option „Werbung melden“ bei unbekannten Absendern nicht angezeigt wurde - Beheben eines Problems, das dazu führte, dass bei Videos, die mit der Nachrichten-App aufgenommen und gesendet wurden, der Ton fehlte - Apple Watch - Infos zu Strecke und durchschnittlicher Geschwindigkeit für Outdoor-Rollstuhltraining in der Trainingsübersicht in der Aktivitäts-App - Beheben von Problemen beim Synchronisieren von Musik-Playlists mit der Apple Watch - Beheben eines Problems bei der Anzeige von Einladungen und Daten in der Aktivitätsfreigabe - Beheben eines Problems, bei dem die Aktivitätsfreigabe über Mobilfunk aktualisiert wurde, obwohl die Funktion manuell deaktiviert wurde - Beheben eines Problems, das bei Drittanbieter-Apps zu Abstürzen während der Texteingabe führte - Weitere Änderungen und Fehlerbehebungen - Verbesserte Bluetooth-Verbindungen mit Zubehör von Drittanbietern - Verbesserte AirPlay-Synchronisierung beim Beenden des Ruhezustands von Geräten - Beheben eines Problems mit der Wiedergabe von gekauften iTunes-Inhalten, wenn die Einstellung „iTunes-Käufe zeigen“ deaktiviert ist - Beheben eines Problems, das beim Verwenden bestimmter Selfie-Apps und Gesichtsfilter mit der FaceTime HD-Kamera auf dem iPhone 7 und iPhone 7 Plus die Live Preview-Anzeige verhinderte - Beheben eines Problems in „Health“ beim Benutzen der chinesischen Handschrifttastatur, bei dem einzelne Striche in unterschiedliche Zeichen umgewandelt wurden - Verbesserte Leistung in Safari beim Teilen von Websites mit „Nachrichten“ - Beheben eines Problems in Safari mit der Anzeige von Webvorschauen in der Tabdarstellung - Beheben eines Problems, bei dem manche E-Mails in sehr kleinen Text umformatiert wurden - Beheben eines Problems mit der Formatierung mancher HTML-E-Mails - Beheben eines Problems, bei dem das Suchfeld in „Mail“ verschwand - Beheben eines Problems, das beim Start das Aktualisieren von Widgets in der Ansicht „Heute“ verhinderte - Beheben eines Problems mit dem Laden von Daten im Wetter-Widget - Beheben eines Problems auf dem iPhone 7, bei dem die Klickeinstellungen für die Home-Taste nicht in den Suchergebnissen angezeigt wurden - Beheben eines Problems, das Spamfilter-Erweiterungen daran hinderte, Werbeanrufe zu blockieren - Beheben eines Problems, das das ordnungsgemäße Aktivieren von Wecktönen verhinderte - Beheben eines Problems, bei dem die Audiowiedergabe über Bluetooth gelegentlich Störungen beim Taptic Engine-Feedback verursachte - Beheben eines Problems, das bei manchen Benutzern das Wiederherstellen vom iCloud-Backup verhinderte | 21             |
| 10.1.1         | 14B100                                            | Butler         | 31. Oktober 2016   | - Behebt ein Problem der Anzeige von Health-Daten | —              |
| 10.1.1         | 14B150                                            | Butler         | 9. November 2016   | Unbekannt | —              |
| 10.2           | 14C92                                             | Corry          | 12. Dezember 2016  | - 72 neue Emojis nach Unicode 9.0 - automatische Leistungsminderung bei schwachem Akku ab iOS 10.2.1 - Fehlerbehebungen | 71             |
| 10.2.1         | 14D27                                             | Dubois         | 23. Januar 2017    | - Verbessert die Energieverwaltung, wodurch sich das iPhone nicht mehr unerwartet ausschaltet - Fehlerbehebungen | 20             |
| 10.3           | 14E277                                            | Erie           | 27. März 2017      | - Apple File System - überarbeitete AppleID-Verwaltung in den Einstellungen - einhändig bedienbare Bildschirmtastatur für iPads - Nutzerdatenerfassung kann auf Wunsch (Opt-in) auf iCloud-Daten ausgeweitet werden - veränderte Startanimation für Apps - Unterstützung für veränderliche App-Icons - lokale Wetterinformationen in Maps integriert - Optimierungen und zusätzliche Funktionen für CarPlay, SiriKit und HomeKit - „Meine AirPods finden“-Funktion | 93             |
| 10.3.1         | 14E304                                            | Erie           | 3. April 2017      | - Fehlerbehebungen | 2              |
| 10.3.2         | 14F89 14F90 (iPad 5) 14F91 (iPad mini 4 cellular) | Franklin       | 15. Mai 2017       | - Fehlerbehebungen | 55             |
| 10.3.3         | 14G60                                             | Greensburg     | 19. Juli 2017      | - Letzte iOS-Version, die das iPhone 5c und das iPad 4 ohne Cellular unterstützt. - Fehlerbehebungen | 49             |
| 10.3.4         | 14G61                                             | Greensburg     | 22. Juli 2019      | - Behebt ein Problem mit der GPS-Ortung bezüglich der GPS-Woche 2019. - Letzte iOS-Version, die das iPhone 5 und das iPad 4 mit Cellular unterstützt. | —              |

| Modem-Firmware | Modem-Firmware | Modem-Firmware | Modem-Firmware       | Modem-Firmware   | Modem-Firmware                   | Modem-Firmware                |
| iOS-Version    | iPhone 5       | iPhone 5c / 5s | iPhone 6 (Plus) / SE | iPhone 6s (Plus) | iPhone 7 (Plus) (Qualcomm-Modem) | iPhone 7 (Plus) (Intel-Modem) |
| -------------- | -------------- | -------------- | -------------------- | ---------------- | -------------------------------- | ----------------------------- |
| 10.0.1         | 11.01.00       | 7.01.00        | 5.24.00              | 2.30.00          | 1.00.03                          | 1.00.02                       |
| 10.0.2         | 11.01.00       | 7.01.00        | 5.24.00              | 2.30.00          | 1.00.04                          | 1.00.03                       |
| 10.0.3         | —              | —              | —                    | —                | 1.00.05                          | 1.00.05                       |
| 10.1           | 11.01.00       | 7.01.00        | 5.26.00              | 2.36.00          | 1.25.00                          | 1.01.13                       |
| 10.1.1         | 11.01.00       | 7.01.00        | 5.26.00              | 2.36.00          | 1.25.00                          | 1.01.15                       |
| 10.2           | 11.21.00       | 7.21.00        | 5.32.00              | 2.41.00          | 1.33.00                          | 1.02.15                       |
| 10.2.1         | 11.21.00       | 7.21.00        | 5.32.00              | 2.41.00          | 1.33.00                          | 1.02.15                       |
| 10.3           | 11.51.00       | 7.51.00        | 5.51.00              | 2.54.00          | 1.59.02                          | 1.03.21                       |
| 10.3.1         | 11.51.00       | 7.51.00        | 5.51.00              | 2.54.00          | 1.59.02                          | 1.03.21                       |
| 10.3.2         | 11.60.00       | 7.60.00        | 5.62.00              | 2.61.00          | 1.81.01                          | 1.03.50                       |
| 10.3.3         | 11.60.00       | 7.60.00        | 5.62.00              | 2.61.00          | 1.91.00                          | 1.03.60                       |
| 10.3.4         | 11.80.00       | —              | —                    | —                | —                                | —                             |

| Entwicklungsversionen | Entwicklungsversionen | Entwicklungsversionen | Entwicklungsversionen | Entwicklungsversionen | Entwicklungsversionen |
| Version               | Version               | Build                 | Codename              | Veröffentlichung      | Änderungen |
| --------------------- | --------------------- | --------------------- | --------------------- | --------------------- | --- |
| 10.0                  | Beta 1                | 14A5261v              | WhitetailSeed         | 13. Juni 2016         | - Sperrbildschirm - neues Design - Verbesserte Benachrichtigungen - schnelle Interaktionen mit Apps - mehr 3D-Touch-Funktionen - Widgets sind nun über einen Wisch nach rechts zu erreichen - Kamera ist nun über einen Wisch nach links zu erreichen - Betätigung des Homebuttons anstelle von „Zum Entsperren streichen“ - Uhr ist beim iPad im Horizontalmodus nicht mehr zentriert, sondern im linken, oberen Viertel - nur für iPhone 6s (Plus)/SE: „Anheben zum Wecken“ - mehr Widgets für Apps von Apple - Siri - Siri API - diverse Verbesserungen - CarPlay - Verbesserungen für Karten - diverse Verbesserungen - Tastatur - intelligente Vorschläge - aktuellen Standort senden - Kontaktinformationen senden - mehrsprachige Eingabe - neues Geräusch für Tastaturanschläge - Fotos - Orte, an denen die Fotos gemacht wurden - Gesichts-, Ort- und Szenenerkennung - „Memories“ - „Details“-Knopf - Live Fotos sind automatisch animiert beim Durchwischen - Live Fotos können bearbeitet werden, ohne die Live-Foto-Funktion zu verlieren - Live Filter - digitale Bildstabilisation für Live Fotos - Karten - neues Design - proaktiv - Verkehr auf der Route - Karten API - Anzeige des Wetters und der Luftverschmutzung für aktuelle Stadt - Apple Music - neues Design - neue Einstellungen - Lyrics - News - neues Icon - neues Design - Eilmeldungen - Home - Kompatibilität für Lufterfrischer, Kameras, Türklingeln, Luftreinigungsapparate und Luftbefeuchtern - eigene App - Siri-Unterstützung - Control-Center-Widget - Telefon - Voicemail - VoIP API - Nachrichten - erweiterte Links - neue Fotoübersicht - Emojis sind dreimal größer - prognostizierte Eingaben - Tippen zum Ersetzen (Wörter werden durch Emojis ersetzt) - Effekte für Sprechblasen - handschriftliche Nachrichten - Vollbildschirmeffekte - Nachrichten API - App Drawer - Sticker - Möglichkeit, das Internet nach GIFs zu durchsuchen - Safari - Split View - Möglichkeit, mehr als 36 Tabs gleichzeitig geöffnet zu haben - systemweite Ende-zu-Ende-Verschlüsselung - optionale Nutzerdatenerfassung mit Differential Privacy - Swift Playgrounds - Control Center - Neues Design - eigene Seite für Musikeinstellungen - farbige Icons - 3D-Touch für Taschenlampe, Timer, Taschenrechner und Kamera - bleibt auf der Seite, auf der man es geschlossen hat - Benachrichtigungscenter - Neues Design - nur noch eine Seite mit Benachrichtigungen - „alle löschen“-Knopf - Ordner - 3D-Touch-Funktionen - neue Animation beim Öffnen - verschwommener Hintergrund, wenn man innerhalb des Ordners ist - Uhr - dunkles Design - verbesserter Wecker - Kamera - schnelleres Laden - „Filter“-Knopf und Knopf um Kamera zu wechseln sind vertauscht - Auflösungsanzeige und Knopf um Kamera zu wechseln sind im Landschaftsmodus vertauscht - funktioniert, während Musik im Hintergrund läuft - iPad: Schieberegler zum Zoomen anstelle von „Pinch to zoom“-Geste - Game Center - keine eigene App mehr - AppStore - „Kategorie“-Tab - durch Werbung vorgeschlagene Apps - neues Abomodell - Bildschirm zum Ausschalten öffnet schneller - man kommt direkt zum Homescreen, wenn man das Gerät neu startet - rund 200 MB mehr Speicherplatz - Videos pausieren nicht, wenn man vom Landschafts- in den Hochkantmodus (und andersherum) wechselt - Fehlerbehebungen - Geschwindigkeitsverbesserungen |
| 10.0                  | Beta 2                | 14A5297c              | WhitetailSeed         | 5. Juli 2016          | - Tastatur - neue Geräusche für Tastaturanschläge entfernt und durch die Vorherigen ersetzt - neues Geräusch, wenn man an einer Zeitangabe dreht (z. B. um einen Timer, Wecker oder das Datum zu stellen) - Musik - Einstellung, mit der man die Textgröße ändert, betrifft nun auch die Musik-App - Ordner - Hintergrund weniger lichtdurchlässig - neue Ansicht für verpasste Benachrichtigungen durch 3D-Touch - Siri - neue Animation, wodurch der Home-Bildschirm beim Öffnen verkleinert und beim Schließen wieder vergrößert wird - Widgets - sind kleiner und dadurch übersichtlicher - Lassen sich nun über einen Wisch nach rechts im Benachrichtigungszentrum aufrufen - Herkunft der Wetter- und Aktiendaten am unteren Ende der Widget-Ansicht - „Mehr zeigen“ für Widgets von Drittanbietern - Benachrichtigungen - öffnen schneller - erweiterte Benachrichtigungen für Geräte ohne 3D-Touch - veränderte Optionen für Geräte ohne 3D-Touch, wenn man nach links wischt - Control Center - Text für AirPlay von „AirPlay-Bildschirm“ zu „AirPlay“ geändert - Text für AirDrop in ausgeschaltetem Zustand von „AirDrop: Aus“ zu „AirDrop: Empfangen aus“ geändert - Icon für iPhone/iPad/iPod auf der zweiten Seite nun weiß statt schwarz - leicht überarbeitete Seite für „Home“ - Icons für Taschenlampe und Uhr über 3D-Touch - 3D-Touch-Optionen für Taschenlampe heißen jetzt „Wenig/Mittleres/Helles Licht“ anstatt „Niedrige/Mittlere/Hohe Intensität“ - Einstellungen - veränderte Position des neuen iOS 10-Hintergrundes bei der Hintergrundauswahl - „Bildmodus: niedrige Qualität“ unter Nachrichten - Icon für „Home“ entspricht nun dem Icon vom Home-Bildschirm - „Automatische Sperre“ unter „Anzeige & Helligkeit“ anstatt „Allgemein“ - „Zum Öffnen Finger auflegen“ unter Allgemein > Bedienungshilfen > Home-Taste - „Weißpunkt reduzieren“ besitzt im angeschalteten Zustand eine Prozentangabe - „Standort des geparkten Autos“ unter Karten - Health - neues Icon für 3D-Touch bei „Heute“ - Organspenden-Konfiguration - Notizen - „Neue Checkliste“ als 3D-Touch Option - Mail - neues Icon für den Filter in der linken, unteren Ecke - Messages - Sticker AppStore - heruntergeladene Sticker als zweiter Tab im Sticker AppStore - Digital Touch für Bilder, was über einen Kamera-Knopf aufrufbar ist - Knopf über der Kamera, um die Farbe auszuwählen (vorher gab es keine Kamera, wodurch man die Farbe direkt auswählen konnte) - Digital Touch-Nachrichten werden bei Geräten ohne iOS 10 ohne Bewegung angezeigt (vorher wurden sie auf diesen Geräten gar nicht angezeigt) - News - lässt sich entfernen - Feedback - für alle Beta-Nutzer und Entwickler - Musik - Heruntergeladene Playlists werden innerhalb ihrer Seite als „Heruntergeladen“ angezeigt - Ausgabegerät wird am unteren Ende der Seite angezeigt und kann von dort aus geändert werden - die obere 3D-Touch-Option für einen Song heißt nun „Aus Mediathek löschen“ anstatt „Entfernen“ - iCloud-Drive lässt sich innerhalb der Musik-App anschalten anstatt über die Einstellungen - „Shuffle“-Option unter „Titel“ - „Connect“-Seite unter „Für dich“ - Lockscreen - Schloss-Icon ist kleiner - in entsperrtem Zustand steht neben dem Schloss-Icon „Entsperrt“ - Uhr - unter „Stoppuhr“ ist die einfache Zeitangabe anstatt der alternativen Uhren-Ansicht standardmäßig eingestellt (vorher war es andersherum) - „Schlafenszeit“ zeigt in deaktiviertem Zustand die Ansicht verdunkelt an, anstatt sie komplett unsichtbar zu machen - Safari - Option „Neuer Tab“, wenn man lange den Übersichtsknopf gedrückt hält - Home - leicht überarbeitete App - Karten - oft besuchte Orte werden mit einem Herz neben dem Namen angezeigt - App Store - Split-View - Watch - „Komplikationen“-Reiter unter Ziffernblätter |
| 10.0                  | Beta 3                | 14A5309d              | WhitetailSeed         | 18. Juli 2016         | |
| 10.0                  | Beta 4                | 14A5322e              | WhitetailSeed         | 1. August 2016        | |
| 10.0                  | Beta 5                | 14A5335b              | WhitetailSeed         | 9. August 2016        | |
| 10.0                  | Beta 6                | 14A5341a              | WhitetailSeed         | 15. August 2016       | |
| 10.0                  | Beta 7                | 14A5345a              | WhitetailSeed         | 19. August 2016       | |
| 10.0                  | Beta 8                | 14A5346a              | WhitetailSeed         | 26. August 2016       | |
| 10.0.1                | GM                    | 14A403                | Whitetail             | 7. September 2016     | |
| 10.1                  | Beta 1                | 14B55c                | Butler                | 21. September 2016    | |
| 10.1                  | Beta 2                | 14B67                 | Butler                | 4. Oktober 2016       | |
| 10.1                  | Beta 3                | 14B71                 | Butler                | 10. Oktober 2016      | |
| 10.1                  | Beta 4                | 14B72                 | Butler                | 17. Oktober 2016      | |
| 10.2                  | Beta 1                | 14C5062e              | CorrySeed             | 31. Oktober 2016      | |
| 10.2                  | Beta 2                | 14C5069c              | CorrySeed             | 7. November 2016      | |
| 10.2                  | Beta 3                | 14C5077b              | CorrySeed             | 14. November 2016     | |
| 10.2                  | Beta 4                | 14C82                 | Corry                 | 28. November 2016     | |
| 10.2                  | Beta 5                | 14C89                 | Corry                 | 2. Dezember 2016      | |
| 10.2                  | Beta 6                | 14C91                 | Corry                 | 5. Dezember 2016      | |
| 10.2                  | Beta 7                | 14C92                 | Corry                 | 7. Dezember 2016      | |
| 10.2.1                | Beta 1                | 14D10                 | Dubois                | 14. Dezember 2016     | |
| 10.2.1                | Beta 2                | 14D15                 | Dubois                | 20. Dezember 2016     | |
| 10.2.1                | Beta 3                | 14D23                 | Dubois                | 9. Januar 2017        | |
| 10.2.1                | Beta 4                | 14D27                 | Dubois                | 12. Januar 2017       | |
| 10.3                  | Beta 1                | 14E5230e              | ErieSeed              | 24. Januar 2017       | |
| 10.3                  | Beta 2                | 14E5239e              | ErieSeed              | 6. Februar 2017       | |
| 10.3                  | Beta 3                | 14E5249d              | ErieSeed              | 20. Februar 2017      | |
| 10.3                  | Beta 4                | 14E5260b              | ErieSeed              | 27. Februar 2017      | |
| 10.3                  | Beta 5                | 14E5269a              | ErieSeed              | 8. März 2017          | |
| 10.3                  | Beta 6                | 14E5273a              | ErieSeed              | 13. März 2017         | |
| 10.3                  | Beta 7                | 14E5277a              | ErieSeed              | 16. März 2017         | |
| 10.3.2                | Beta 1                | 14F5065b              | FranklinSeed          | 28. März 2017         | Nur für 64bit-Geräte |
| 10.3.2                | Beta 2                | 14F5075a              | FranklinSeed          | 10. April 2017        | |
| 10.3.2                | Beta 3                | 14F5080a              | FranklinSeed          | 17. April 2017        | |
| 10.3.2                | Beta 4                | 14F5086a              | FranklinSeed          | 24. April 2017        | |
| 10.3.2                | Beta 5                | 14F5090a              | FranklinSeed          | 27. April 2017        | |
| 10.3.3                | Beta 1                | 14G5028a              | GreensburgSeed        | 16. Mai 2017          | |
| 10.3.3                | Beta 2                | 14G5037b              | GreensburgSeed        | 30. Mai 2017          | |
| 10.3.3                | Beta 3                | 14G5047a              | GreensburgSeed        | 13. Juni 2017         | |
| 10.3.3                | Beta 4                | 14G5053a              | GreensburgSeed        | 22. Juni 2017         | |
| 10.3.3                | Beta 5                | 14G5057a              | GreensburgSeed        | 28. Juni 2017         | |
| 10.3.3                | Beta 6                | 14G57 14G58           | Greensburg            | 5. Juli 2017          | |

| Interne Testversionen | Interne Testversionen | Interne Testversionen | Interne Testversionen | Interne Testversionen         |
| Version               | Build                 | Codename              | Gerät                 | Anmerkungen                   |
| --------------------- | --------------------- | --------------------- | --------------------- | ----------------------------- |
| 10.0                  | 14A22580n             | Whitetail?            | iPhone 7              |                               |
| 10.0                  | 14A22881a             | Whitetail?            | iPhone 7              |                               |
| 10.0                  | 14A92340t             | Whitetail?            | iPhone 7              |                               |
| 10.0                  | 14A93012r             | WhitetailAni          | iPhone 7              |                               |
| 10.0                  | 14A93013a             | WhitetailAni          | iPhone 7              |                               |
| 10.1.1                | 14B150                | Appalachian?          | iPhone 7              | Testversion für Netzbetreiber |
| 10.2.1                | 14D27                 | Yellowstone?          | iPhone 6 Plus         | Testversion für Netzbetreiber |
| 10.2.1                | 14D27                 | Presidio?             | iPhone 6s Plus        | Testversion für Netzbetreiber |

#### iOS 11.x
| Hauptversionen | Hauptversionen | Hauptversionen | Hauptversionen     | Hauptversionen | Hauptversionen |
| Version        | Build          | Codename       | Veröffentlichung   | Änderungen | behobene CVEs  |
| -------------- | -------------- | -------------- | ------------------ | --- | -------------- |
| 11.0           | 15A372         | Tigris         | 19. September 2017 | - Neue Anwendung Dateien ersetzt iCloud Drive App - Neu gestaltetes Kontrollzentrum mit anpassbaren Elementen - Überarbeitung folgender Anwendungen: - App Store - Siri - Markierungen vornehmen in Dokumenten, PDFs, Webseiten, Fotos usw. - Augmented Reality - Maschinelles Lernen - Beim Fahren nicht stören - Neuerungen für das iPad: - Neu gestaltetes Dock, das auch in aktiven Anwendungen angezeigt werden kann - Verbesserungen bei Slide Over und Split View - Drag and Drop - Weitere Änderungen: - automatische Konfiguration - Notruf SOS | 99             |
| 11.0.1         | 15A402         | Tigris         | 26. September 2017 | - Fehlerbehebungen | —              |
| 11.0.2         | 15A421         | Tigris         | 3. Oktober 2017    | - Fehlerbehebungen | —              |
| 11.0.3         | 15A432         | Tigris         | 11. Oktober 2017   | - Fehlerbehebungen | —              |
| 11.1           | 15B93          | Bursa          | 31. Oktober 2017   | - Einführung neuer Emojis - neue Animationen beim Öffnen der Kamera über den Sperrbildschirm und dem Tippen auf die Statusleiste, um zum Anfang der Seite zu gelangen - Behebung der Akku-Probleme von iOS 11 - Behebung der ruckelnden 3D-Touch-Animation auf dem Home-Bildschirm - Verbesserungen und Fehlerbehebungen | 24             |
| 11.1.1         | 15B150         | Bursa          | 9. November 2017   | | —              |
| 11.1.2         | 15B202         | Bursa          | 16. November 2017  | | —              |
| 11.2           | 15C114         | Cinar          | 2. Dezember 2017   | - Apple Pay Cash - Unterstützung für schnelleres drahtloses Aufladen von iPhone 8, iPhone 8 Plus und iPhone X | 38             |
| 11.2.1         | 15C153         | Cinar          | 13. Dezember 2017  | | 1              |
| 11.2.2         | 15C202         | Cinar          | 8. Januar 2018     | | 2              |
| 11.2.5         | 15D60          | Dalaman        | 23. Januar 2018    | | 17             |
| 11.2.6         | 15D100         | Dalaman        | 19. Februar 2018   | | 1              |
| 11.3           | 15E216         | Emet           | 29. März 2018      | - Erweiterte Batterie-Einstellungen - Digitale Patientenakte in der Health-App - Business Chat für iMessage - ARKit 1.5 | 60             |
| 11.3.1         | 15E302         | Emet           | 24. April 2018     | | 4              |
| 11.4           | 15F79          | Fatsa          | 29. Mai 2018       | - AirPlay 2 Mehrraum-Audio - Unterstützung für HomePod-Stereopaare - „Nachrichten“ in iCloud - Fehlerbehebungen von iOS 11.3 | 39             |
| 11.4.1         | 15G77          | Gebze          | 9. Juli 2018       | | 24             |

| Modem-Firmware | Modem-Firmware | Modem-Firmware       | Modem-Firmware   | Modem-Firmware                   | Modem-Firmware                | Modem-Firmware                   | Modem-Firmware                | Modem-Firmware            | Modem-Firmware         |
| iOS-Version    | iPhone 5s      | iPhone 6 (Plus) / SE | iPhone 6s (Plus) | iPhone 7 (Plus) (Qualcomm-Modem) | iPhone 7 (Plus) (Intel-Modem) | iPhone 8 (Plus) (Qualcomm-Modem) | iPhone 8 (Plus) (Intel-Modem) | iPhone X (Qualcomm Modem) | iPhone X (Intel-Modem) |
| -------------- | -------------- | -------------------- | ---------------- | -------------------------------- | ----------------------------- | -------------------------------- | ----------------------------- | ------------------------- | ---------------------- |
| 11.0           | 8.01.00        | 6.17.00              | 4.00.01          | 3.00.00                          | 2.00.01                       | 1.00.03                          | 1.00.03                       | —                         | —                      |
| 11.0.1         | 8.01.00        | 6.17.00              | 4.00.01          | 3.00.00                          | 2.00.01                       | 1.00.03                          | 1.00.03                       | —                         | —                      |
| 11.0.2         | 8.01.00        | 6.17.00              | 4.00.01          | 3.00.00                          | 2.00.01                       | 1.00.03                          | 1.00.03                       | —                         | —                      |
| 11.0.3         | 8.01.00        | 6.17.00              | 4.00.01          | 3.00.00                          | 2.00.01                       | 1.00.03                          | 1.00.03                       | —                         | —                      |
| 11.1           | 8.01.00        | 6.17.00              | 4.00.01          | 3.21.01                          | 2.01.03                       | 1.41.00                          | 1.02.03                       | 1.41.00                   | 1.02.03                |
| 11.1.1         | 8.01.00        | 6.17.00              | 4.00.01          | 3.21.01                          | 2.01.03                       | 1.41.00                          | 1.02.03                       | 1.41.00                   | 1.02.03                |
| 11.1.2         | 8.01.00        | 6.17.00              | 4.00.01          | 3.21.01                          | 2.01.03                       | 1.41.00                          | 1.02.03                       | 1.41.00                   | 1.02.03                |
| 11.2           | 8.30.01        | 6.30.04              | 4.30.02          | 3.42.00                          | 2.02.04                       | 1.62.00                          | 1.03.06                       | 1.62.00                   | 1.03.06                |
| 11.2.1         | 8.30.01        | 6.30.04              | 4.30.02          | 3.42.00                          | 2.02.04                       | 1.62.00                          | 1.03.06                       | 1.62.00                   | 1.03.06                |
| 11.2.2         | 8.30.01        | 6.30.04              | 4.30.02          | 3.42.00                          | 2.02.04                       | 1.62.00                          | 1.03.06                       | 1.62.00                   | 1.03.06                |
| 11.2.5         | 8.30.01        | 6.30.04              | 4.30.02          | 3.42.00                          | 2.02.04                       | 1.62.00                          | 1.03.06                       | 1.62.00                   | 1.03.06                |
| 11.2.6         | 8.30.01        | 6.30.04              | 4.30.02          | 3.42.00                          | 2.02.04                       | 1.62.00                          | 1.03.06                       | 1.62.00                   | 1.03.06                |
| 11.3           | 8.55.00        | 6.55.00              | 4.56.00          | 3.66.00                          | 2.03.12                       | 1.89.00                          | 1.04.16                       | 1.89.00                   | 1.04.16                |
| 11.3.1         | 8.55.00        | 6.55.00              | 4.56.00          | 3.66.00                          | 2.03.12                       | 1.89.00                          | 1.04.16                       | 1.89.00                   | 1.04.16                |
| 11.4           | 8.55.00        | 6.60.00              | 4.60.00          | 3.70.00                          | 2.03.12                       | 1.93.00                          | 1.04.51                       | 1.93.00                   | 1.04.51                |
| 11.4.1         | 8.55.00        | 6.80.00              | 4.60.00          | 3.70.00                          | 2.03.12                       | 1.93.00                          | 1.04.80                       | 1.93.00                   | 1.04.80                |

| Entwicklungsversionen | Entwicklungsversionen | Entwicklungsversionen | Entwicklungsversionen | Entwicklungsversionen | Entwicklungsversionen |
| Version               | Version               | Build                 | Codename              | Veröffentlichung      | Änderungen |
| --------------------- | --------------------- | --------------------- | --------------------- | --------------------- | --- |
| 11.0                  | Beta 1                | 15A5278f              | TigrisSeed            | 5. Juni 2017          | |
| 11.0                  | Beta 2                | 15A5304i              | TigrisSeed            | 21. Juni 2017         | |
| 11.0                  | Beta 2 Update 1       | 15A5304j              | TigrisSeed            | 26. Juni 2017         | Nur für iPhone 5s, 6 (Plus), SE / iPad 5, Air (1, 2), Pro 12,9″, Mini (2, 3, 4) - Behebt ein Problem beim Downgrade zu iOS 10 |
| 11.0                  | Beta 3                | 15A5318g              | TigrisSeed            | 10. Juli 2017         | |
| 11.0                  | Beta 4                | 15A5327g              | TigrisSeed            | 24. Juli 2017         | |
| 11.0                  | Beta 5                | 15A5341f              | TigrisSeed            | 7. August 2017        | |
| 11.0                  | Beta 6                | 15A5354b              | TigrisSeed            | 14. August 2017       | |
| 11.0                  | Beta 7                | 15A5362a              | TigrisSeed            | 21. August 2017       | - Zeitanzeige im Sperrbildschirm kleiner - Zeit- und Datumsanzeige im Quermodus der Widget-Ansicht leicht nach rechts verschoben - Verbesserte Animation für den Musik-Player beim Öffnen des Benachrichtigungszentrums und Anschalten im Sperrbildschirm - Sofern keine Medien abgespielt werden, wird im Control Center im Musik-Bereich das Logo der Musik-App anstelle eines iPhone-Symbols angezeigt - Für EU-Länder wird beim Abspielen von Musik im Control Center im Lautstärke-Bereich eine Warnung für zu hohe Lautstärke in Form eines im kritischen Bereich gelben Balkens angezeigt - Überarbeiteter Willkommens-Bildschirm für die Fotos-App - „Passworteinstellungen“ in den Einstellungen unter „Allgemein“ > „Einschränkungen“ entfernt - Flüssigere Bedienung von älteren Geräten - Beheben eines Fehlers, bei dem der Hintergrund des Sperrbildschirms nach dem Anschalten für kurze Zeit schwarz bleibt - Beheben eines Fehlers, weswegen der Dockanschluss-zu-Lightning-Adapter nicht funktionierte - Beheben eines Fehlers, weswegen die Wallet-App beim Bezahlen über Terminals des US-Zahlungsunternehmens Square abstürzte |
| 11.0                  | Beta 8                | 15A5368a              | TigrisSeed            | 28. August 2017       | |
| 11.0                  | Beta 9                | 15A5370a              | TigrisSeed            | 31. August 2017       | |
| 11.0                  | Beta 10               | 15A5372a              | TigrisSeed            | 6. September 2017     | |
| 11.0                  | GM                    | 15A372                | Tigris                | 12. September 2017    | |
| 11.1                  | Beta 1                | 15B5066f              | BursaSeed             | 27. September 2017    | |
| 11.1                  | Beta 2                | 15B5078e              | BursaSeed             | 9. Oktober 2017       | |
| 11.1                  | Beta 3                | 15B5086a              | BursaSeed             | 16. Oktober 2017      | |
| 11.1                  | Beta 4                | 15B92                 | Bursa                 | 20. Oktober 2017      | |
| 11.1                  | Beta 5                | 15B93                 | Bursa                 | 23. Oktober 2017      | |
| 11.2                  | Beta 1                | 15C5092b              | CinarSeed             | 30. Oktober 2017      | |
| 11.2                  | Beta 2                | 15C5097d              | CinarSeed             | 3. / 6. November 2017 | - 3 neue Live-Hintergrundbilder - alle Änderungen von iOS 11.2 Beta 1 für das iPhone X (zuerst auch nur für iPhone X veröffentlicht) |
| 11.2                  | Beta 3                | 15C5107a              | CinarSeed             | 13. November 2017     | |
| 11.2                  | Beta 4                | 15C5110b              | CinarSeed             | 17. November 2017     | |
| 11.2                  | Beta 5                | 15C5111a              | CinarSeed             | 28. November 2017     | |
| 11.2                  | Beta 6                | 15C5114               | CinarSeed             | 1. Dezember 2017      | |
| 11.2.5                | Beta 1                | 15D5037e              | DalamanSeed           | 13. Dezember 2017     | |
| 11.2.5                | Beta 2                | 15D5046b              | DalamanSeed           | 19. Dezember 2017     | |
| 11.2.5                | Beta 3                | 15D5049a              | DalamanSeed           | 3. Januar 2018        | |
| 11.2.5                | Beta 4                | 15D5054a              | DalamanSeed           | 9. Januar 2018        | |
| 11.2.5                | Beta 5                | 15D5057a              | DalamanSeed           | 11. Januar 2018       | |
| 11.2.5                | Beta 6                | 15D5059a              | DalamanSeed           | 17. Januar 2018       | |
| 11.2.5                | Beta 7                | 15D60                 | Dalaman               | 19. Januar 2018       | |
| 11.3                  | Beta 1                | 15E5167f              | EmetSeed              | 24. Januar 2018       | |
| 11.3                  | Beta 2                | 15E5178f              | EmetSeed              | 6. Februar 2018       | |
| 11.3                  | Beta 3                | 15E5189f              | EmetSeed              | 20. Februar 2018      | |
| 11.3                  | Beta 4                | 15E5201e              | EmetSeed              | 5. März 2018          | |
| 11.3                  | Beta 5                | 15E5211a              | EmetSeed              | 12. März 2018         | |
| 11.3                  | Beta 6                | 15E5216a              | EmetSeed              | 16. März 2018         | |
| 11.4                  | Beta 1                | 15F5037c              | FatsaSeed             | 2. April 2018         | |
| 11.4                  | Beta 2                | 15F5049c              | FatsaSeed             | 16. April 2018        | |
| 11.4                  | Beta 3                | 15F5061d              | FatsaSeed             | 1. Mai 2018           | |
| 11.4                  | Beta 4                | 15F5071a              | FatsaSeed             | 7. Mai 2018           | |
| 11.4                  | Beta 5                | 15F5077a              | FatsaSeed             | 14. Mai 2018          | |
| 11.4                  | Beta 6                | 15F5079a              | FatsaSeed             | 17. Mai 2018          | |
| 11.4.1                | Beta 1                | 15G5054c              | GebzeSeed             | 30. Mai 2018          | |
| 11.4.1                | Beta 2                | 15G5063b              | GebzeSeed             | 11. Juni 2018         | |
| 11.4.1                | Beta 3                | 15G5072a              | GebzeSeed             | 18. Juni 2018         | |
| 11.4.1                | Beta 4                | 15G5074a              | GebzeSeed             | 25. Juni 2018         | |
| 11.4.1                | Beta 5                | 15G5077a              | GebzeSeed             | 2. Juli 2018          | |

| Interne Testversionen | Interne Testversionen | Interne Testversionen | Interne Testversionen | Interne Testversionen |
| Version               | Build                 | Codename              | Gerät                 | Anmerkungen           |
| --------------------- | --------------------- | --------------------- | --------------------- | --------------------- |
| 11.0                  | 15A93261h             | TigrisAni             | iPhone 8              |                       |
| 11.0                  | 15A783601y            | TigrisAni?            | iPhone X              |                       |

#### iOS 12.x
| Hauptversionen | Hauptversionen | Hauptversionen | Hauptversionen     | Hauptversionen | Hauptversionen |
| Version        | Build          | Codename       | Veröffentlichung   | Änderungen | behobene CVEs  |
| -------------- | -------------- | -------------- | ------------------ | --- | -------------- |
| 12.0           | 16A366         | Peace          | 17. September 2018 | - neue Memoji-Funktion sowie vier neue Animojis - Siri arbeitet besser mit Apps zusammen - CarPlay unterstützt Apps von Drittherstellern - Geräte sollen bis zu 70 % schneller werden - Überarbeitung von Aktien, Bücher (vorher iBooks) und Sprachmemos - neue Apps „Maßband“ (vorinstalliert) und „Kurzbefehle“ (im App Store verfügbar) - Einstellungen - Einführung von „Bildschirmzeit“ - Überarbeitung von „Batterie“ - Option zur automatischen Aktualisierung von iOS - Fotos - Überarbeitung der Sektionen „Alben“ und „Suchen“ - Zusammenfassung mehrerer Benachrichtigungen der gleichen App in der Mitteilungszentrale - Gestenbasierte Bedienung auf allen unterstützten iPads ähnlich derer des iPhone X | 64             |
| 12.0.1         | 16A404         | Peace          | 8. Oktober 2018    | - Die Taste „.?123“ auf der iPad-Tastatur erscheint wieder auf der Originalposition - Fehlerbehebungen | 2              |
| 12.1           | 16B92          | PeaceB         | 30. Oktober 2018   | - FaceTime mit bis zu 32 Leuten möglich - Einführung der Dual-SIM-Funktion auf iPhone XS, XS Max und XR - mehr als 70 neue Emojis - Tiefenkontrolle in der Kameravorschau des iPhone XS, iPhone XS Max und iPhone XR - Möglichkeit zum Ändern oder Zurücksetzen der Bildschirmzeit für Kinder mit Face ID oder Touch ID - Leistungsverwaltungsfunktion für iPhone 8, iPhone 8 Plus und iPhone X - Verbesserte Zuverlässigkeit von VoiceOver - Fehlerbehebungen | 34             |
| 12.1.1         | 16C50          | PeaceC         | 5. Dezember 2018   | | 24             |
| 12.1.2         | 16C101         | PeaceC         | 17. Dezember 2018  | Nur für iPhones - Neue Animation beim Schließen von Apps in der Multitasking-Ansicht aufgrund eines Rechtsstreites zwischen Apple und Qualcomm | —              |
| 12.1.2         | 16C104         | PeaceC         | 20. Dezember 2018  | Nur für iPhones Unbekannt | —              |
| 12.1.3         | 16D39          | PeaceD         | 22. Januar 2019    | | 32             |
| 12.1.4         | 16D57          | PeaceD         | 7. Februar 2019    | | 4              |
| 12.2           | 16E227         | PeaceE         | 25. März 2019      | | 62             |
| 12.3           | 16F156         | PeaceF         | 13. Mai 2019       | | 49             |
| 12.3.1         | 16F203         | PeaceF         | 24. Mai 2019       | | —              |
| 12.3.1         | 16F8202        | PeaceFHW       | 29. Mai 2019       | Nur für iPod touch der 7. Generation - Erste Version des Gerätes | —              |
| 12.3.2         | 16F250         | PeaceF         | 10. Juni 2019      | Nur für iPhone 8 Plus - Behebt einen Fehler, bei dem die Unschärfe im Porträt-Modus nicht funktionierte | —              |
| 12.4           | 16G77          | PeaceG         | 22. Juli 2019      | | 40             |
| 12.4.1         | 16G102         | PeaceG         | 26. August 2019    | | 1              |
| 12.4.2         | 16G114         | PeaceG         | 26. September 2019 | | 1              |
| 12.4.3         | 16G130         | PeaceG         | 28. Oktober 2019   | | —              |
| 12.4.4         | 16G140         | PeaceSecYukonC | 10. Dezember 2019  | | 1              |
| 12.4.5         | 16G161         | PeaceSecYukonD | 28. Januar 2020    | | —              |
| 12.4.6         | 16G183         | PeaceSecYukonE | 24. März 2020      | | —              |
| 12.4.7         | 16G192         | PeaceSecYukonF | 20. Mai 2020       | | 3              |
| 12.4.8         | 16G201         | PeaceSecYukonG | 15. Juli 2020      | | —              |
| 12.4.9         | 16H5           | PeaceUpdate    | 5. November 2020   | | 4              |
| 12.5           | 16H20          | PeaceUpdate    | 14. Dezember 2020  | | 1              |
| 12.5.1         | 16H22          | PeaceUpdate    | 11. Januar 2021    | | —              |
| 12.5.2         | 16H30          | PeaceUpdate    | 26. März 2021      | | 1              |
| 12.5.3         | 16H41          | PeaceUpdate    | 3. Mai 2021        | | 4              |
| 12.5.5         | 16H62          | PeaceUpdate    | 23. September 2021 | | 4              |
| 12.5.6         | 16H71          | PeaceUpdate    | 31. August 2022    | | 1              |
| 12.5.7         | 16H81          | PeaceUpdate    | 23. Januar 2023    | | 1              |

| Modem-Firmware | Modem-Firmware | Modem-Firmware       | Modem-Firmware   | Modem-Firmware                   | Modem-Firmware                | Modem-Firmware                       | Modem-Firmware                    | Modem-Firmware       |
| iOS-Version    | iPhone 5s      | iPhone 6 (Plus) / SE | iPhone 6s (Plus) | iPhone 7 (Plus) (Qualcomm-Modem) | iPhone 7 (Plus) (Intel-Modem) | iPhone 8 (Plus) / X (Qualcomm-Modem) | iPhone 8 (Plus) / X (Intel-Modem) | iPhone XS (Max) / XR |
| -------------- | -------------- | -------------------- | ---------------- | -------------------------------- | ----------------------------- | ------------------------------------ | --------------------------------- | -------------------- |
| 12.0           | 10.10.00       | 7.10.00              | 5.10.00          | 5.00.00                          | 3.00.01                       | 3.00.00                              | 2.00.01                           | 1.00.07              |
| 12.0.1         | 10.10.00       | 7.10.00              | 5.10.00          | 5.00.00                          | 3.00.01                       | 3.00.00                              | 2.00.01                           | 1.00.08              |
| 12.1           | 10.10.00       | 7.21.00              | 5.21.00          | 5.20.00                          | 3.01.06                       | 3.11.00                              | 2.01.07                           | 1.01.30              |
| 12.1.1         | 10.31.00       | 7.32.00              | 5.32.00          | 5.30.00                          | 3.02.01                       | 3.31.00                              | 2.02.02                           | 1.02.18              |
| 12.1.2         | 10.31.00       | 7.32.00              | 5.32.00          | 5.30.00                          | 3.02.01                       | 3.31.00                              | 2.02.02                           | 1.02.18              |
| 12.1.3         | 10.31.00       | 7.32.00              | 5.32.00          | 5.30.00                          | 3.02.01                       | 3.31.00                              | 8(+): 2.02.02 X: 2.02.51          | 1.03.08              |
| 12.1.4         | 10.31.00       | 7.32.00              | 5.32.00          | 5.30.00                          | 3.02.01                       | 3.31.00                              | 8(+): 2.02.02 X: 2.02.51          | 1.03.08              |
| 12.2           | 10.56.00       | 7.55.01              | 5.55.00          | 5.55.00                          | 3.03.04                       | 3.55.00                              | 2.03.06                           | 1.04.30              |
| 12.3           | 10.70.01       | 7.70.01              | 5.60.01          | 5.60.01                          | 3.03.04                       | 3.60.01                              | 2.03.06                           | 1.05.03              |
| 12.3.1         | 10.70.01       | 7.70.01              | 5.60.01          | 5.60.01                          | 3.03.04                       | 3.60.01                              | 2.03.06                           | 1.05.04              |
| 12.3.2         | —              | —                    | —                | —                                | —                             | 3.60.01                              | 2.03.06                           | —                    |
| 12.4           | 10.80.02       | 7.80.04              | 5.70.01          | 5.70.01                          | 3.03.04                       | 3.70.01                              | 2.03.06                           | 1.06.02              |
| 12.4.1         | 10.80.02       | 7.80.04              | 5.70.01          | 5.70.01                          | 3.03.04                       | 3.70.01                              | 2.03.06                           | 1.06.02              |
| 12.4.2         | 10.80.02       | 7.80.04              | —                | —                                | —                             | —                                    | —                                 | —                    |
| 12.4.3         | 10.80.02       | 7.80.04              | —                | —                                | —                             | —                                    | —                                 | —                    |
| 12.4.4         | 10.80.02       | 7.80.04              | —                | —                                | —                             | —                                    | —                                 | —                    |
| 12.4.5         | 10.80.02       | 7.80.04              | —                | —                                | —                             | —                                    | —                                 | —                    |
| 12.4.6         | 10.80.02       | 7.80.04              | —                | —                                | —                             | —                                    | —                                 | —                    |
| 12.4.7         | 10.80.02       | 7.80.04              | —                | —                                | —                             | —                                    | —                                 | —                    |
| 12.4.8         | 10.80.02       | 7.80.04              | —                | —                                | —                             | —                                    | —                                 | —                    |

| Entwicklungsversionen | Entwicklungsversionen | Entwicklungsversionen | Entwicklungsversionen | Entwicklungsversionen | Entwicklungsversionen |
| Version               | Version               | Build                 | Codename              | Veröffentlichung      | Änderungen |
| --------------------- | --------------------- | --------------------- | --------------------- | --------------------- | --- |
| 12.0                  | Beta 1                | 16A5288q              | PeaceSeed             | 4. Juni 2018          | |
| 12.0                  | Beta 2                | 16A5308e              | PeaceSeed             | 19. Juni 2018         | |
| 12.0                  | Beta 3                | 16A5318d              | PeaceSeed             | 3. Juli 2018          | |
| 12.0                  | Beta 4                | 16A5327f              | PeaceSeed             | 17. Juli 2018         | |
| 12.0                  | Beta 5                | 16A5339e              | PeaceSeed             | 30. Juli 2018         | |
| 12.0                  | Beta 6                | 16A5345f              | PeaceSeed             | 6. August 2018        | |
| 12.0                  | Beta 7                | 16A5354b              | PeaceSeed             | 13. August 2018       | Zurückgezogen - sehr lange Ladezeiten in den ersten Minuten nach dem Update                                                                           |
| 12.0                  | Beta 8                | 16A5357b              | PeaceSeed             | 15. August 2018       | |
| 12.0                  | Beta 9                | 16A5362a              | PeaceSeed             | 20. August 2018       | |
| 12.0                  | Beta 10               | 16A5364a              | PeaceSeed             | 23. August 2018       | |
| 12.0                  | Beta 11               | 16A5365b              | PeaceSeed             | 27. August 2018       | |
| 12.0                  | Beta 12               | 16A5366a              | PeaceSeed             | 31. August 2018       | - Behebt einen Fehler, aufgrund dessen man dauernd eine Benachrichtigung erhält, es sei ein neues Update verfügbar, auch wenn dies nicht der Fall ist |
| 12.0                  | GM                    | 16A366                | Peace                 | 12. September 2018    | |
| 12.1                  | Beta 1                | 16B5059d              | PeaceBSeed            | 18. September 2018    | |
| 12.1                  | Beta 2                | 16B5068i              | PeaceBSeed            | 2. Oktober 2018       | |
| 12.1                  | Beta 3                | 16B5077c              | PeaceBSeed            | 9. Oktober 2018       | |
| 12.1                  | Beta 4                | 16B5084a              | PeaceBSeed            | 15. Oktober 2018      | |
| 12.1                  | Beta 5                | 16B5089b              | PeaceBSeed            | 22. Oktober 2018      | |
| 12.1.1                | Beta 1                | 16C5036c              | PeaceCSeed            | 31. Oktober 2018      | - neues Icon für die Watch-App, welches nun die Apple Watch Series 4 anstatt die erste Apple Watch darstellt                                          |
| 12.1.1                | Beta 2                | 16C5043b              | PeaceCSeed            | 7. November 2018      | |
| 12.1.1                | Beta 3                | 16C5050a              | PeaceCSeed            | 15. November 2018     | |
| 12.1.2                | Beta 1                | 16D5024a              | PeaceDSeed            | 10. Dezember 2018     | |
| 12.1.3                | Beta 2                | 16D5032a              | PeaceDSeed            | 19. Dezember 2018     | - Folgeversion von iOS 12.1.2 Beta 1 |
| 12.1.3                | Beta 3                | 16D5037a              | PeaceDSeed            | 7. Januar 2019        | |
| 12.1.3                | Beta 4                | 16D5039a              | PeaceDSeed            | 10. Januar 2019       | |
| 12.2                  | Beta 1                | 16E5181f              | PeaceESeed            | 24. Januar 2019       | |
| 12.2                  | Beta 2                | 16E5191d              | PeaceESeed            | 4. Februar 2019       | |
| 12.2                  | Beta 3                | 16E5201e              | PeaceESeed            | 19. Februar 2019      | |
| 12.2                  | Beta 4                | 16E5212f              | PeaceESeed            | 4. März 2019          | |
| 12.2                  | Beta 5                | 16E5223a              | PeaceESeed            | 11. März 2019         | |
| 12.2                  | Beta 6                | 16E5227a              | PeaceESeed            | 18. März 2019         | |
| 12.3                  | Beta 1                | 16F5117h              | PeaceFSeed            | 27. März 2019         | |
| 12.3                  | Beta 2                | 16F5129d              | PeaceFSeed            | 8. April 2019         | |
| 12.3                  | Beta 3                | 16F5139e              | PeaceFSeed            | 22. April 2019        | |
| 12.3                  | Beta 4                | 16F5148a              | PeaceFSeed            | 29. April 2019        | |
| 12.3                  | Beta 5                | 16F5155a              | PeaceFSeed            | 7. Mai 2019           | |
| 12.3                  | Beta 6                | 16F5156a              | PeaceFSeed            | 10. Mai 2019          | |
| 12.4                  | Beta 1                | 16G5027g              | PeaceGSeed            | 15. Mai 2019          | |
| 12.4                  | Beta 2                | 16G5027i              | PeaceGSeed            | 20. Mai 2019          | |
| 12.4                  | Beta 3                | 16G5038d              | PeaceGSeed            | 28. Mai 2019          | |
| 12.4                  | Beta 4                | 16G5046d              | PeaceGSeed            | 11. Juni 2019         | |
| 12.4                  | Beta 5                | 16G5056d              | PeaceGSeed            | 24. Juni 2019         | |
| 12.4                  | Beta 6                | 16G5069a              | PeaceGSeed            | 9. Juli 2019          | |
| 12.4                  | Beta 7                | 16G5077a              | PeaceGSeed            | 16. Juli 2019         | |

#### iOS 13.x
| Hauptversionen | Hauptversionen | Hauptversionen | Hauptversionen     | Hauptversionen                                                              | Hauptversionen |
| Version        | Build          | Codename       | Veröffentlichung   | Änderungen                                                                  | behobene CVEs  |
| -------------- | -------------- | -------------- | ------------------ | --------------------------------------------------------------------------- | -------------- |
| 13.0           | 17A577         | YukonPre       | 19. September 2019 | - Dunkelmodus                                                               | 40             |
| 13.1           | 17A844         | Yukon          | 24. September 2019 |                                                                             | 23             |
| 13.1.1         | 17A854         | Yukon          | 27. September 2019 |                                                                             | 1              |
| 13.1.2         | 17A860 17A861  | Yukon          | 30. September 2019 |                                                                             | —              |
| 13.1.3         | 17A878         | Yukon          | 15. Oktober 2019   |                                                                             | —              |
| 13.2           | 17B84          | YukonB         | 28. Oktober 2019   |                                                                             | 32             |
| 13.2.2         | 17B102         | YukonB         | 7. November 2019   |                                                                             | —              |
| 13.2.3         | 17B111         | YukonB         | 18. November 2019  |                                                                             | —              |
| 13.3           | 17C54          | YukonC         | 10. Dezember 2019  |                                                                             | 20             |
| 13.3.1         | 17D50          | YukonD         | 28. Januar 2020    |                                                                             | 34             |
| 13.4           | 17E255         | YukonE         | 24. März 2020      |                                                                             | 32             |
| 13.4           | 17E8255        | YukonEHW       | —                  |                                                                             | —              |
| 13.4.1         | 17E262         | YukonE         | 7. April 2020      |                                                                             | —              |
| 13.4.1         | 17E825         | YukonEHW       | 23. April 2020     |                                                                             | —              |
| 13.5           | 17F75          | YukonF         | 20. Mai 2020       |                                                                             | 47             |
| 13.5.1         | 17F80          | YukonF         | 1. Juni 2020       | - behebt eine Sicherheitslücke, durch die der unc0ver Jailbreak möglich war | 1              |
| 13.6           | 17G68          | YukonG         | 15. Juli 2020      |                                                                             | 71             |
| 13.6.1         | 17G80          | YukonG         | 12. August 2020    |                                                                             | —              |
| 13.7           | 17H35          | YukonH         | 1. September 2020  |                                                                             | —              |

| Modem-Firmware | Modem-Firmware      | Modem-Firmware   | Modem-Firmware                   | Modem-Firmware                | Modem-Firmware                       | Modem-Firmware                    | Modem-Firmware       | Modem-Firmware                       |
| iOS-Version    | iPhone SE (1. Gen.) | iPhone 6s (Plus) | iPhone 7 (Plus) (Qualcomm-Modem) | iPhone 7 (Plus) (Intel-Modem) | iPhone 8 (Plus) / X (Qualcomm-Modem) | iPhone 8 (Plus) / X (Intel-Modem) | iPhone XS (Max) / XR | iPhone 11 (Pro) (Max) / SE (2. Gen.) |
| -------------- | ------------------- | ---------------- | -------------------------------- | ----------------------------- | ------------------------------------ | --------------------------------- | -------------------- | ------------------------------------ |
| 13.0           | 9.00.01             | 7.00.01          | 7.00.01                          | 4.00.00                       | 5.00.01                              | 3.00.02                           | 2.00.01              | 1.00.06-6                            |
| 13.1           | 9.00.01             | 7.00.01          | 7.00.01                          | 4.00.00                       | 5.00.01                              | 3.01.01                           | 2.01.08              | 1.01.17                              |
| 13.1.1         | 9.00.01             | 7.00.01          | 7.00.01                          | 4.00.00                       | 5.00.01                              | 3.01.01                           | 2.01.08              | 1.01.17                              |
| 13.1.2         | 9.00.01             | 7.00.01          | 7.00.01                          | 4.00.00                       | 5.00.01                              | 3.01.01                           | 2.01.08              | 1.01.17                              |
| 13.1.3         | 9.00.01             | 7.00.01          | 7.00.01                          | 4.00.00                       | 5.00.01                              | 3.01.01                           | 2.01.08              | 1.01.19                              |
| 13.2           | 9.11.01             | 7.11.01          | 7.11.01                          | 4.00.00                       | 5.11.01                              | 3.02.02                           | 2.02.12              | 1.02.14                              |
| 13.2.2         | 9.11.01             | 7.11.01          | 7.11.01                          | 4.00.00                       | 5.11.01                              | 3.02.03                           | 2.02.12              | 1.02.18                              |
| 13.2.3         | 9.11.01             | 7.11.01          | 7.11.01                          | 4.00.00                       | 5.11.01                              | 3.02.03                           | 2.02.12              | 1.02.18                              |
| 13.3           | 9.30.02             | 7.30.02          | 7.30.01                          | 4.01.02                       | 5.30.01                              | 3.03.03                           | 2.03.07              | 1.03.12                              |
| 13.3.1         | 9.40.01             | 7.30.02          | 7.30.01                          | 4.01.02                       | 5.30.01                              | 3.03.03                           | 2.04.03              | 1.04.06                              |
| 13.4           | 9.52.01             | 7.51.01          | 7.51.01                          | 4.02.02                       | 5.51.01                              | 3.04.02                           | 2.05.13              | 1.05.28                              |
| 13.4.1         | 9.52.01             | 7.51.01          | 7.51.01                          | 4.02.02                       | 5.51.01                              | 3.04.02                           | 2.05.13              | 1.05.28                              |
| 13.5           | 9.60.01             | 7.60.01          | 7.60.01                          | 4.03.00                       | 5.60.01                              | 3.05.00                           | 2.06.00              | 1.06.00                              |
| 13.5.1         | 9.60.01             | 7.60.01          | 7.60.01                          | 4.03.00                       | 5.60.01                              | 3.05.00                           | 2.06.00              | 1.06.00                              |
| 13.6           | 9.71.01             | 7.70.01          | 7.70.01                          | 4.03.00                       | 5.70.01                              | 3.05.00                           | 2.07.00              | 1.06.00                              |
| 13.6.1         | 9.71.01             | 7.70.01          | 7.70.01                          | 4.03.00                       | 5.70.01                              | 3.05.00                           | 2.07.00              | 1.06.00                              |
| 13.7           |                     |                  |                                  |                               |                                      |                                   |                      |                                      |

| Entwicklungsversionen | Entwicklungsversionen | Entwicklungsversionen | Entwicklungsversionen | Entwicklungsversionen | Entwicklungsversionen |
| Version               | Version               | Build                 | Codename              | Veröffentlichung      | Änderungen |
| --------------------- | --------------------- | --------------------- | --------------------- | --------------------- | --- |
| 13.0                  | Beta 1                | 17A5492t              | YukonSeed             | 3. Juni 2019          | |
| 13.0                  | Beta 2                | 17A5508m              | YukonSeed             | 17. Juni 2019         | - Public Beta 1 |
| 13.0                  | Beta 3                | 17A5522f              | YukonSeed             | 2. Juli 2019          | - Nicht für iPhone 7 (Plus) verfügbar |
| 13.0                  | Beta 3 Re-release     | 17A5522g              | YukonSeed             | 8. Juli 2019          | - Public Beta 2 |
| 13.0                  | Beta 4                | 17A5534f              | YukonSeed             | 17. Juli 2019         | |
| 13.0                  | Beta 5                | 17A5547d              | YukonSeed             | 29. Juli 2019         | |
| 13.0                  | Beta 6                | 17A5556d              | YukonSeed             | 7. August 2019        | |
| 13.0                  | Beta 7                | 17A5565b              | YukonSeed             | 15. August 2019       | |
| 13.0                  | Beta 8                | 17A5572a              | YukonSeed             | 21. August 2019       | |
| 13.0                  | GM                    | 17A577                | YukonPre              | 10. September 2019    | |
| 13.1                  | Beta 1                | 17A5821e              | YukonSeed             | 27. August 2019       | |
| 13.1                  | Beta 2                | 17A5831c              | YukonSeed             | 4. September 2019     | |
| 13.1                  | Beta 3                | 17A5837a              | YukonSeed             | 10. September 2019    | |
| 13.1                  | Beta 4                | 17A5844a              | YukonSeed             | 18. September 2019    | |
| 13.2                  | Beta 1                | 17B5059g              | YukonBSeed            | 2. Oktober 2019       | |
| 13.2                  | Beta 2                | 17B5068e              | YukonBSeed            | 10. Oktober 2019      | |
| 13.2                  | Beta 3                | 17B5077a              | YukonBSeed            | 16. Oktober 2019      | |
| 13.2                  | Beta 4                | 17B5084a              | YukonBSeed            | 23. Oktober 2019      | |
| 13.3                  | Beta 1                | 17C5032d              | YukonCSeed            | 5. November 2019      | |
| 13.3                  | Beta 2                | 17C5038a              | YukonCSeed            | 12. November 2019     | |
| 13.3                  | Beta 3                | 17C5046a              | YukonCSeed            | 20. November 2019     | |
| 13.3                  | Beta 4                | 17C5053a              | YukonCSeed            | 5. Dezember 2019      | |
| 13.3.1                | Beta 1                | 17D5026c              | YukonDSeed            | 17. Dezember 2019     | |
| 13.3.1                | Beta 2                | 17D5044a              | YukonDSeed            | 14. Januar 2020       | |
| 13.3.1                | Beta 3                | 17D5050a              | YukonDSeed            | 22. Januar 2020       | |
| 13.4                  | Beta 1                | 17E5223h              | YukonESeed            | 5. Februar 2020       | |
| 13.4                  | Beta 2                | 17E5233g              | YukonESeed            | 19. Februar 2020      | |
| 13.4                  | Beta 3                | 17E5241d              | YukonESeed            | 26. Februar 2020      | |
| 13.4                  | Beta 4                | 17E5249a              | YukonESeed            | 3. März 2020          | |
| 13.4                  | Beta 5                | 17E5255a              | YukonESeed            | 10. März 2020         | |
| 13.4                  | GM                    | 17E255                | YukonE                | 18. März 2020         | |
| 13.4.5                | Beta 1                | 17F5034c              | YukonFSeed            | 31. März 2020         | |
| 13.4.5                | Beta 2                | 17F5044d              | YukonFSeed            | 15. April 2020        | |
| 13.5                  | Beta 3                | 17F5054h              | YukonFSeed            | 15. April 2020        | - Folgeversion von iOS 13.4.5 Beta 2 - Neue API zur Benachrichtigung, wenn man in der Nähe von Menschen mit einer COVID-19-Infektion war. - Beim Tragen einer Maske (zum Beispiel Mund-Nasen-Schutz) wird die Gesichtserkennung mit FaceID automatisch übersprungen, und Nutzer werden stattdessen aufgefordert, das Passwort einzugeben. |
| 13.5                  | Beta 4                | 17F5065a              | YukonFSeed            | 6. Mai 2020           | |
| 13.5                  | GM                    | 17F75                 | YukonF                | 18. Mai 2020          | |
| 13.5.5                | Beta 1                | 17G5035d              | YukonGSeed            | 1. Juni 2020          | |
| 13.6                  | Beta 2                | 17G5045c              | YukonGSeed            | 9. Juni 2020          | - Folgeversion von iOS 13.5.5 Beta 1 |
| 13.6                  | Beta 3                | 17G5059c              | YukonGSeed            | 30. Juni 2020         | |
| 13.6                  | GM                    | 17G68                 | YukonG                | 9. Juli 2020          | |
| 13.7                  | Beta 1                | 17H33                 | YukonH                | 26. August 2020       | |

| Interne Testversionen | Interne Testversionen | Interne Testversionen | Interne Testversionen | Interne Testversionen |
| Version               | Build                 | Codename              | Gerät                 | Anmerkungen |
| --------------------- | --------------------- | --------------------- | --------------------- | --- |
| 13.0                  | 17A3457I              | Yukon?                | ?                     | - Interne Testversion von Anfang März 2019 - Überarbeitete Anzeige der Lautstärke bei Betätigung der entsprechenden Knöpfe - Überarbeitete Erinnerungen-App - Dark Mode |
| 13.4                  | 17E186                | YukonE?               | iPhone 11 Pro Max     | [ 174 ] |

#### iOS 14.x
| Hauptversionen | Hauptversionen | Hauptversionen   | Hauptversionen     | Hauptversionen | Hauptversionen |
| Version        | Build          | Codename         | Veröffentlichung   | Änderungen | behobene CVEs  |
| -------------- | -------------- | ---------------- | ------------------ | --- | -------------- |
| 14.0           | 18A373         | Azul             | 16. September 2020 | - Einführung der App-Clips, eine kompakte Version einer App, die sich auf das Minimum bestimmter Funktionen beschränkt - Einführung von Widgets in unterschiedlichen Größen auf dem Homescreen - Einführung der App-Mediathek, einer Übersichtsseite aller installierten Apps in vordefinierte Kategorien sortiert - Möglichkeit einzelne Homescreens auszublenden - Kompakteres User Interface bei eingehenden Anrufen und Siri Abfragen, sowie die Möglichkeit von Bild-in-Bild Videos - Einführung einer Übersetzungs-App von Apple - Einführung von Funktionen in iMessage; neuen Möglichkeiten Nachrichten direkt zu zitieren, Personen in Gruppenchats zu erwähnen und Konversationen anzuheften - Schließen verschiedener Sicherheitslücken | 55             |
| 14.0.1         | 18A393         | Azul             | 24. September 2020 | | —              |
| 14.1           | 18A8395        | Azul             | 20. Oktober 2020   | | —              |
| 14.2           | 18B92          | AzulB            | 5. November 2020   | | 31             |
| 14.2           | 18B111         | AzulB            | 18. November 2020  | | —              |
| 14.2.1         | 18B121         | AzulB            | 19. November 2020  | Nur iPhone 12 (mini/Pro/Pro Max) | —              |
| 14.3           | 18C66          | AzulC            | 14. Dezember 2020  | | 18             |
| 14.4           | 18D52          | AzulD            | 26. Januar 2021    | | 53             |
| 14.4.1         | 18D61          | AzulD            | 8. März 2021       | | 1              |
| 14.4.2         | 18D70          | AzulD            | 26. März 2021      | | 1              |
| 14.5           | 18E199         | AzulE            | 26. April 2021     | - Einführung der App-Tracking-Transparenz (ATT, Datenschutz), weitere Fehlerbehebungen und Funktionsverbesserungen | 50             |
| 14.5.1         | 18E212         | AzulE            | 3. Mai 2021        | | 2              |
| 14.6           | 18F72          | AzulF            | 24. Mai 2021       | | 43             |
| 14.7           | 18G69/18G70    | AzulG            | 19. Juli 2021      | | 37             |
| 14.7.1         | 18G82          | AzulG            | 26. Juli 2021      | | 1              |
| 14.8           | 18H17          | AzulSecuritySky  | 13. September 2021 | | 2              |
| 14.8.1         | 18H107         | AzulSecuritySkyB | 26. Oktober 2021   | - Kann nur ab iOS 14.5 installiert werden - Sicherheitslücken geschlossen die mit iOS 15.1 geschlossen wurden - Keine manuelle Installation über PC möglich | 22             |

| Entwicklungsversionen | Entwicklungsversionen | Entwicklungsversionen | Entwicklungsversionen | Entwicklungsversionen | Entwicklungsversionen                                                       |
| Version               | Version               | Build                 | Codename              | Veröffentlichung      | Änderungen                                                                  |
| --------------------- | --------------------- | --------------------- | --------------------- | --------------------- | --------------------------------------------------------------------------- |
| 14.0                  | Beta 1                | 18A5301v              | AzulSeed              | 22. Juni 2020         |                                                                             |
| 14.0                  | Beta 2                | 18A5319i              | AzulSeed              | 7. Juli 2020          |                                                                             |
| 14.0                  | Beta 3                | 18A5332f              | AzulSeed              | 22. Juli 2020         |                                                                             |
| 14.0                  | Beta 4                | 18A5342e              | AzulSeed              | 4. August 2020        |                                                                             |
| 14.0                  | Beta 5                | 18A5351d              | AzulSeed              | 18. August 2020       |                                                                             |
| 14.0                  | Beta 6                | 18A5357e              | AzulSeed              | 25. August 2020       |                                                                             |
| 14.0                  | Beta 7                | 18A5369b              | AzulSeed              | 3. September 2020     |                                                                             |
| 14.0                  | Beta 8                | 18A5373a              | AzulSeed              | 9. September 2020     |                                                                             |
| 14.0                  | GM                    | 18A373                | Azul                  | 15. September 2020    |                                                                             |
| 14.2                  | Beta 1                | 18B5052h              | AzulBSeed             | 17. September 2020    |                                                                             |
| 14.2                  | Beta 2                | 18B5061e              | AzulBSeed             | 29. September 2020    |                                                                             |
| 14.2                  | Beta 3                | 18B5072f              | AzulBSeed             | 13. Oktober 2020      |                                                                             |
| 14.2                  | Beta 4                | 18B5083a              | AzulBSeed             | 20. Oktober 2020      |                                                                             |
| 14.2                  | RC                    | 18B91                 | AzulB                 | 30. Oktober 2020      | Bezeichnung seither als „Release Candidate“ (RC) statt „Golden Master“ (GM) |
| 14.3                  | Beta 1                | 18C5044f              | AzulCSeed             | 12. November 2020     |                                                                             |
| 14.3                  | Beta 2                | 18C5054c              | AzulCSeed             | 17. November 2020     |                                                                             |
| 14.3                  | Beta 3                | 18C5061a              | AzulCSeed             | 2. Dezember 2020      |                                                                             |
| 14.3                  | RC                    | 18C65                 | AzulC                 | 8. Dezember 2020      |                                                                             |
| 14.3                  | RC 2                  | 18C66                 | AzulC                 | 10. Dezember 2020     |                                                                             |
| 14.4                  | Beta 1                | 18D5030e              | AzulDSeed             | 16. Dezember 2020     |                                                                             |
| 14.4                  | Beta 2                | 18D5043d              | AzulDSeed             | 13. Januar 2021       |                                                                             |
| 14.4                  | RC                    | 18D52                 | AzulD                 | 21. Januar 2021       |                                                                             |
| 14.5                  | Beta 1                | 18E5140j              | AzulESeed             | 1. Februar 2021       |                                                                             |
| 14.5                  | Beta 1                | 18E5140k              | AzulESeed             | 4. Februar 2021       |                                                                             |
| 14.5                  | Beta 2                | 18E5154f              | AzulESeed             | 16. Februar 2021      |                                                                             |
| 14.5                  | Beta 3                | 18E5164h              | AzulESeed             | 2. März 2021          |                                                                             |
| 14.5                  | Beta 4                | 18E5178a              | AzulESeed             | 15. März 2021         |                                                                             |
| 14.5                  | Beta 5                | 18E5186a              | AzulESeed             | 23. März 2021         |                                                                             |
| 14.5                  | Beta 6                | 18E5194a              | AzulESeed             | 31. März 2021         |                                                                             |
| 14.5                  | Beta 7                | 18E5198a              | AzulESeed             | 7. April 2021         |                                                                             |
| 14.5                  | Beta 8                | 18E5199a              | AzulESeed             | 13. April 2021        |                                                                             |
| 14.5                  | RC                    | 18E199                | AzulE                 | 20. April 2021        |                                                                             |
| 14.6                  | Beta 1                | 18F5046e              | AzulFSeed             | 22. April 2021        |                                                                             |
| 14.6                  | Beta 1                | 18F5046f              | AzulFSeed             | 22. April 2021        |                                                                             |
| 14.6                  | Beta 2                | 18F5055b              | AzulFSeed             | 30. April 2021        |                                                                             |
| 14.6                  | Beta 3                | 18F5065a              | AzulFSeed             | 10. Mai 2021          |                                                                             |
| 14.6                  | RC                    | 18F71                 | AzulF                 | 17. Mai 2021          |                                                                             |
| 14.6                  | RC 2                  | 18F72                 | AzulF                 | 21. Mai 2021          |                                                                             |
| 14.7                  | Beta 1                | 18G5023c              | AzulGSeed             | 19. Mai 2021          |                                                                             |
| 14.7                  | Beta 2                | 18G5033e              | AzulGSeed             | 2. Juni 2021          |                                                                             |
| 14.7                  | Beta 3                | 18G5042c              | AzulGSeed             | 14. Juni 2021         |                                                                             |
| 14.7                  | Beta 4                | 18G5052d              | AzulGSeed             | 29. Juni 2021         |                                                                             |
| 14.7                  | Beta 5                | 18G5063a              | AzulGSeed             | 8. Juli 2021          |                                                                             |
| 14.7                  | RC                    | 18G68                 | AzulG                 | 13. Juli 2021         |                                                                             |

| Interne Testversionen | Interne Testversionen | Interne Testversionen | Interne Testversionen        | Interne Testversionen                                                                                             |
| Version               | Build                 | Codename              | Gerät                        | Anmerkungen |
| --------------------- | --------------------- | --------------------- | ---------------------------- | --- |
| 14.0                  | 18A23120o             | Azul?                 | IPhone 12 Pro Max            | |
| 14.0                  | 18A23121e             | Azul?                 | IPhone 12 Pro Max            | |
| 14.0                  | 18A188                | Azul                  | iPhone 11                    | - Zeigt eine alternative Multitasking-Ansicht, welche in den Einstellungen aktiviert wird - Kernel: Darwin 20.0.0 |
| 14.0                  | 18A311                | ?                     | iPhone Prototyp D53          | - Läuft auf einem Prototyp mit vertikalem Stummschalter und randlosem Display ohne Einkerbung („Notch“)           |
| 14.0                  | 18A23581a             | AzulNanshan?          | IPhone 12 Pro                | |
| 14.0                  | 18A33771c             | AzulHWYabuli?         | IPhone 12 mini               | |
| 14.1                  | 18A8359a              | AzulHW?               | IPhone 12 mini               | |
| 14.3                  | 18C57                 | AzulC                 | IPhone 12 Pro                | |
| 14.5                  | 18E20700y             | AzulE?                | iPad Pro 12,9″ 5. Generation | |
| 14.5                  | 18E153x               | AzulE                 | IPhone 12 Pro Max            | |

#### iOS 15.x
| Hauptversionen | Hauptversionen | Hauptversionen     | Hauptversionen     | Hauptversionen | Hauptversionen |
| Version        | Build          | Codename           | Veröffentlichung   | Änderungen     | behobene CVEs  |
| -------------- | -------------- | ------------------ | ------------------ | -------------- | -------------- |
| 15.0           | 19A346         | Sky                | 20. September 2021 |                | 46             |
| 15.0.1         | 19A348         | Sky                | 1. Oktober 2021    |                | 1              |
| 15.0.2         | 19A404         | Sky                | 11. Oktober 2021   |                | 3              |
| 15.1           | 19B74          | SkyB               | 25. Oktober 2021   |                | 26             |
| 15.2           | 19C56          | SkyC               | 13. Dezember 2021  |                | 50             |
| 15.2.1         | 19C63          | SkyC               | 12. Januar 2022    |                | 1              |
| 15.3           | 19D50          | SkyD               | 26. Januar 2022    |                | 10             |
| 15.3.1         | 19D52          | SkyD               | 10. Februar 2022   |                | 1              |
| 15.4           | 19E241         | SkyE               | 14. März 2022      |                | 43             |
| 15.4.1         | 19E258         | SkyE               | 31. März 2022      |                | 1              |
| 15.5           | 19F77          | SkyF               | 16. Mai 2022       |                | 38             |
| 15.6           | 19G71          | SkyG               | 20. Juli 2022      |                | 42             |
| 15.6.1         | 19G82          | SkyG               | 17. August 2022    |                | 2              |
| 15.7           | 19H12          | SkySecuritySydney  | 12. September 2022 |                | 20             |
| 15.7.1         | 19H117         | SkySecuritySydneyB | 27. Oktober 2022   |                | 18             |
| 15.7.2         | 19H218         | SkySecuritySydneyC | 13. Dezember 2022  |                | 17             |
| 15.7.3         | 19H307         | SkyUpdate          | 18. Januar 2023    |                | 5              |
| 15.7.4         | 19H321         | SkyUpdate          | 27. März 2023      |                | 16             |
| 15.7.5         | 19H332         | SkyUpdate          | 10. April 2023     |                | 2              |
| 15.7.6         | 19H349         | SkyUpdate          | 18. Mai 2023       |                | 17             |
| 15.7.7         | 19H357         | SkyUpdate          | 21. Juni 2023      |                | 3              |
| 15.7.8         | 19H364         | SkyUpdate          | 24. Juni 2023      |                | 23             |
| 15.7.9         | 19H365         | SkyUpdate          | 11. September 2023 |                |                |
| 15.8           | 19H370         | SkyUpdate          | 25. Oktober 2023   |                |                |

| Entwicklungsversionen | Entwicklungsversionen | Entwicklungsversionen | Entwicklungsversionen | Entwicklungsversionen | Entwicklungsversionen |
| Version               | Version               | Build                 | Codename              | Veröffentlichung      | Änderungen            |
| --------------------- | --------------------- | --------------------- | --------------------- | --------------------- | --------------------- |
| 15.0                  | Beta 1                | 19A5261w              | SkySeed               | 7. Juni 2021          |                       |
| 15.0                  | Beta 2                | 19A5281h              | SkySeed               | 24. Juni 2021         |                       |
| 15.0                  | Beta 2                | 19A5281j              | SkySeed               | 30. Juni 2021         |                       |
| 15.0                  | Beta 3                | 19A5297e              | SkySeed               | 14. Juli 2021         |                       |
| 15.0                  | Beta 4                | 19A5307g              | SkySeed               | 27. Juli 2021         |                       |
| 15.0                  | Beta 5                | 19A5318f              | SkySeed               | 10. August 2021       |                       |
| 15.0                  | Beta 6                | 19A5325f              | SkySeed               | 17. August 2021       |                       |
| 15.0                  | Beta 7                | 19A5337a              | SkySeed               | 25. August 2021       |                       |
| 15.0                  | Beta 8                | 19A5340a              | SkySeed               | 31. August 2021       |                       |
| 15.0                  | RC                    | 19A344                | Sky                   | 14. September 2021    |                       |
| 15.1                  | Beta 1                | 19B5042h              | SkyBSeed              | 21. September 2021    |                       |
| 15.1                  | Beta 2                | 19B5052f              | SkyBSeed              | 28. September 2021    |                       |
| 15.1                  | Beta 3                | 19B5060d              | SkyBSeed              | 6. Oktober 2021       |                       |
| 15.1                  | Beta 4                | 19B5068a              | SkyBSeed              | 13. Oktober 2021      |                       |
| 15.1                  | RC                    | 19B74                 | SkyB                  | 18. Oktober 2021      |                       |
| 15.2                  | Beta 1                | 19C5026i              | SkyCSeed              | 27. September 2021    |                       |
| 15.2                  | Beta 2                | 19C5036e              | SkyCSeed              | 9. November 2021      |                       |
| 15.2                  | Beta 3                | 19C5044b              | SkyCSeed              | 16. November 2021     |                       |
| 15.2                  | Beta 4                | 19C5050b              | SkyCSeed              | 2. Dezember 2021      |                       |
| 15.2                  | RC                    | 19C56                 | SkyC                  | 7. Dezember 2021      |                       |
| 15.3                  | Beta 1                | 19D5026g              | SkyDSeed              | 17. Dezember 2021     |                       |
| 15.3                  | Beta 2                | 19D5040e              | SkyDSeed              | 12. Januar 2022       |                       |
| 15.3                  | RC                    | 19D49                 | SkyD                  | 20. Januar 2022       |                       |
| 15.4                  | Beta 1                | 19E5209h              | SkyESeed              | 27. Januar 2022       |                       |
| 15.4                  | Beta 2                | 19E5219e              | SkyESeed              | 8. Februar 2022       |                       |
| 15.4                  | Beta 3                | 19E5225g              | SkyESeed              | 15. Februar 2022      |                       |
| 15.4                  | Beta 4                | 19E5235a              | SkyESeed              | 22. Februar 2022      |                       |
| 15.4                  | Beta 5                | 19E5241a              | SkyESeed              | 1. März 2022          |                       |
| 15.4                  | RC                    | 19E241                | SkyE                  | 8. März 2022          |                       |
| 15.5                  | Beta 1                | 19F5047e              | SkyFSeed              | 5. April 2022         |                       |
| 15.5                  | Beta 2                | 19F5057e              | SkyFSeed              | 19. April 2022        |                       |
| 15.5                  | Beta 3                | 19F5062g              | SkyFSeed              | 26. April 2022        |                       |
| 15.5                  | Beta 4                | 19F5070b              | SkyFSeed              | 3. Mai 2022           |                       |
| 15.5                  | RC                    | 19F77                 | SkyF                  | 12. Mai 2022          |                       |
| 15.6                  | Beta 1                | 19G5027e              | SkyGSeed              | 18. Mai 2022          |                       |
| 15.6                  | Beta 2                | 19G5037d              | SkyGSeed              | 31. Mai 2022          |                       |
| 15.6                  | Beta 3                | 19G5046d              | SkyGSeed              | 14. Juni 2022         |                       |
| 15.6                  | Beta 4                | 19G5056c              | SkyGSeed              | 28. Juni 2022         |                       |
| 15.6                  | Beta 5                | 19G5063a              | SkyGSeed              | 5. Juli 2022          |                       |
| 15.6                  | RC                    | 19G69                 | SkyG                  | 12. Juli 2022         |                       |
| 15.6                  | RC 2                  | 19G71                 | SkyG                  | 15. Juli 2022         |                       |
| 15.7                  | RC                    | 19H12                 | SkySecuritySydney     | 7. September 2022     |                       |
| 15.7.1                | RC                    | 19H115                | SkySecuritySydneyB    | 18. Oktober 2022      |                       |
| 15.7.2                | RC                    | 19H218                | SkySecuritySydneyC    | 7. Dezember 2022      |                       |
| 15.7.3                | RC                    | 19H307                | SkyUpdate             | 18. Januar 2023       |                       |
| 15.7.4                | RC                    | 19H321                | SkyUpdate             | 21. März 2023         |                       |
| 15.7.6                | RC                    | 19H349                | SkyUpdate             | 9. Mai 2023           |                       |
| 15.7.8                | RC                    | 19H364                | SkyUpdate             | 18. Juli 2023         |                       |
| 15.8                  | RC                    | 19H370                | SkyUpdate             | 18. Oktober 2023      |                       |

#### iOS 16.x
| Hauptversionen | Hauptversionen | Hauptversionen      | Hauptversionen     | Hauptversionen                      | Hauptversionen |
| Version        | Build          | Codename            | Veröffentlichung   | Änderungen                          | behobene CVEs  |
| -------------- | -------------- | ------------------- | ------------------ | ----------------------------------- | -------------- |
| 16.0           | 20A357         | Sydney              | Vorinstalliert     | Nur für iPhone 14 und iPhone 14 Pro | 51             |
| 16.0           | 20A362         | Sydney              | 12. September 2022 |                                     | 51             |
| 16.0.1         | 20A371         | Sydney              | 15. September 2022 | Nur für iPhone 14 und iPhone 14 Pro | —              |
| 16.0.2         | 20A380         | Sydney              | 22. September 2022 |                                     | —              |
| 16.0.3         | 20A392         | Sydney              | 10. Oktober 2022   |                                     | 1              |
| 16.1           | 20B82          | SydneyB             | 24. Oktober 2022   |                                     | 38             |
| 16.1.1         | 20B101         | SydneyB             | 9. November 2022   |                                     | 2              |
| 16.1.2         | 20B110         | SydneyB             | 30. November 2022  |                                     | 1              |
| 16.2           | 20C65          | SydneyC             | 13. Dezember 2022  |                                     | 41             |
| 16.3           | 20D47          | SydneyD             | 23. Januar 2023    |                                     | 16             |
| 16.3.1         | 20D67          | SydneyD             | 13. Februar 2023   |                                     | 3              |
| 16.4           | 20E247         | SydneyE             | 27. März 2023      |                                     | 33             |
| 16.4.1         | 20E252         | SydneyE             | 7. April 2023      |                                     | 2              |
| 16.5           | 20F66          | SydneyF             | 18. Mai 2023       |                                     | 39             |
| 16.5.1         | 20F75          | SydneyF             | 21. Juni 2023      |                                     | 2              |
| 16.6           | 20G75          | SydneyG             | 24. Juli 2023      |                                     | 33             |
| 16.6.1         | 20G81          | SydneyG             | 7. September 2023  |                                     | 2              |
| 16.7           | 20H19          | SydneySecurityDawn  | 21. September 2023 |                                     | 16             |
| 16.7.1         | 20H30          | SydneySecurityDawn  | 10. Oktober 2023   |                                     | 2              |
| 16.7.2         | 20H115         | SydneySecurityDawnB | 25. Oktober 2023   |                                     | 18             |

| Entwicklungsversionen | Entwicklungsversionen | Entwicklungsversionen | Entwicklungsversionen | Entwicklungsversionen | Entwicklungsversionen |
| Version               | Version               | Build                 | Codename              | Veröffentlichung      | Änderungen            |
| --------------------- | --------------------- | --------------------- | --------------------- | --------------------- | --------------------- |
| 16.0                  | Beta 1                | 20A5283p              | SydneySeed            | 6. Juni 2022          |                       |
| 16.0                  | Beta 2                | 20A5303i              | SydneySeed            | 22. Juni 2022         |                       |
| 16.0                  | Beta 3                | 20A5312g              | SydneySeed            | 6. Juli 2022          |                       |
| 16.0                  | Beta 3 Update         | 20A5312j              | SydneySeed            | 11. Juli 2022         |                       |
| 16.0                  | Beta 4                | 20A5328h              | SydneySeed            | 27. Juli 2022         |                       |
| 16.0                  | Beta 5                | 20A5339d              | SydneySeed            | 8. August 2022        |                       |
| 16.0                  | Beta 6                | 20A5349b              | SydneySeed            | 15. August 2022       |                       |
| 16.0                  | Beta 7                | 20A5356a              | SydneySeed            | 23. August 2022       |                       |
| 16.0                  | Beta 8                | 20A5358a              | SydneySeed            | 29. August 2022       |                       |
| 16.0                  | RC                    | 20A362                | Sydney                | 7. September 2022     |                       |
| 16.1                  | Beta 1                | 20B5045d              | SydneyBSeed           | 14. September 2022    |                       |
| 16.1                  | Beta 2                | 20B5050f              | SydneyBSeed           | 20. September 2022    |                       |
| 16.1                  | Beta 3                | 20B5056e              | SydneyBSeed           | 27. September 2022    |                       |
| 16.1                  | Beta 4                | 20B5064c              | SydneyBSeed           | 4. Oktober 2022       |                       |
| 16.1                  | Beta 5                | 20B5072b              | SydneyBSeed           | 11. Oktober 2022      |                       |
| 16.1                  | RC                    | 20B79                 | SydneyB               | 11. Oktober 2022      |                       |
| 16.2                  | Beta 1                | 20C5032e              | SydneyCSeed           | 25. Oktober 2022      |                       |
| 16.2                  | Beta 2                | 20C5043e              | SydneyCSeed           | 8. November 2022      |                       |
| 16.2                  | Beta 3                | 20C5049e              | SydneyCSeed           | 15. November 2022     |                       |
| 16.2                  | Beta 4                | 20C5058d              | SydneyCSeed           | 1. Dezember 2022      |                       |
| 16.2                  | RC                    | 20C65                 | SydneyC               | 7. Dezember 2022      |                       |
| 16.3                  | Beta 1                | 20D5024e              | SydneyDSeed           | 14. Dezember 2022     |                       |
| 16.3                  | Beta 2                | 20D5035i              | SydneyDSeed           | 10. Januar 2023       |                       |
| 16.3                  | RC                    | 20D5047               | SydneyD               | 18. Januar 2023       |                       |
| 16.4                  | Beta 1                | 20E5212f              | SydneyESeed           | 16. Februar 2023      |                       |
| 16.4                  | Beta 2                | 20E5223e              | SydneyESeed           | 28. Februar 2023      |                       |
| 16.4                  | Beta 3                | 20E5229e              | SydneyESeed           | 7. März 2023          |                       |
| 16.4                  | Beta 4                | 20E5239b              | SydneyESeed           | 15. März 2023         |                       |
| 16.4                  | RC                    | 20E246                | SydneyE               | 21. März 2023         |                       |
| 16.5                  | Beta 1                | 20F5028e              | SydneyFSeed           | 28. März 2023         |                       |
| 16.5                  | Beta 2                | 20F5039e              | SydneyFSeed           | 11. April 2023        |                       |
| 16.5                  | Beta 3                | 20F5050f              | SydneyFSeed           | 25. April 2023        |                       |
| 16.5                  | Beta 4                | 20F5059a              | SydneyFSeed           | 2. Mai 2023           |                       |
| 16.5                  | RC                    | 20F65                 | SydneyF               | 9. Mai 2023           |                       |
| 16.5                  | RC 2                  | 20F66                 | SydneyF               | 15. Mai 2023          |                       |
| 16.6                  | Beta 1                | 20G5026e              | SydneyGSeed           | 19. Mai 2023          |                       |
| 16.6                  | Beta 2                | 20G5037d              | SydneyGSeed           | 1. Juni 2023          |                       |
| 16.6                  | Beta 3                | 20G5047d              | SydneyGSeed           | 16. Juni 2023         |                       |
| 16.6                  | Beta 4                | 20G5058d              | SydneyGSeed           | 27. Juni 2023         |                       |
| 16.6                  | Beta 5                | 20G5070a              | SydneyGSeed           | 10. Juli 2023         |                       |
| 16.6                  | RC                    | 20G75                 | SydneyG               | 18. Juli 2023         |                       |
| 16.7                  | RC                    | 20H18                 | SydneySecurityDawn    | 12. September 2023    |                       |
| 16.7.2                | RC                    | 20H115                | SydneySecurityDawnB   | 17. Oktober 2023      |                       |
| 16.7.3                | RC                    | 20H232                | SydneySecurityDawnC   | 5. Dezember 2023      |                       |

#### iOS 17.x
| Hauptversionen | Hauptversionen | Hauptversionen | Hauptversionen     | Hauptversionen                      | Hauptversionen |
| Version        | Build          | Codename       | Veröffentlichung   | Änderungen                          | behobene CVEs  |
| -------------- | -------------- | -------------- | ------------------ | ----------------------------------- | -------------- |
| 17.0           | 21A326         | Dawn           | Vorinstalliert     | Nur für iPhone 15 und iPhone 15 Pro | 64             |
| 17.0           | 20A327         | Dawn           | Vorinstalliert     | Nur für iPhone 15 und iPhone 15 Pro | 64             |
| 17.0           | 20A329         | Dawn           | 18. September 2023 | Außer iPhone 15 und iPhone 15 Pro   | 64             |
| 17.0           | 20A331         | Dawn           | 18. September 2023 | Nur für iPhone 15 und iPhone 15 Pro | 64             |
| 17.0.1         | 21A340         | Dawn           | 21. September 2023 |                                     | 3              |
| 17.0.2         | 21A350         | Dawn           | 21. September 2023 | Nur für iPhone 15 und iPhone 15 Pro | —              |
| 17.0.2         | 21A351         | Dawn           | 26. September 2023 | Außer iPhone 15 und iPhone 15 Pro   | —              |
| 17.0.3         | 21A360         | Dawn           | 4. Oktober 2023    |                                     | 2              |
| 17.1           | 21B74          | DawnB          | 25. Oktober 2023   | Außer iPhone 15 und iPhone 15 Pro   | 22             |
| 17.1           | 21B80          | DawnB          | 25. Oktober 2023   | Nur für iPhone 15 und iPhone 15 Pro | 22             |
| 17.1.1         | 21B91          | DawnB          | 7. November 2023   |                                     | —              |
| 17.1.2         | 21B101         | DawnB          | 30. November 2023  |                                     | 2              |
| 17.2           | 21C62          | DawnC          | 11. Dezember 2023  |                                     | 14             |
| 17.2.1         | 21C66          | DawnC          | 19. Dezember 2023  |                                     | —              |
| 17.3           | 21D50          | DawnD          | 22. Januar 2024    |                                     | 16             |
| 17.3.1         | 21D61          | DawnD          | 8. Februar 2024    |                                     | —              |
| 17.4           | 21E219         | DawnE          | 5. März 2024       |                                     | 39             |
| 17.4.1         | 21E236         | DawnE          | 21. März 2024      |                                     | 2              |
| 17.4.1         | 21E237         | DawnE          | 27. März 2024      |                                     | 2              |

| Entwicklungsversionen | Entwicklungsversionen | Entwicklungsversionen | Entwicklungsversionen | Entwicklungsversionen | Entwicklungsversionen |
| Version               | Version               | Build                 | Codename              | Veröffentlichung      | Änderungen            |
| --------------------- | --------------------- | --------------------- | --------------------- | --------------------- | --------------------- |
| 17.0                  | Beta 1                | 21A5248v              | DawnSeed              | 5. Juni 2023          |                       |
| 17.0                  | Beta 2                | 21A5268h              | DawnSeed              | 21. Juli 2023         |                       |
| 17.0                  | Beta 3                | 21A5277h              | DawnSeed              | 5. Juli 2023          |                       |
| 17.0                  | Beta 3                | 21A5277j              | DawnSeed              | 11. Juli 2023         |                       |
| 17.0                  | Beta 4                | 21A5291h              | DawnSeed              | 25. Juli 2023         |                       |
| 17.0                  | Beta 4                | 21A5291j              | DawnSeed              | 31. Juli 2023         |                       |
| 17.0                  | Beta 5                | 21A5303d              | DawnSeed              | 8. August 2023        |                       |
| 17.0                  | Beta 6                | 21A5312c              | DawnSeed              | 15. August 2023       |                       |
| 17.0                  | Beta 7                | 21A5319a              | DawnSeed              | 22. August 2023       |                       |
| 17.0                  | Beta 8                | 21A5326a              | DawnSeed              | 29. August 2023       |                       |
| 17.0                  | RC                    | 21A329                | Dawn                  | 12. September 2023    |                       |
| 17.1                  | Beta 1                | 21B5045h              | DawnBSeed             | 27. September 2023    |                       |
| 17.1                  | Beta 2                | 21B5056e              | DawnBSeed             | 3. Oktober 2023       |                       |
| 17.1                  | Beta 3                | 21B5066a              | DawnBSeed             | 10. Oktober 2023      |                       |
| 17.1                  | RC                    | 21B74                 | DawnB                 | 17. Oktober 2023      |                       |
| 17.2                  | Beta 1                | 21C5029g              | DawnCSeed             | 26. Oktober 2023      |                       |
| 17.2                  | Beta 2                | 21C5040g              | DawnCSeed             | 9. November 2023      |                       |
| 17.2                  | Beta 3                | 21C5046c              | DawnCSeed             | 14. November 2023     |                       |
| 17.2                  | Beta 4                | 21C5054b              | DawnCSeed             | 28. November 2023     |                       |
| 17.2                  | RC                    | 21C62                 | DawnC                 | 5. Dezember 2023      |                       |
| 17.3                  | Beta 1                | 21D5026f              | DawnDSeed             | 12. Dezember 2023     |                       |
| 17.3                  | Beta 2                | 21D5036c              | DawnDSeed             | 3. Januar 2024        |                       |
| 17.3                  | Beta 3                | 21D5044a              | DawnDSeed             | 9. Januar 2024        |                       |
| 17.3                  | RC                    | 21D50                 | DawnD                 | 17. Januar 2024       |                       |
| 17.4                  | Beta 1                | 21E5184i              | DawnESeed             | 25. Januar 2024       |                       |
| 17.4                  | Beta 1                | 21E5184k              | DawnESeed             | 30. Januar 2024       |                       |
| 17.4                  | Beta 2                | 21E5195e              | DawnESeed             | 6. Februar 2024       |                       |
| 17.4                  | Beta 3                | 21E5200d              | DawnESeed             | 13. Februar 2024      |                       |
| 17.4                  | Beta 4                | 21E5209b              | DawnESeed             | 20. Februar 2024      |                       |
| 17.4                  | RC                    | 21E217                | DawnE                 | 27. Februar 2024      |                       |
| 17.5                  | Beta 1                | 21F5048f              | DawnFSeed             | 2. April 2024         |                       |
| 17.5                  | Beta 2                | 21F5058e              | DawnFSeed             | 16. April 2024        |                       |
| 17.5                  | Beta 3                | 21F5063f              | DawnFSeed             | 23. April 2024        |                       |
| 17.5                  | Beta 4                | 21F5073b              | DawnFSeed             | 30. April 2024        |                       |
| 17.5                  | RC                    | 21F79                 | DawnF                 | 7. Mai 2024           |                       |
| 17.6                  | Beta 1                | 21G5052e              | DawnGSeed             | 17. Juni 2024         |                       |
| 17.6                  | Beta 2                | 21G5061c              | DawnGSeed             | 1. Juli 2024          |                       |
| 17.6                  | Beta 3                | 21G5066d              | DawnGSeed             | 9. Juli 2024          |                       |
| 17.6                  | Beta 4                | 21G5075a              | DawnGSeed             | 16. Juli 2024         |                       |

### Apple TV
| Liste der iOS Software Updates bei Apple TV (2. Generation) und neuer | Liste der iOS Software Updates bei Apple TV (2. Generation) und neuer | Liste der iOS Software Updates bei Apple TV (2. Generation) und neuer | Liste der iOS Software Updates bei Apple TV (2. Generation) und neuer | Liste der iOS Software Updates bei Apple TV (2. Generation) und neuer | Liste der iOS Software Updates bei Apple TV (2. Generation) und neuer |
| Apple TV Software                                                     | iOS-Version                                                           | Build                                                                 | Build                                                                 | Veröffentlichung                                                      | Änderungen |
| --------------------------------------------------------------------- | --------------------------------------------------------------------- | --------------------------------------------------------------------- | --------------------------------------------------------------------- | --------------------------------------------------------------------- | --- |
| 4.0                                                                   | 4.1                                                                   | 8M89                                                                  | 1145                                                                  | 9. September 2010                                                     | - Erste Version für den Apple TV (2. Generation) |
| 4.1                                                                   | 4.2                                                                   | 8C150                                                                 | 1539                                                                  | 22. November 2010                                                     | - AirPlay Unterstützung. - VoiceOver in Menus. - Fehlerbehebungen. |
| 4.1.1                                                                 | 4.2.1                                                                 | 8C152                                                                 | 1551                                                                  | —                                                                     | |
| 4.1.1                                                                 | 4.2.1                                                                 | 8C154                                                                 | 1553                                                                  | 14. Dezember 2010                                                     | Fehlerbehebungen - Behebt einen Fehler, bei dem 1080p Bildschirme fälschlicherweise nur mit 480p angesteuert wurden. - Behebt einen Fehler, bei dem ein Film oder eine Fernsehsendung wieder heruntergeladen werden konnte. |
| 4.2                                                                   | 4.3                                                                   | 8F191m                                                                | 2060                                                                  | 9. März 2011                                                          | - AirPlay Video-Unterstützung für Apps von Drittanbietern auf iOS-Geräten - Neue Diashow-Themes für Fotos - Verbesserte On-Screen-Tastatur - Dolby Digital 5.1 Surround beim Stream von Netflix Inhalten |
| 4.2.1                                                                 | 4.3                                                                   | 8F202                                                                 | 2100                                                                  | 22. März 2011                                                         | Fehlerbehebungen - Behebt einen Fehler, bei dem die Anzeige auf älteren Bildschirmen Fehlerhaft dargestellt werden konnte - Behebt einen Fehler, bei dem der Apple TV nicht aus dem Standby-Modus aufwachen konnte - Behebt einen Fehler, bei dem es auf einigen Fernsehgeräten keine Tonausgabe gab, nachdem das Input auf den Apple TV gewechselt wurde - Weitere Stabilitäts- und Sicherheitsupdates. |
| 4.2.2                                                                 | 4.3                                                                   | 8F305                                                                 | 2203                                                                  | 11. Mai 2011                                                          | Fehlerbehebungen - Behebt einen Fehler, bei dem Audio nicht korrekt wiedergegeben wurde - Behebt einen Fehler, bei dem Video nicht korrekt wiedergegeben wurde - Fügt eine Kompatibilitätsoption hinzu, bei der die Audioausgabe auf 16 Bit eingestellt werden kann - Verbessert das Vorspulen bei Live-Streams - Behebt einen Fehler, bei dem bei einigen Video-Inhalten keine Informationen angezeigt wurden - Behebt einen Fehler, bei dem YouTube-Abos nicht nach Datum sortiert wurden |
| 4.3                                                                   | 4.3                                                                   | 8F455                                                                 | 2557                                                                  | 1. August 2011                                                        | - Vimeo-Videos können angeschaut werden - Gekaufte TV-Shows können jetzt gestreamt werden (nur in den USA) |
| 4.4                                                                   | 5.0                                                                   | 9A334v                                                                | 3140                                                                  | 12. Oktober 2011                                                      | - Fotostreams. - AirPlay Mirroring für iPad 2 und iPhone 4s. - Wall Street Journal. - Neue Diashow-Themes. - Netflix Untertitel. Ein Update von dieser Version setzt den Apple TV auf die Werkseinstellungen zurück. |
| 4.4.1                                                                 | 5.0                                                                   | 9A335a                                                                | 3150                                                                  | 17. Oktober 2011                                                      | Fehlerbehebungen - Ein Update von dieser Version setzt den Apple TV auf die Werkseinstellungen zurück. |
| 4.4.2                                                                 | 5.0                                                                   | 9A336a                                                                | 3160                                                                  | 24. Oktober 2011                                                      | - Behebt einen Fehler, bei dem kein Audio wiedergegeben wurde, wenn bestimmter Inhalt angeschaut wurde. - Behebt einen Fehler, bei dem einige Video-Inhalte nicht wiedergegeben wurden. - Verbessert das Vorspulen in Live-Streams. - Behebt einen Fehler, bei dem die Beschreibung einiger Filme nicht korrekt dargestellt wurde. - Behebt einen Fehler, bei dem YouTube Abos nicht korrekt nach Datum sortiert wurden. |
| 4.4.3                                                                 | 5.0.1                                                                 | 9A405l                                                                | 3323                                                                  | 17. November 2011                                                     | - Unterstützung für Netflix in Mexiko. - Behebt einen Fehler, bei dem Audio nicht über die optische Schnittstelle ausgegeben wurde, wenn der Fernseher ausgeschaltet ist. |
| 4.4.4                                                                 | 5.0.1                                                                 | 9A406a                                                                | 3330                                                                  | 15. Dezember 2011                                                     | - Allgemeine Geschwindigkeits- und Stabilitätsverbesserungen. |
| 5.0                                                                   | 5.1                                                                   | 9B179b                                                                | 4099                                                                  | 7. März 2012                                                          | Erster Veröffentlichung für den Apple TV (3. Generation). - Unterstützung für 1080p Video (nur 3. Gen.) - Komplett neu gestaltete Menus - Inhalt-Kategorien ähneln jetzt den Icons von iOS Apps - Drittanbieter-Apps (Netflix, YouTube, NBA, Flickr etc.) haben eigene Icons - Möglichkeit, einen Netflix Account anzulegen |
| 5.0.1                                                                 | 5.1.1                                                                 | 9B206f                                                                | 4224                                                                  | 10. Mai 2012                                                          | - Vorschau für Filme aus dem iTunes Store können in HD angesehen werden. - Behebt einen Fehler, bei dem einige iOS-Apps Probleme hatten, sich mit dem Apple TV via AirPlay zu verbinden. - Verbessert die Zuverlässigkeit der Heimnetzwerkfreigabe. - Behebt Fehler bei der Netflix Navigation und beim Login. - Verbessert die Stabilität und Geschwindigkeit. |
| 5.0.2                                                                 | 5.1.1                                                                 | 9B830                                                                 | 4250                                                                  | 5. Juni 2012                                                          | - Behebt einen Fehler, bei dem Einschränkungen für den iTunes Store Inhalt des australischen Stores falsch angewendet wurden. |
| 5.1                                                                   | 6.0                                                                   | 10A406E                                                               | 5201                                                                  | 24. September 2012                                                    | - Freigegebene Fotostreams: Akzeptieren von Einladungen für Fotostream, Durchsuchen von Fotos und Kommentaren, Push von neuen Nachrichten zu neuem Inhalt. - AirPlay: Verbindung mit AirPlay Lautsprechern möglich. Festlegung von AirPlay Kennwörtern möglich. - Verwendung von mehreren iTunes Accounts gleichzeitig möglich, schnelles Wechseln zwischen Accounts möglich. - Trailer: Funktion, nach Film-Trailern zu suchen. - Neue Bildschirmschoner. - Zurücksetzen der Icons auf der zweiten Hauptmenu-Seite durch das Drücken der Auswahltaste auf der Fernbedienung. - Untertitel für Gehörlose und Gehörgeschädigte. - Netzwerkeinstellungen: Möglichkeit, erweiterte Netzwerkeinstellungen mit Konfigurationsprofilen festzulegen. - Stabilitäts- und Geschwindigkeitsoptimierungen |
| 5.1.1                                                                 | 6.0.1                                                                 | 10A831                                                                | 5433                                                                  | 29. November 2012                                                     | - Fügt Unterstützung von Up Next mit iTunes 11 oder iTunes Match hinzu. - Enthält Geschwindigkeits- und Stabilitätsoptimierungen für den iTunes Store, AirPlay, Netflix, iTunes Match, und Ethernet-Verbindungen. |
| 5.2                                                                   | 6.1                                                                   | 10B144b                                                               | 6010.96                                                               | 28. Januar 2013                                                       | - Bluetooth-Tastaturen: Fügt Unterstützung für drahtlose Bluetooth Tastaturen hinzu. (inklusive Apple Wireless Keyboard). - iTunes in the Cloud: Wiedergabe von iTunes Inhalt direkt aus iCloud. - AirPlay: Senden der Stereo-Audiospuren von Videos an AirPlay-Lautsprecher (inklusive AirPort Express und anderen Apple TVs). - Stabilitäts- und Geschwindigkeitsoptimierungen |
| 5.2.1                                                                 | 6.1.3                                                                 | 10B329a                                                               | 6025                                                                  | 19. März 2013                                                         | - Hulu Plus: Komplette Neugestaltung. - iTunes in der Cloud: Fügt Unterstützung für Japan und Israel hinzu. - Stabilitäts- und Geschwindigkeitsoptimierungen auch für Untertitel. - Behebt Sicherheitslücken. |
| 5.3                                                                   | 6.1.4                                                                 | 10B806                                                                | 6103                                                                  | —                                                                     | |
| 5.3                                                                   | 6.1.4                                                                 | 10B809                                                                | 6105                                                                  | 19. Juni 2013                                                         | - Fügt Unterstützung für Crunchyroll, ESPN, HBO GO, Qello, und Sky News hinzu. - iTunes Store: Verbessert die Zuverlässigkeit beim Verbinden mit dem iTunes Store. |
| 6.0                                                                   | 7.0.1                                                                 | 11A469a                                                               | 6646.61                                                               | —                                                                     | |
| 6.0                                                                   | 7.0.1                                                                 | 11A470e                                                               | 6646.65                                                               | 20. September 2013                                                    | |
| 6.0                                                                   | 7.0.2                                                                 | 11A502                                                                | 6646.65                                                               | 23. September 2013                                                    | - iTunes Radio: Streamen von Radiostationen. - iCloud Fotos und Videos: Umbenennung des Fotostreams, fügt Videos hinzu. - Podcasts: Synchronisierung von Podcasts zwischen Apple TV und anderen iOS-Geräten. - iTunes Music Store: Durchsuchen, Abspielen und Erwerben von Musik direkt im iTunes Store. - AirPlay von iCloud: Möglichkeit, mit einem iOS 7.0+ Gerät Videos direkt aus iTunes in the Cloud abzuspielen. |
| 6.0.1                                                                 | 7.0.3                                                                 | 11B511d                                                               | 6646.80.1                                                             | 25. Oktober 2013                                                      | - Stabilitäts- und Geschwindigkeitsoptimierungen. |
| 6.0.2                                                                 | 7.0.4                                                                 | 11B553                                                                | 6646.81.1                                                             | —                                                                     | |
| 6.0.2                                                                 | 7.0.4                                                                 | 11B554a                                                               | 6646.81.1                                                             | 14. November 2013                                                     | - Stabilitäts- und Geschwindigkeitsoptimierungen. |
| 6.0.2                                                                 | 7.0.6                                                                 | 11B651                                                                | 6646.81.1                                                             | 21. Februar 2014                                                      | |
| 6.1                                                                   | 7.1                                                                   | 11D169b                                                               | 6698.99.16                                                            | 10. März 2014                                                         | |
| 6.1.1                                                                 | 7.1.1                                                                 | 11D201c                                                               | 6698.99.19                                                            | 22. April 2014                                                        | |
| 6.2                                                                   | 7.1.2                                                                 | 11D257c                                                               | 6698.99.50.31                                                         | 30. Juni 2014                                                         | Letzte Version, die das Apple TV (2. Generation) |
| 7.0                                                                   | 8.0                                                                   | 12A365b                                                               | 6897.5                                                                | 17. September 2014                                                    | |
| 7.0.1                                                                 | 8.0.1                                                                 | 12A402                                                                | 6897.6                                                                | —                                                                     | |
| 7.0.1                                                                 | 8.1                                                                   | 12B410a                                                               | 6912                                                                  | 20. Oktober 2014                                                      | - Stabilitäts- und Geschwindigkeitsoptimierungen. |
| 7.0.2                                                                 | 8.1.1                                                                 | 12B435                                                                | 6915                                                                  | 17. November 2014                                                     | - Stabilitäts- und Geschwindigkeitsoptimierungen. |
| 7.0.3                                                                 | 8.1.3                                                                 | 12B466                                                                | 6917                                                                  | 27. Januar 2015                                                       | |
| 7.1                                                                   | 8.2                                                                   | 12D508                                                                | 7003                                                                  | 9. März 2015                                                          | |
| 7.2                                                                   | 8.3                                                                   | 12F69                                                                 | 7512                                                                  | 8. April 2015                                                         | |
| 7.2.1                                                                 | 8.4.1                                                                 | 12H523                                                                | 8011                                                                  | 25. Februar 2016                                                      | |
| 7.2.2                                                                 | 8.4.2                                                                 | 12H606                                                                | 8015                                                                  | 12. Dezember 2016                                                     | |
| 7.3                                                                   | 8.4.2                                                                 | 12H847                                                                | 8065                                                                  | 13. Mai 2019                                                          | |
| 7.3.1                                                                 | 8.4.2                                                                 | 12H864                                                                | 8068                                                                  | 22. Juli 2019                                                         | |
| 7.4                                                                   | 8.4.3                                                                 | 12H876                                                                | ?                                                                     | 24. September 2019                                                    | |
| 7.5                                                                   | 8.4.4                                                                 | 12H885                                                                |                                                                       | 24. März 2020                                                         | - Apple TV (3. Generation) lässt sich nun über das Kontrollzentrum vom iPhone/iPad/iPod touch steuern |